# Syzygium (Gattung)
Syzygium ist eine Pflanzengattung in der Familie der Myrtengewächse (Myrtaceae). Die etwa 1200 Arten sind in der Paläotropis weitverbreitet. Die in Mitteleuropa bekannteste Art ist der Gewürznelkenbaum (Syzygium aromaticum). Aber auch andere Arten werden genutzt, zum Beispiel die Früchte des Javaapfels (Syzygium samarangense).

## Beschreibung

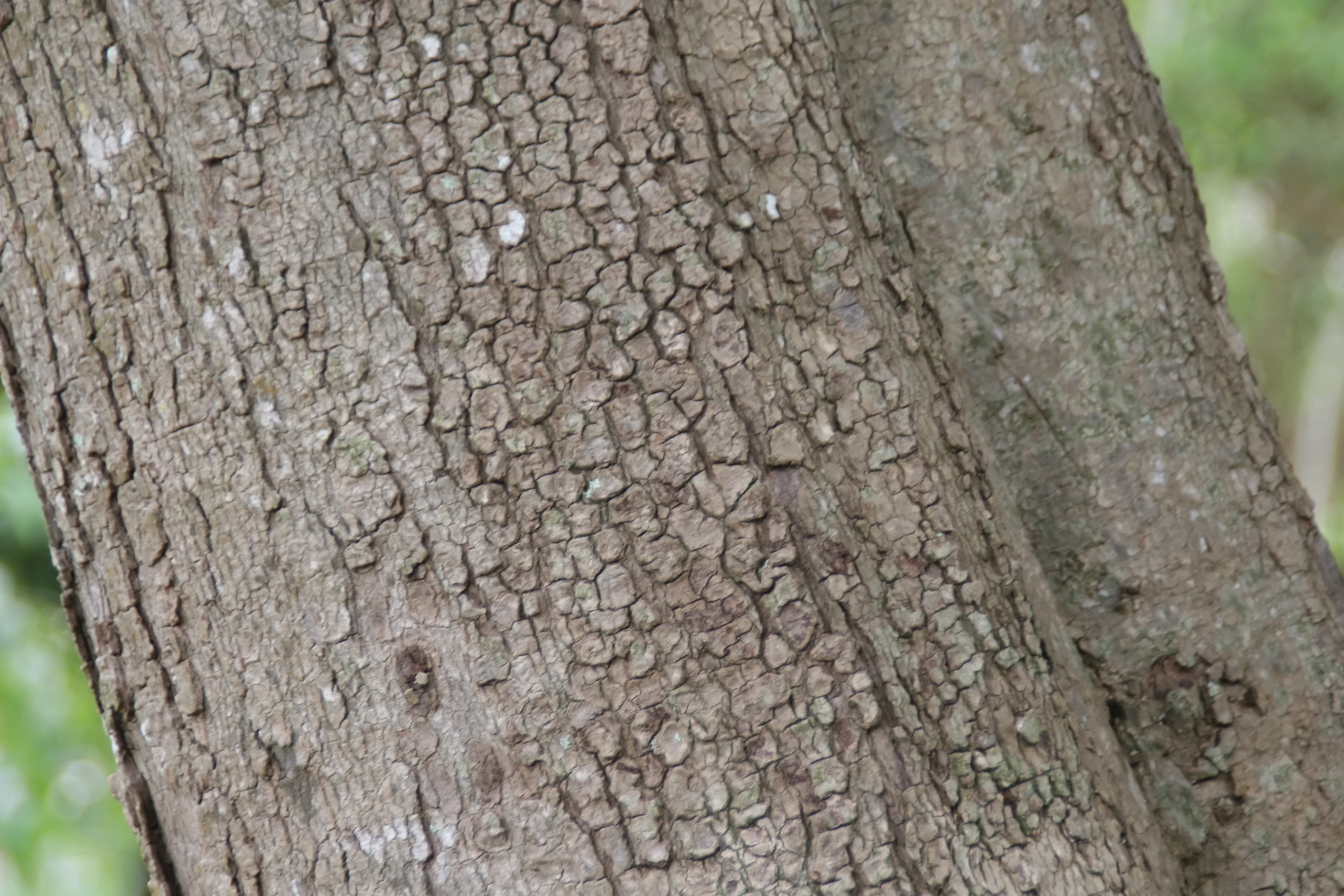
Borke des Javaapfels (Syzygium samarangense)

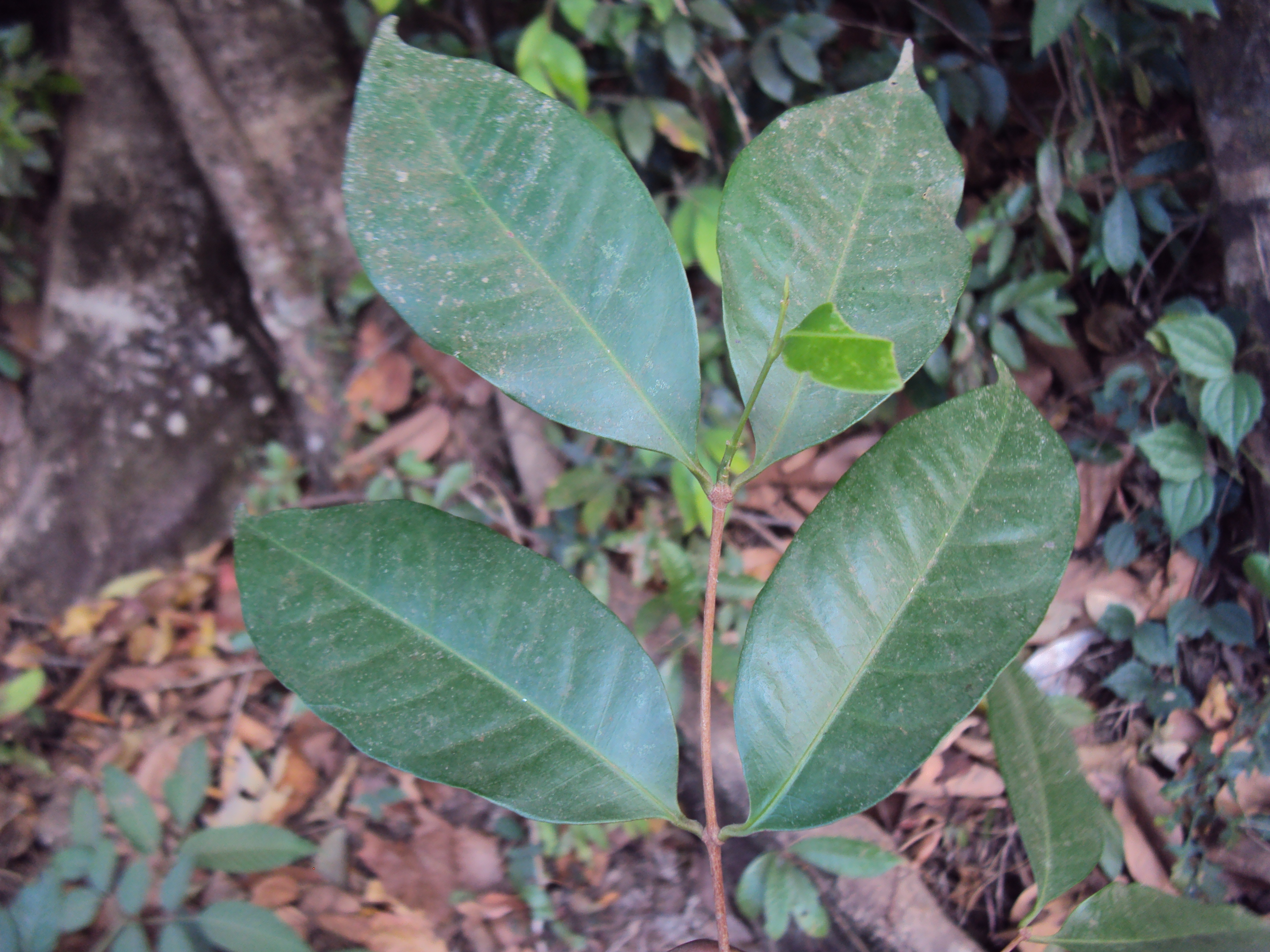
Gegenständige, einfache Laubblätter von Syzygium laetum

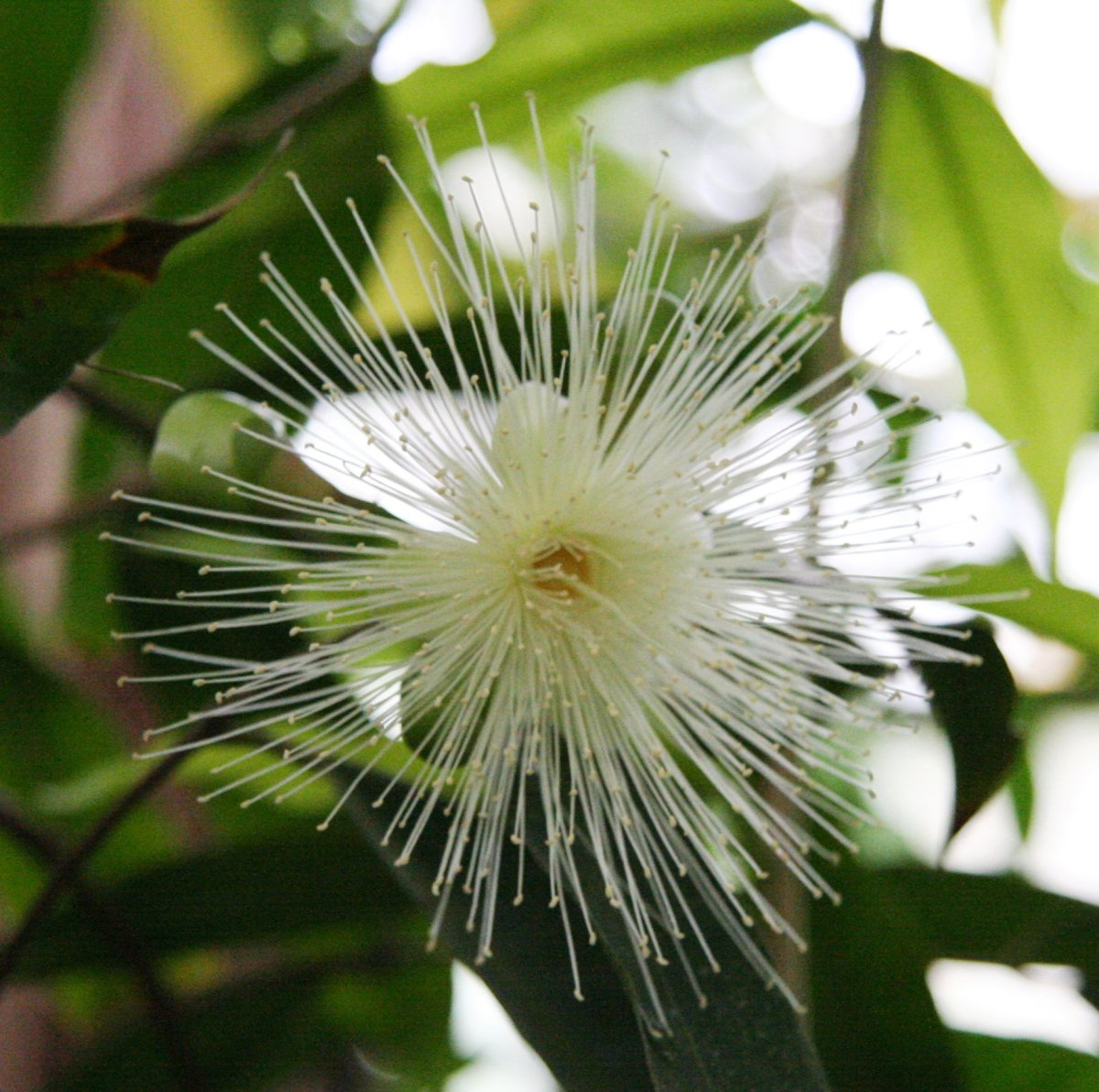
Blüte des Rosenapfels (Syzygium jambos)

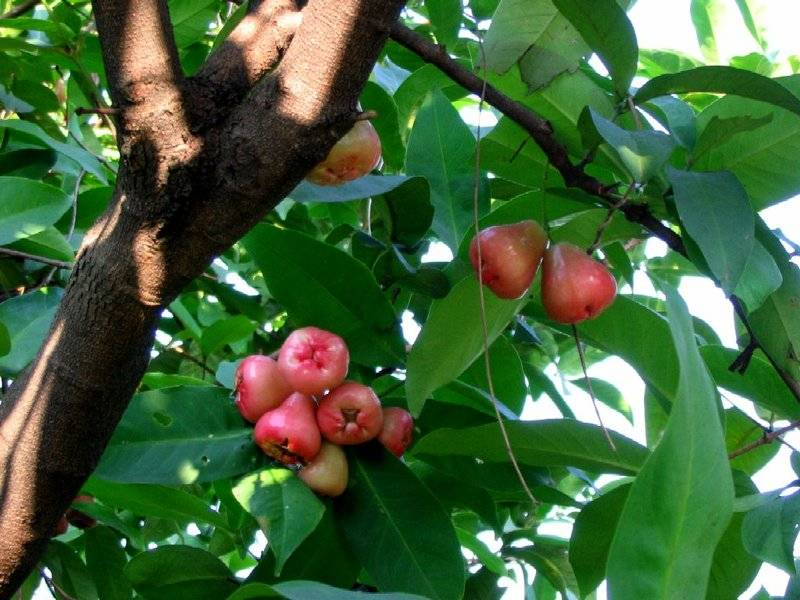
Früchte des Javaapfels (Syzygium samarangense)

### Vegetative Merkmale
Die Syzygium-Arten sind Bäume, Sträucher oder Halbsträucher.
Die gegenständig oder manchmal wirtelig angeordneten Laubblätter sind oft nur kurz gestielt oder fast sitzend. Die einfachen Blattspreiten weisen eine Fiedernervatur auf, die meist eine Ader parallel zum Blattrand ausbildet.

### Generative Merkmale
Die end- oder seitenständigen, meist zymösen oder rispigen Blütenstände sind drei- bis vielblütig, die Blüten können jedoch auch einzeln in den Achseln stehen. Die kleinen, unauffälligen Tragblätter fallen nach dem Verblühen ab.
Die Blüten sind radiärsymmetrisch und vier- oder fünfzählig mit doppelter Blütenhülle. Der Blütenboden ist gelegentlich über den Fruchtknoten hinaus verlängert, die Basis ist meistens zu einem Pseudoblütenstiel verlängert, der oberhalb der Tragblätter ansetzt. Die vier oder fünf Kelchblätter können früh abfallen oder auch beständig sein. Die Kronblätter stehen frei oder sind mehr oder weniger (vor allem bei den afrikanischen Arten) verwachsen. Die Kelch- und/oder die Kronblätter können als Kalyptra oder Pseudokalyptra ausgebildet sein.
Die Staubblätter sind meist vielzählig und auffällig, in einigen Arten stehen sie auf dem Rand des Blütenbodens. Sie stehen frei oder sind undeutlich in vier Büscheln gruppiert. Die Staubfäden sind fadenförmig, die Staubbeutel springen mit Längsschlitzen auf. Der unter- bis oberständige Fruchtknoten ist zweikammerig, nur selten auch drei- oder vierkammerig, die Kammern stehen nahe dem oberen Teil des Fruchtknotens und enthalten wenige bis viele Samenanlagen, die in nahezu köpfchenförmigen Gruppen an den mittleren Teilen der Kammern befestigt sind. Der mehr oder weniger lange Griffel besitzt oft nur eine sehr feine Narbe.
Die fleischige oder trocken-ledrige, steinfruchtartige Beere enthält ein oder zwei, nur selten mehr, große Samen. Selten werden auch andere Fruchttypen gebildet. Die Samenoberfläche ist membranartig bis krustig. Die Keimblätter sind fleischig, stehen meist komplett frei oder sind teilweise verwachsen, komplett verwachsene Keimblätter sind selten. Einige Arten können polyembryonische Samen ausbilden.

## Verwendung
Für die Zubereitung von indonesischen Gerichten werden einige Arten dieser Gattung wie Gewürznelken (Syzygium aromaticum) und Indonesisches Lorbeerblatt (Syzygium polyanthum, Daun Salam) häufig als Gewürz benutzt. Als Frischobst werden Javaapfel, Wasserapfel bzw. die Apfeljambuse auf Märkten angeboten. Syzygium polycephalum und Syzygium cumini sind seltener auf dem Markt zu finden. Gewürznelken sind auch ein charakteristisches Gewürz für Friesischen Nagelkaas.

## Systematik und Verbreitung

### Taxonomie
Die Gattung Syzygium wurde 1788 durch Patrick Browne in Joseph Gärtner: De Fructibus et Seminibus Plantarum: accedunt seminum centuriae quinque priores cum tabulis Aeneis LXXIX. Stutgardiae, Tubingae, 1, Seite 166–167, Tafel 33, Figur 1 aufgestellt. Als Lectotypus-Art wurde 1956 Syzygium caryophyllaeum Gaertn. durch McVaugh in Taxon, Volume 5, Seite 164 festgelegt. Syzygium P.Br. ex Gaertn. wurde konserviert gegenüber Suzygium P.Br. (Shenzhen ICN Art. 14 & App. III), Caryophyllus L. und Jambosa Adan. Synonyme für Syzygium P.Br. ex Gaertn. nom. cons. s. l. sind: Acicalyptus A.Gray, Acmena DC., Acmenosperma Kausel, Anetholea Peter G.Wilson, Aphanomyrtus Miq., Bostrychode (Miq.) O.Berg, Caryophyllus L. non Mill., Cerocarpus Colebr. ex Hassk., Cetra Noronha nom. nud., Clavimyrtus Blume, Cleistocalyx Blume, Cupheanthus Seem., Gaslondia Vieill., Gelpkea Blume, Jambolifera Houtt. nom. illeg., Jambos Adans., Jambosa DC. nom. illeg., Leptomyrtus (Miq.) O.Berg, Lomastelma Raf., Macromyrtus Miq., Macropsidium Blume, Microjambosa Blume, Malidra Raf., Myrthoides Wolf, Pareugenia Turrill, Piliocalyx Brongn. & Gris, Pseudoeugenia Scort., Opa Lour., Strongylocalyx Blume, Syllysium Meyen & Schauer, Syllisium Endl. orth. var., Tetraeugenia Merr., Waterhousea B.Hyland, Xenodendron K.Schum. & Lauterb., Strongylocalyx Blume.

### Äußere Systematik
Die Gattung Syzygium gehört zur Tribus Syzygieae in der Unterfamilie Myrtoideae innerhalb der Familie Myrtaceae.

### Innere Systematik, Arten und ihre Verbreitung
Die Gattung Syzygium wird in Untergattungen und Sektionen gegliedert.
Die Gattung Syzygium besitzt ihr Hauptverbreitungsgebiet in den Tropen und Subtropen der Alten Welt, einige wenige Arten sind in Australien und auf Neuseeland beheimatet. In China kommen etwa 80 Arten vor, 45 davon nur dort. Einige Arten sind beispielsweise in der Neuen Welt Neophyten.
Es gibt etwa 1200 Syzygium-Arten (Stand 2008 + einige danach erstbeschriebene Arten oder Neukombinationen):

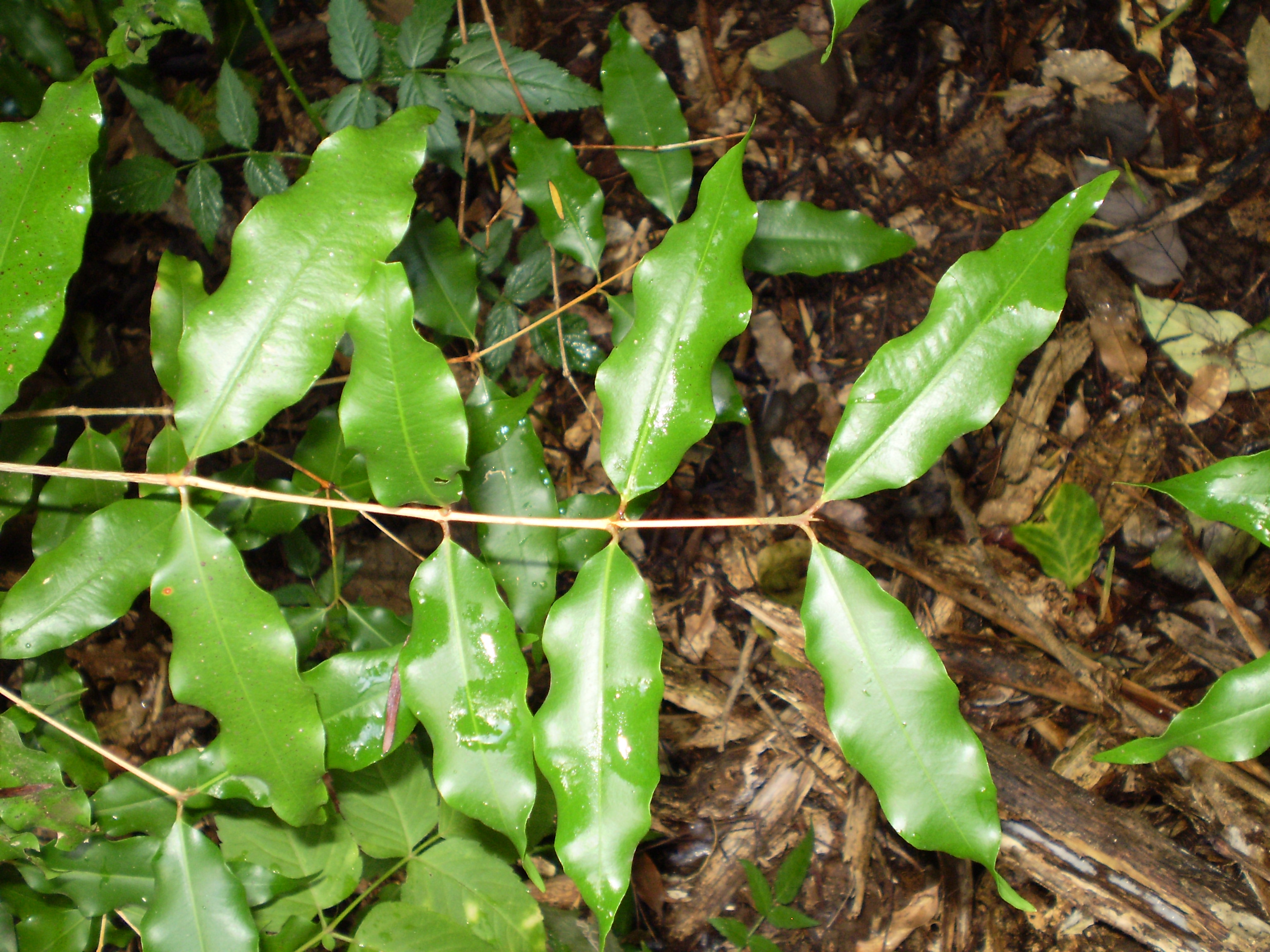
Blätter von Syzygium anisatum

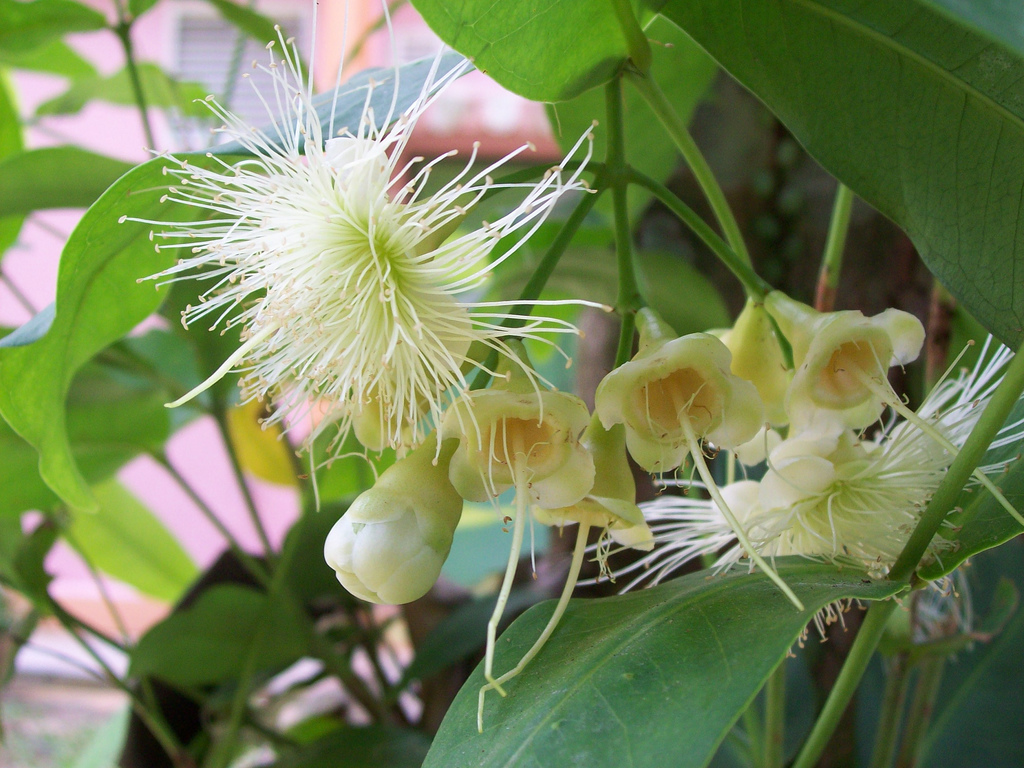
Blüten von Syzygium aqueum

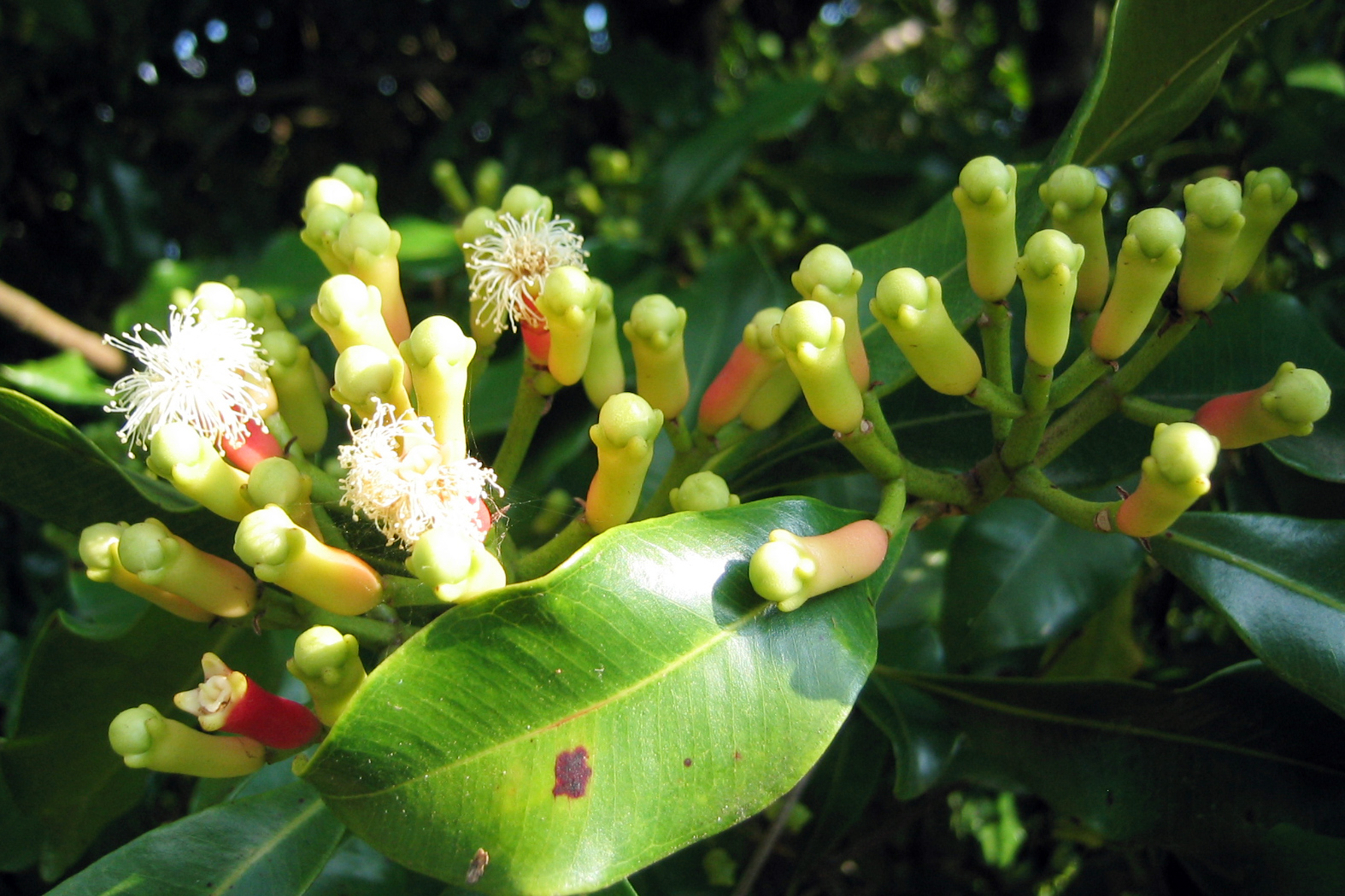
Gewürznelkenbaum (Syzygium aromaticum)

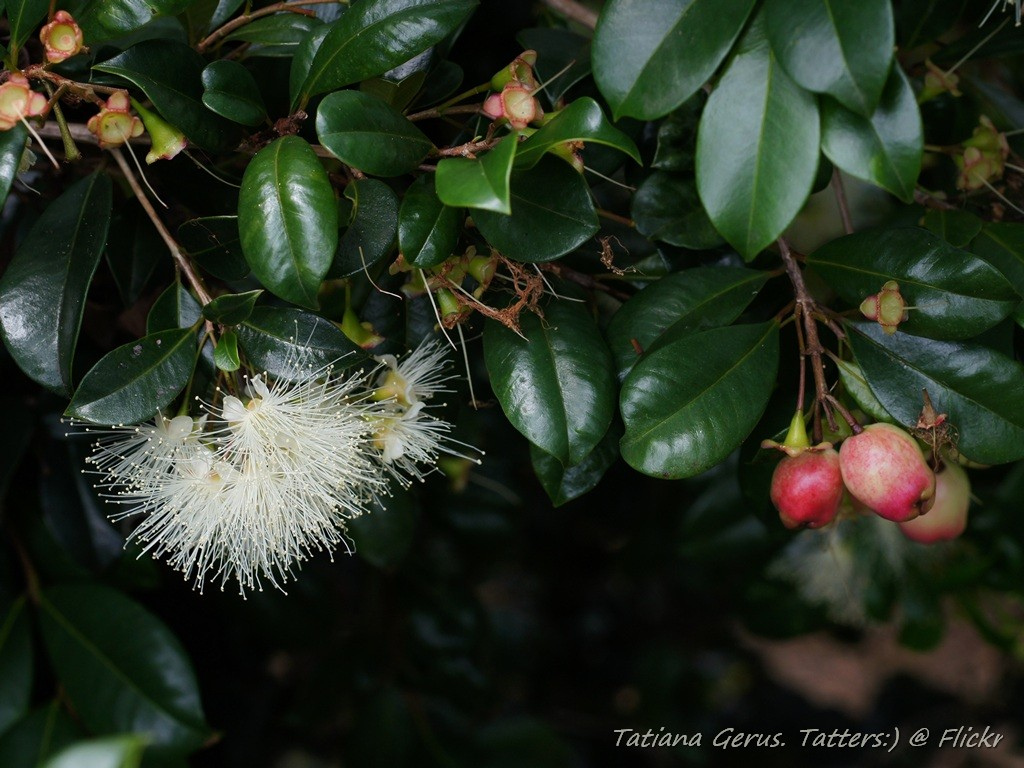
Laubblätter, Blüten und Früchte von Syzygium australe

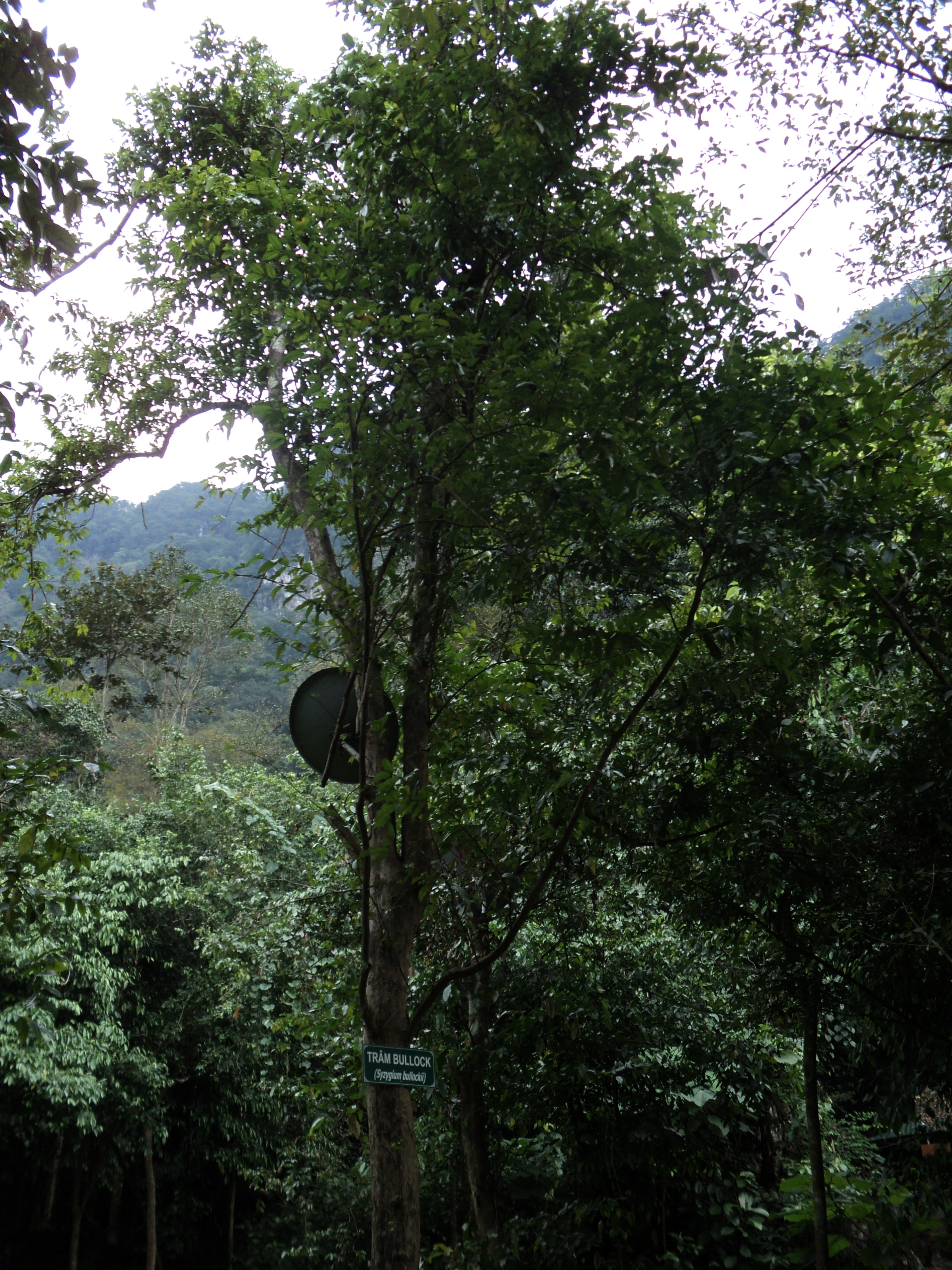
Habitus von Syzygium bullockii

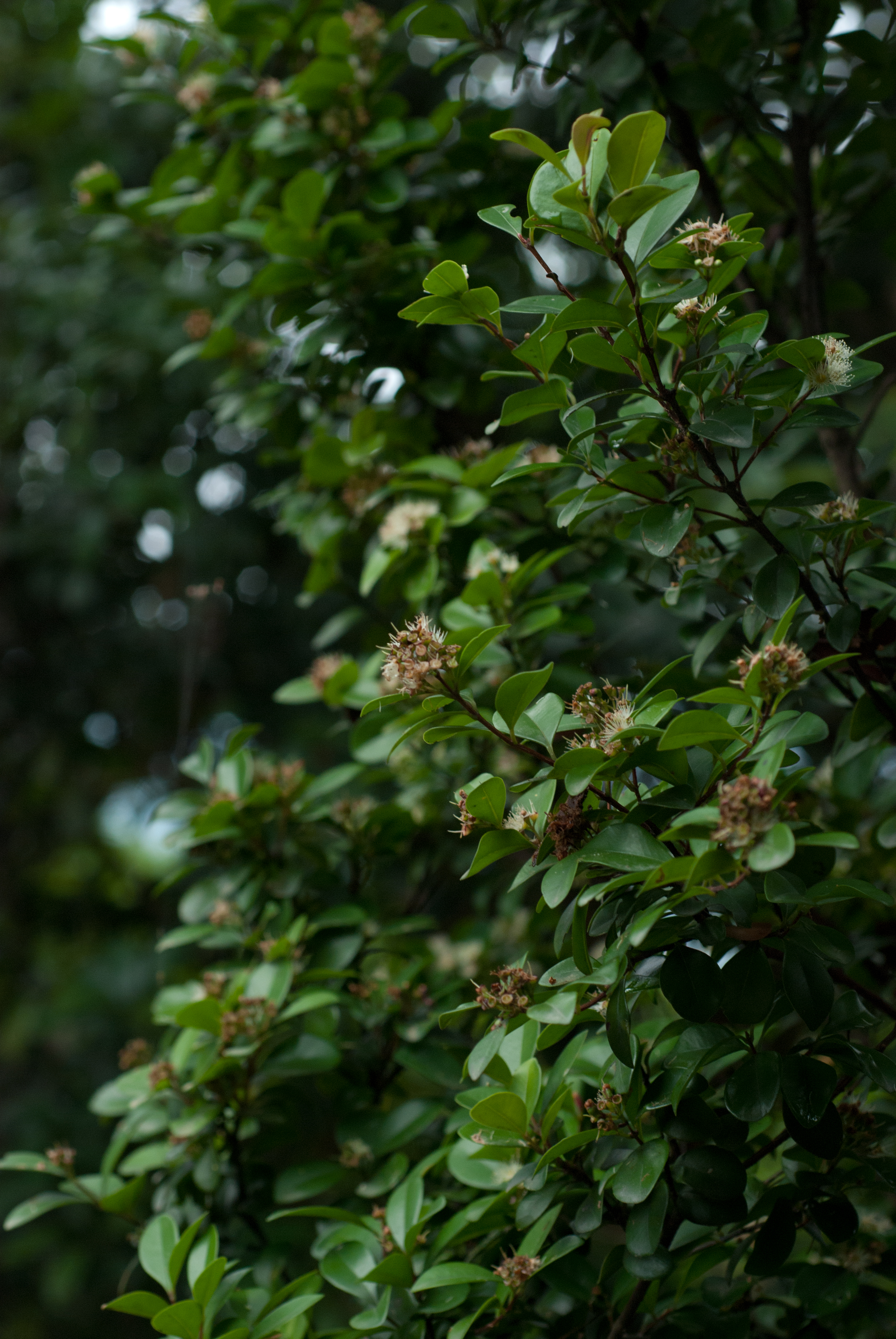
Laubblätter und Blütenstände von Syzygium buxifolium

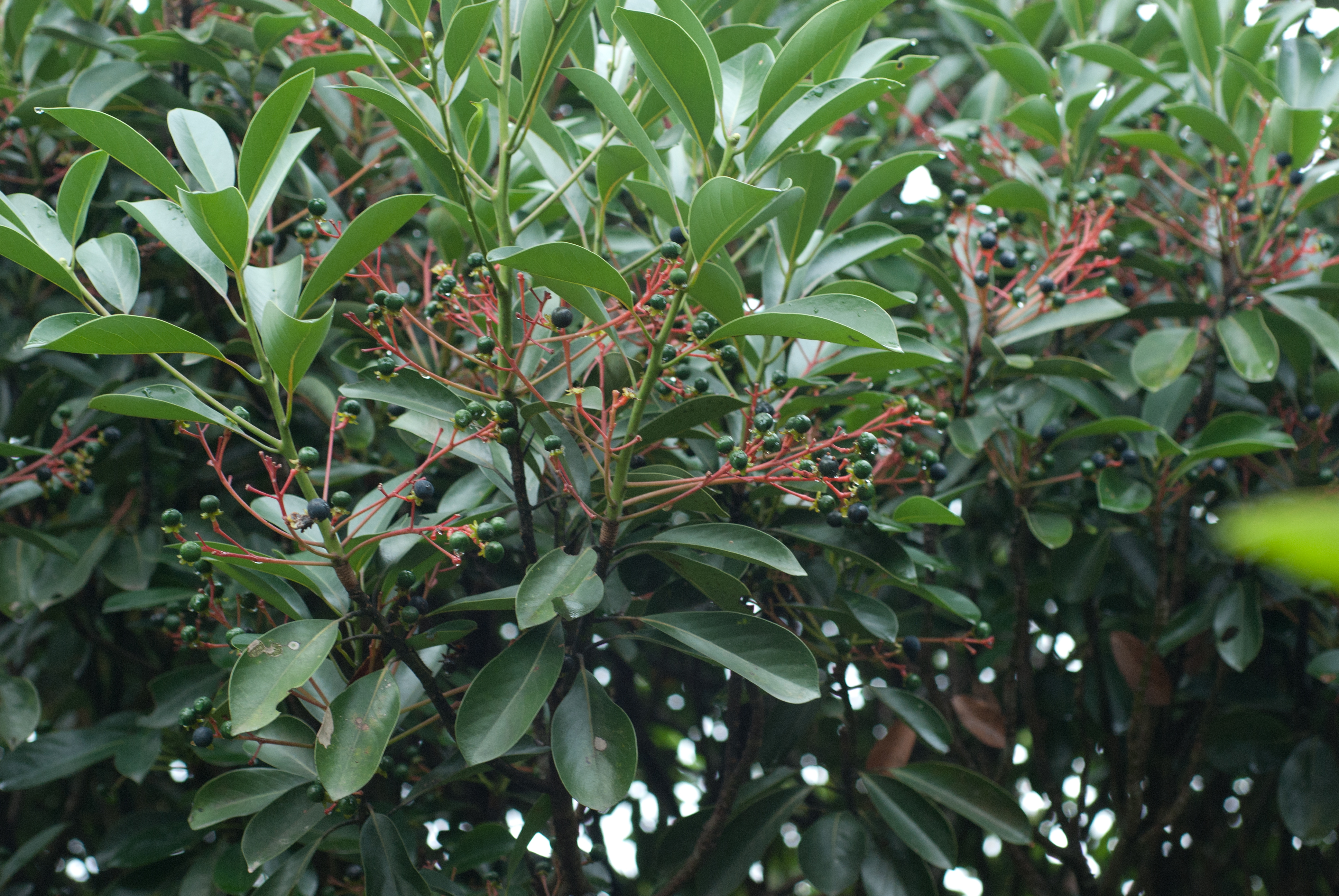
Laubblätter und Früchte von Syzygium buxifolium

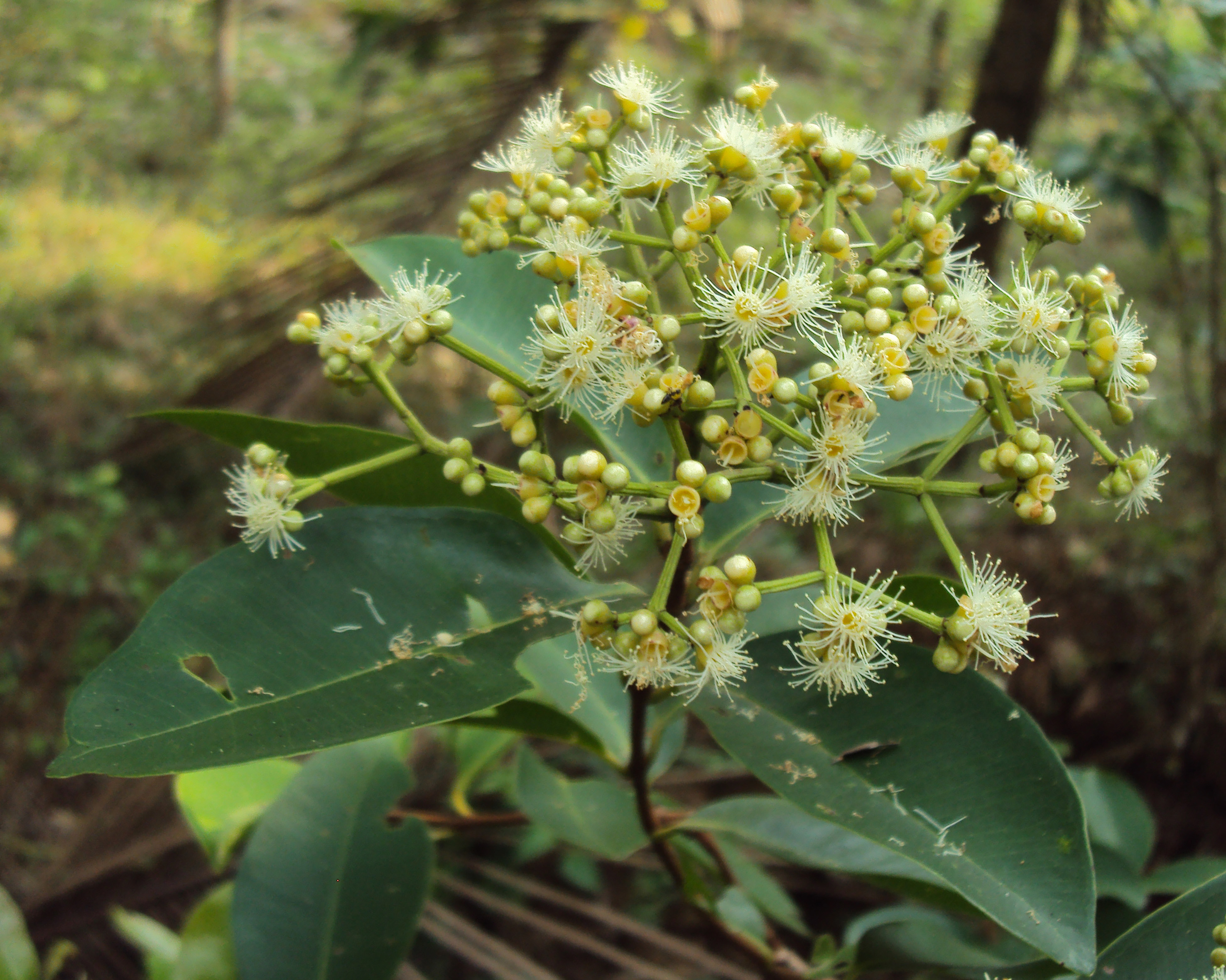
Blütenstand von Syzygium caryophyllatum

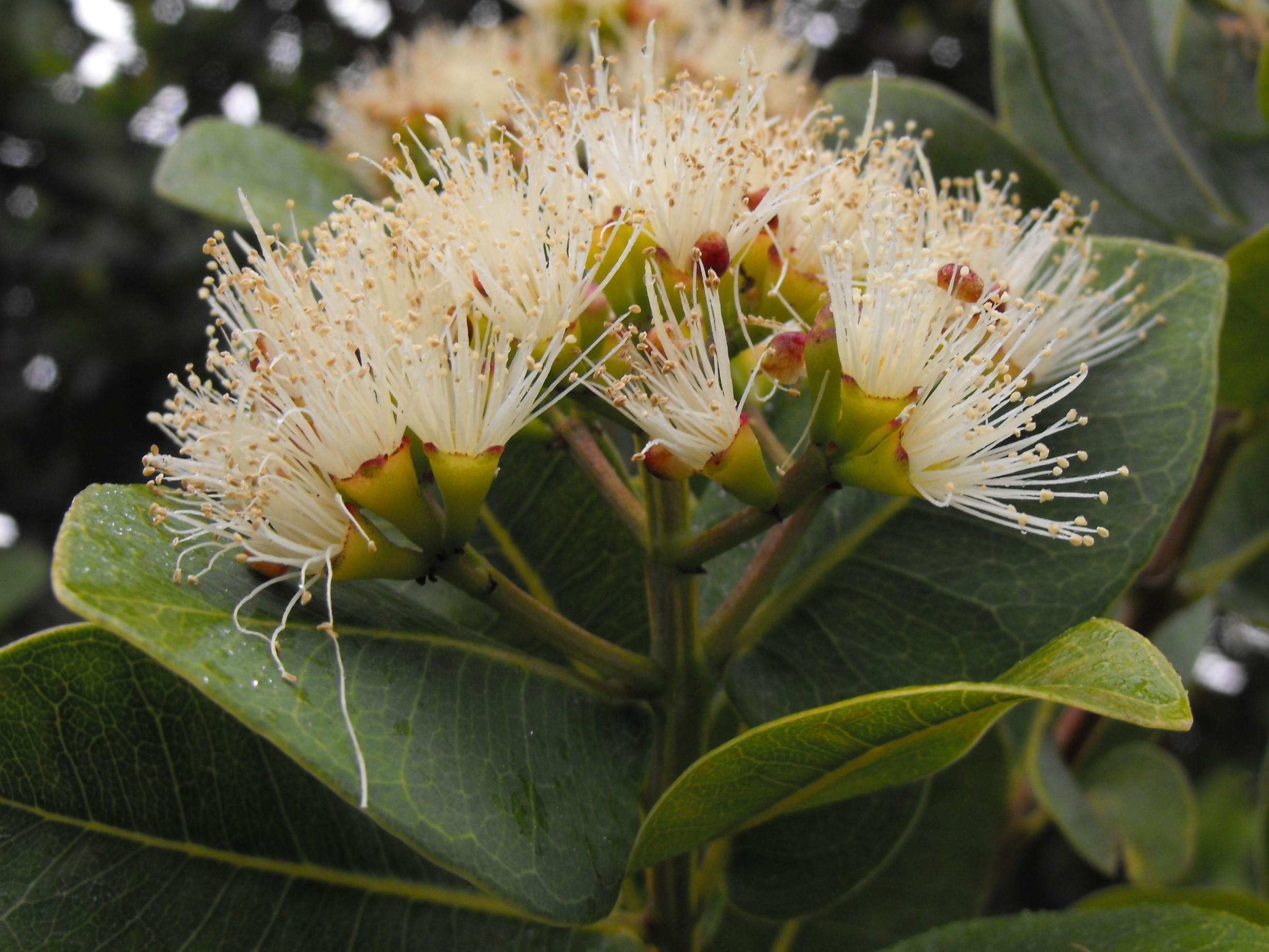
Blütenstand von Syzygium cordatum

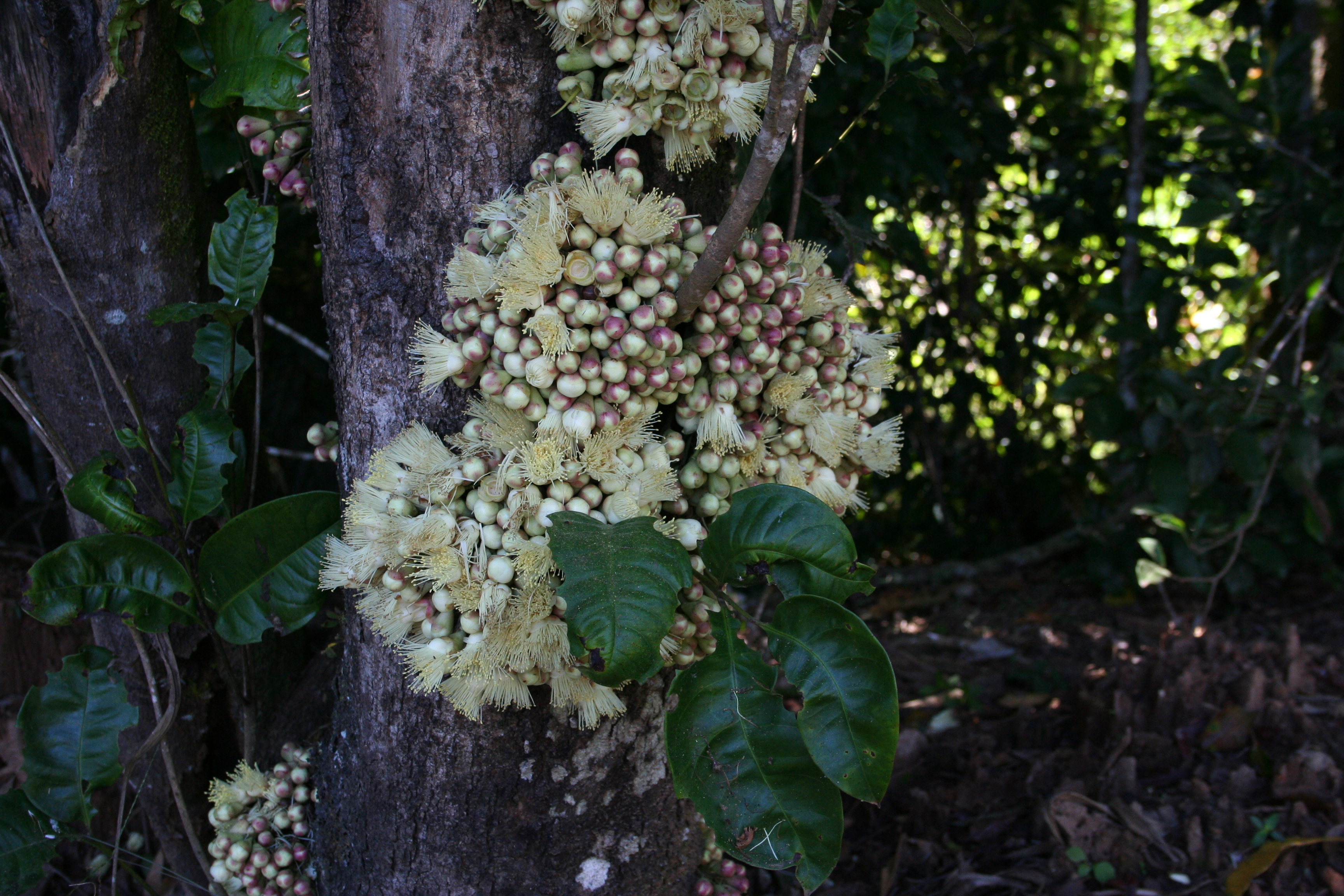
Kauliflore Blütenstände von Syzygium cormiflorum

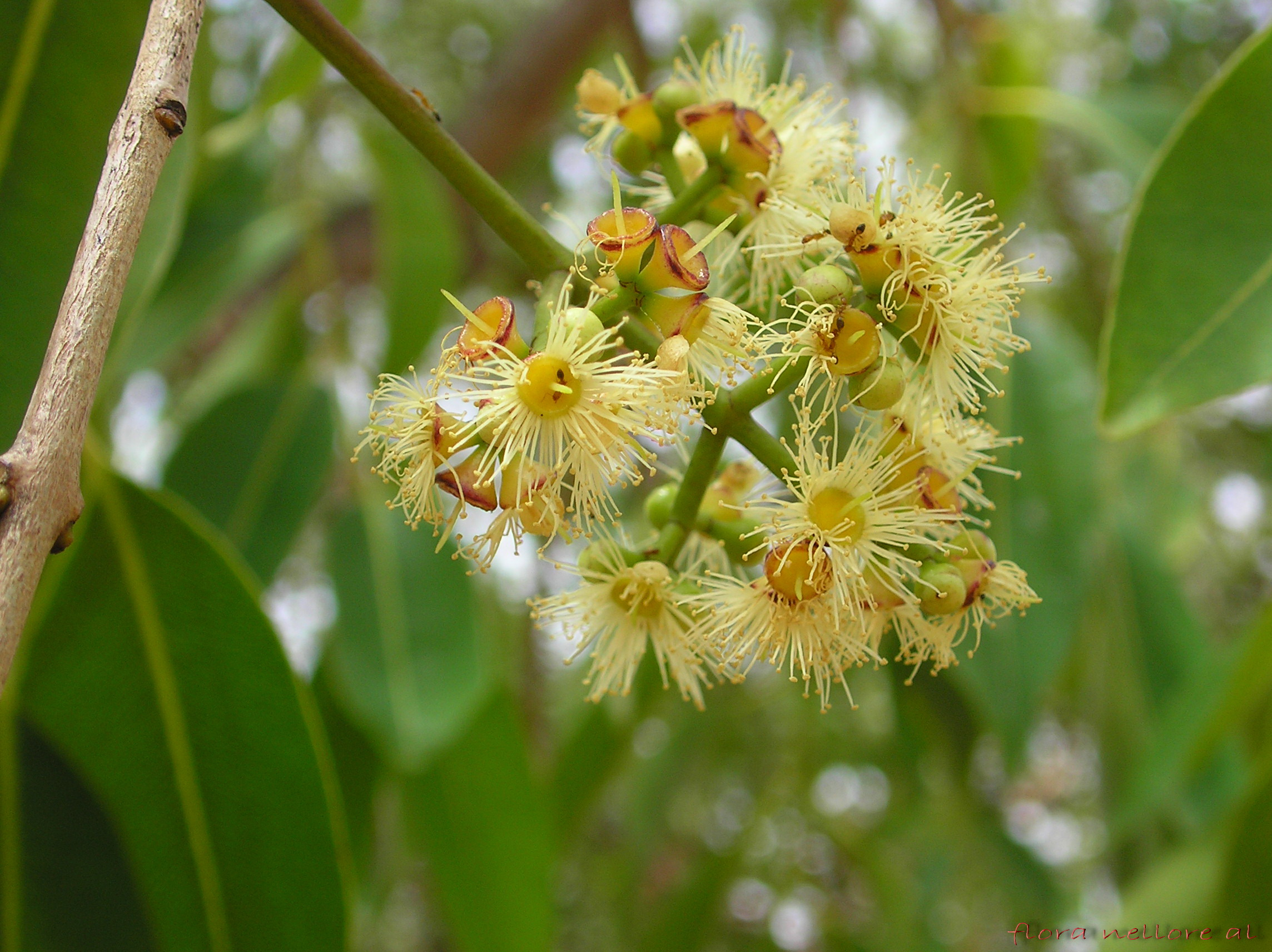
Blütenstand von Syzygium cumini

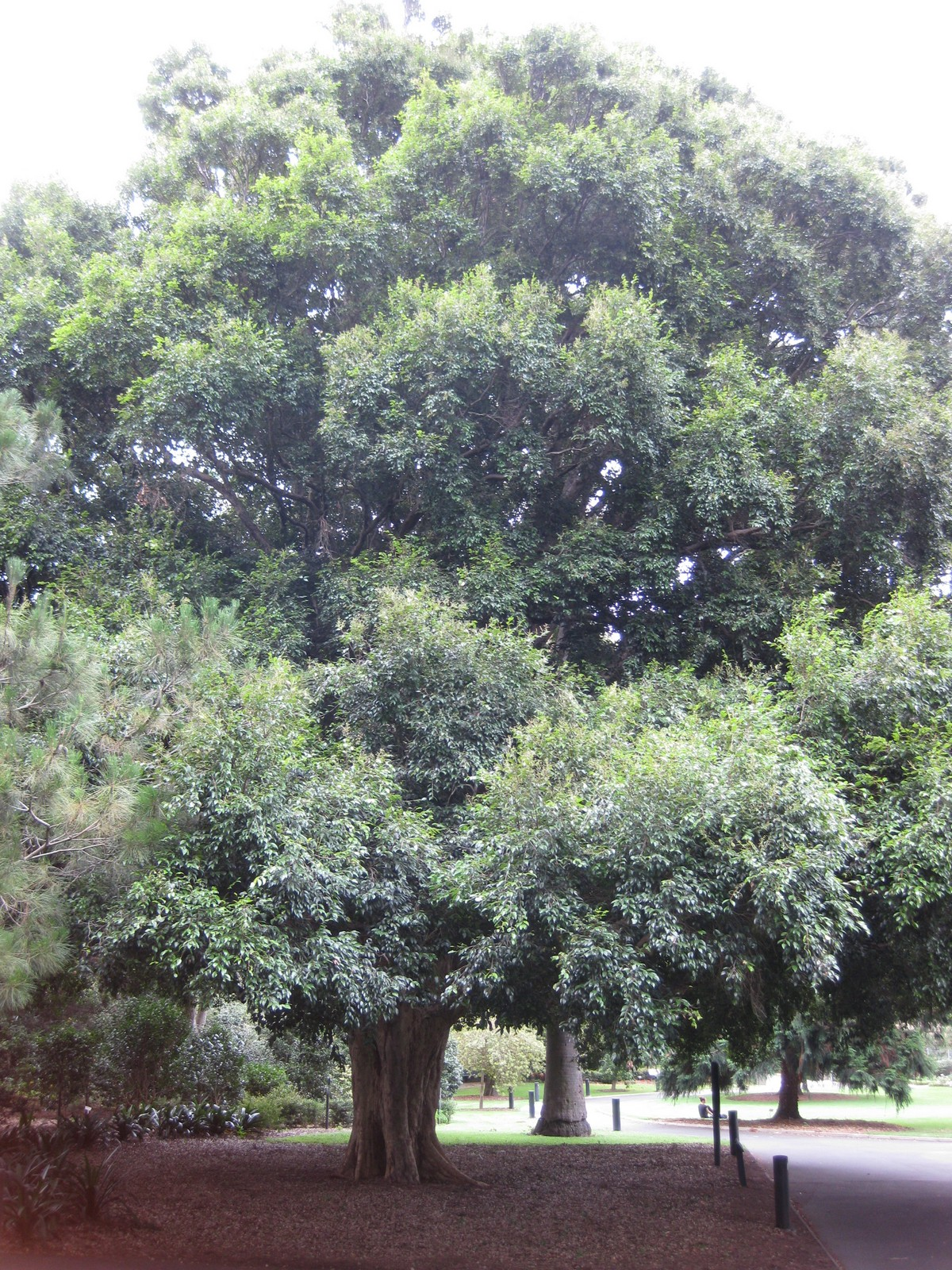
Habitus von Syzygium francisii

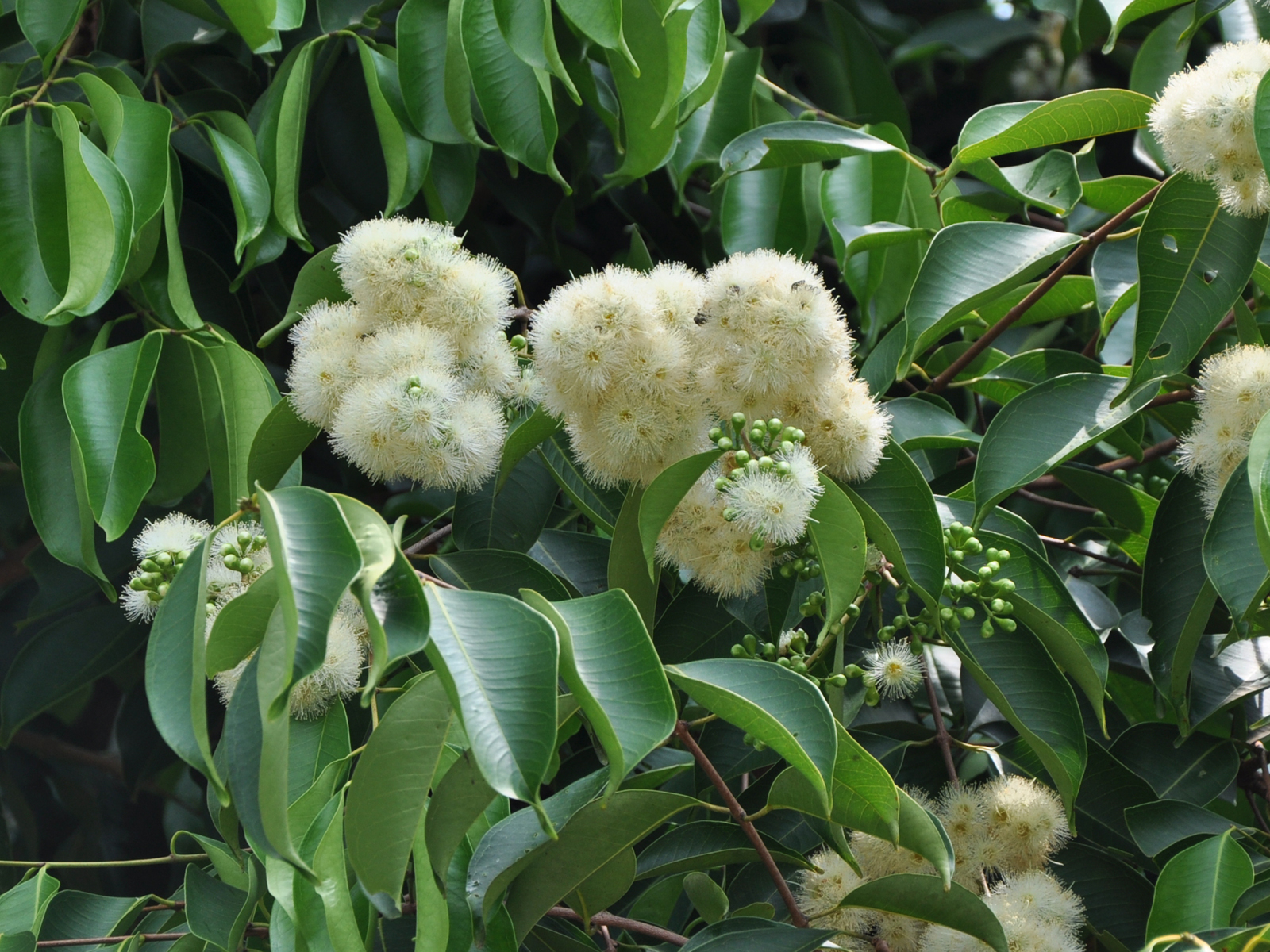
Laubblätter und Blütenstände von Syzygium grande

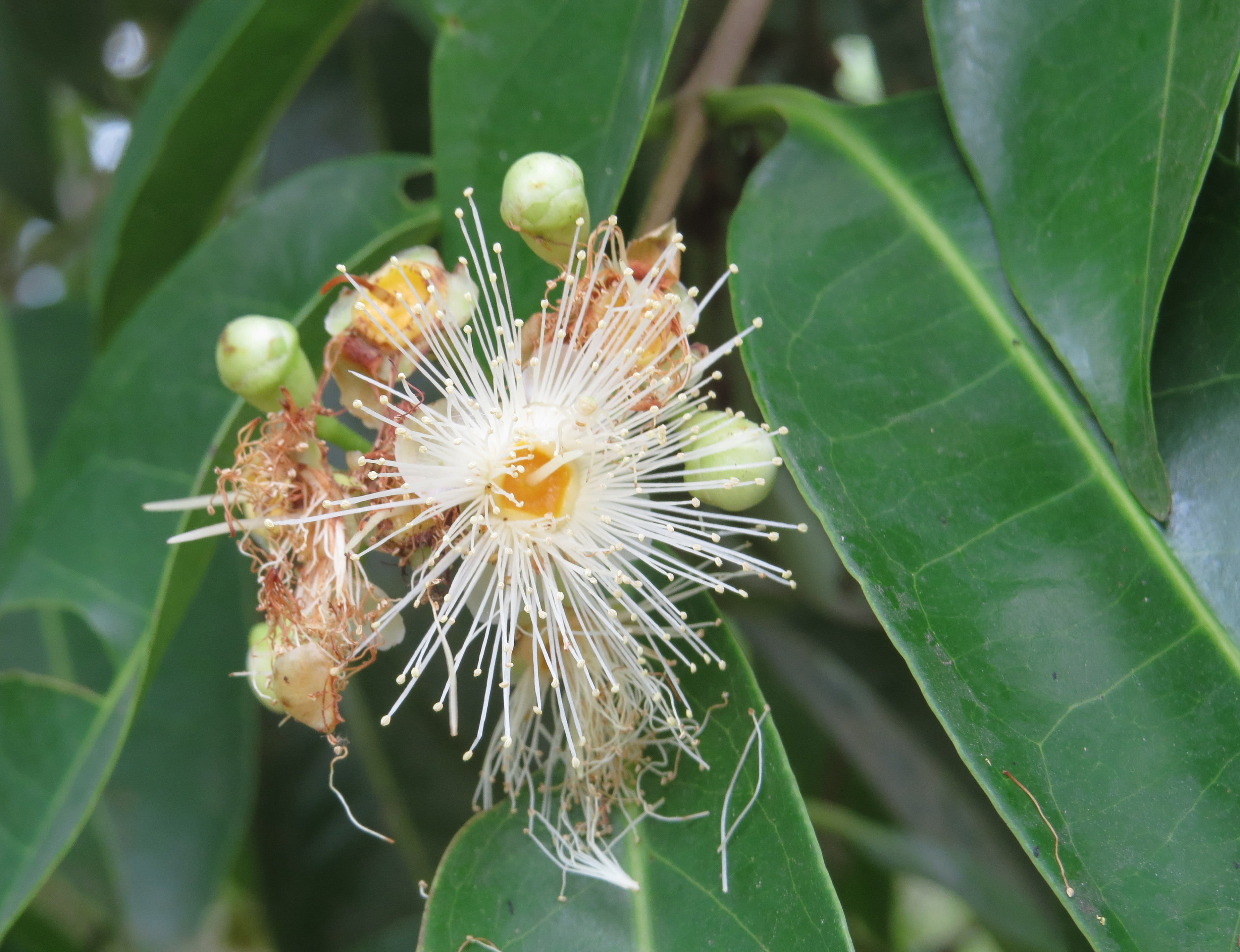
Syzygium hemisphericum

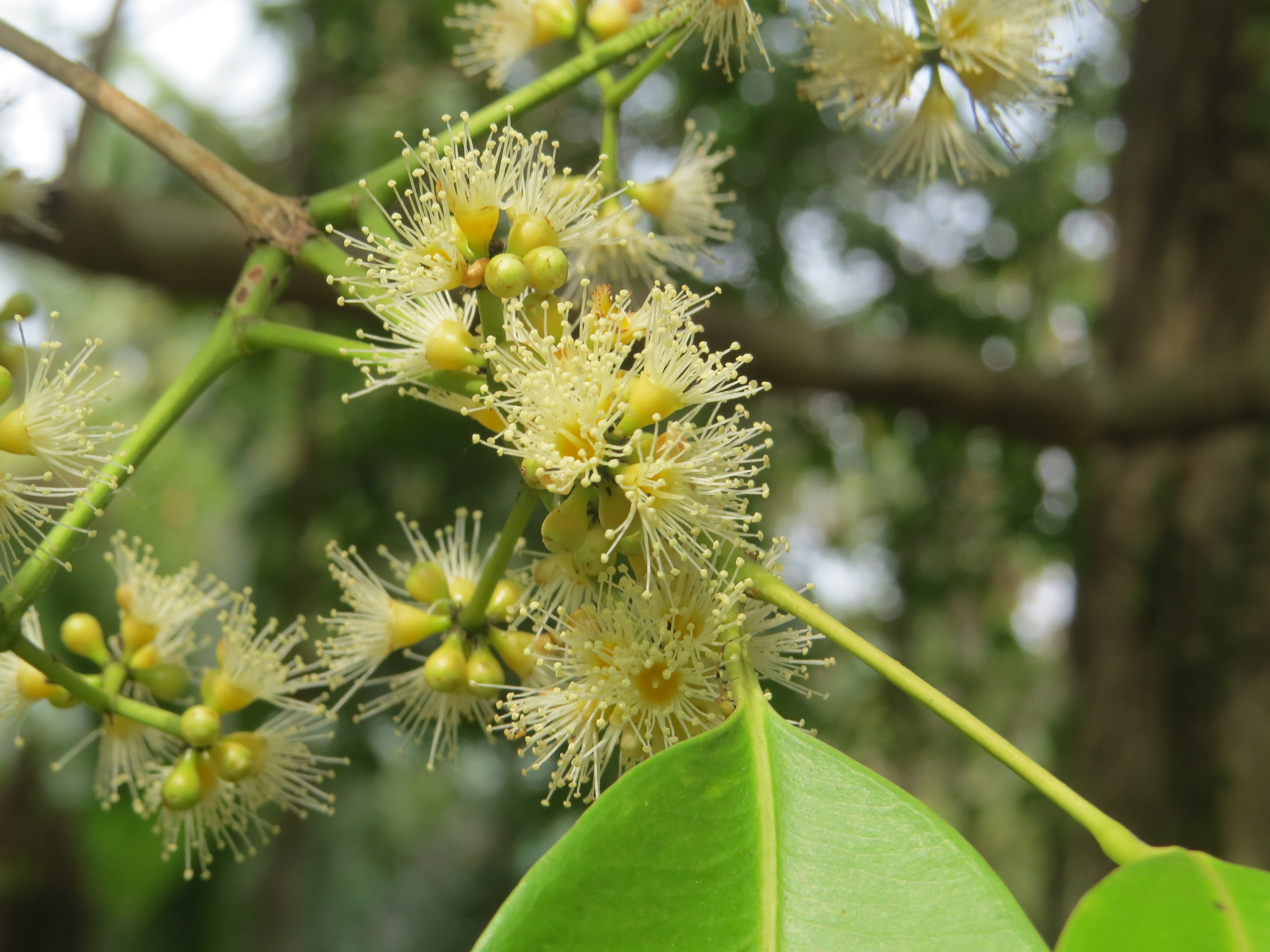
Syzygium hemisphericum

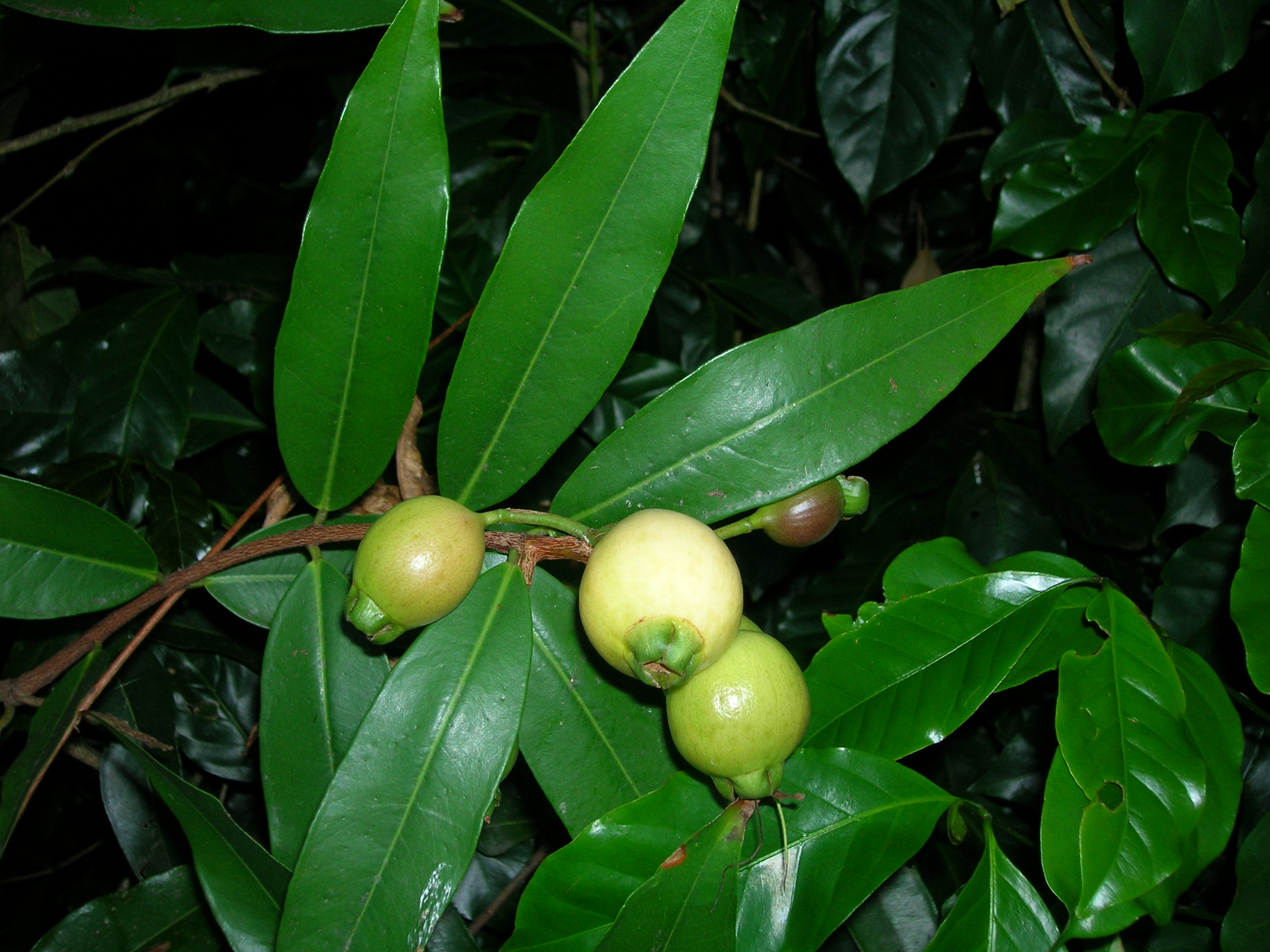
Rosenapfel (Syzygium jambos)

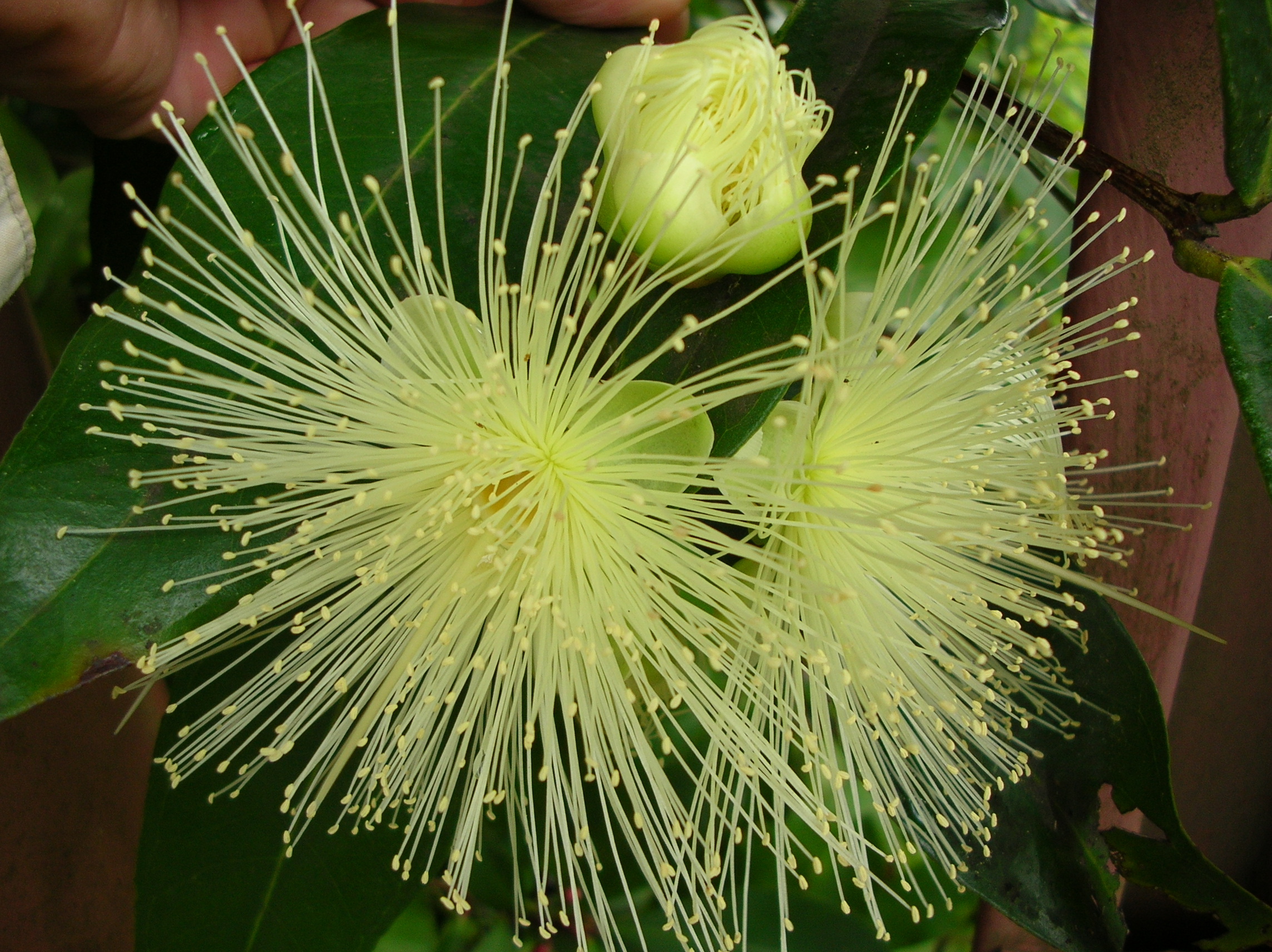
Rosenapfel (Syzygium jambos)

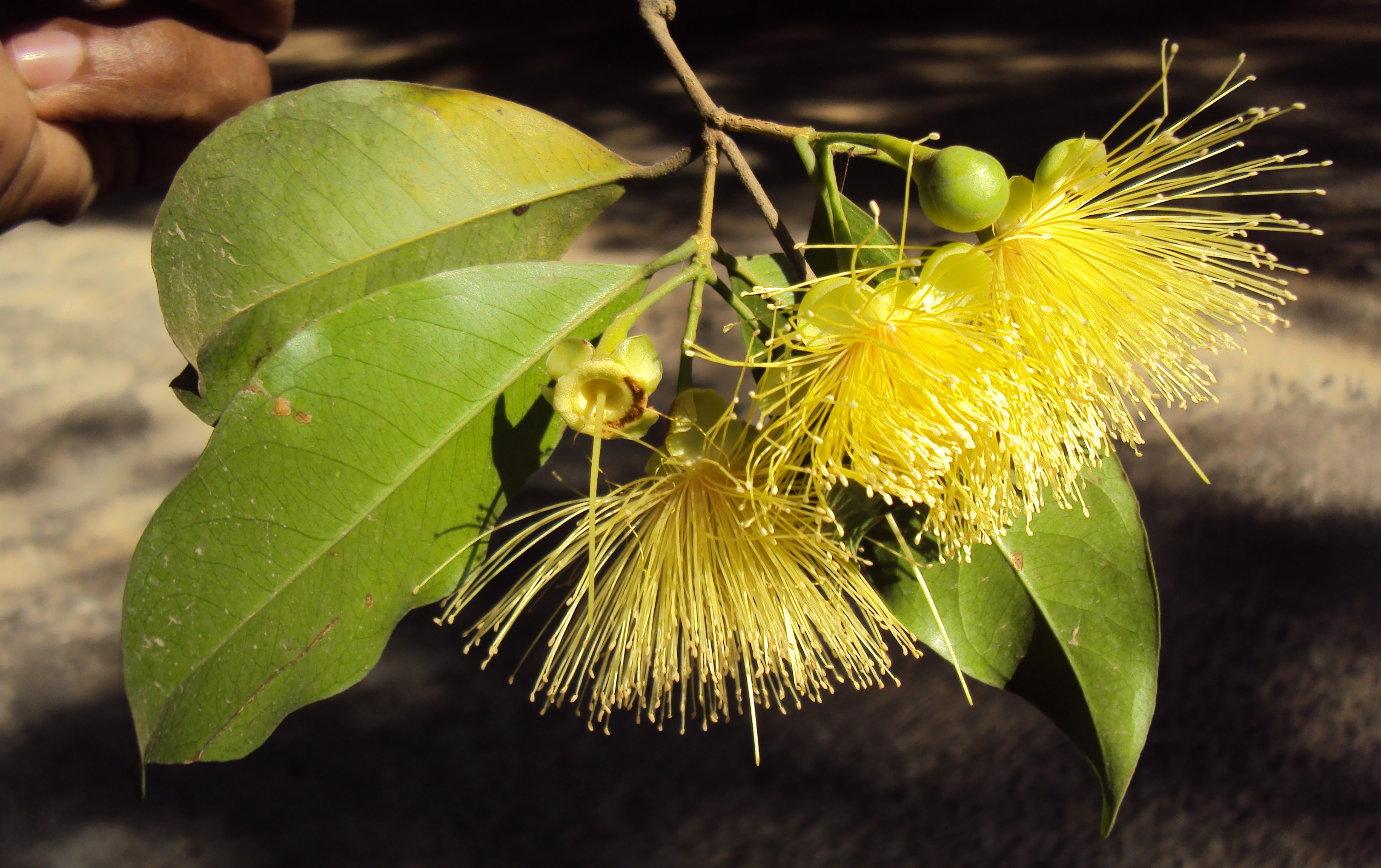
Blüten von Syzygium laetum

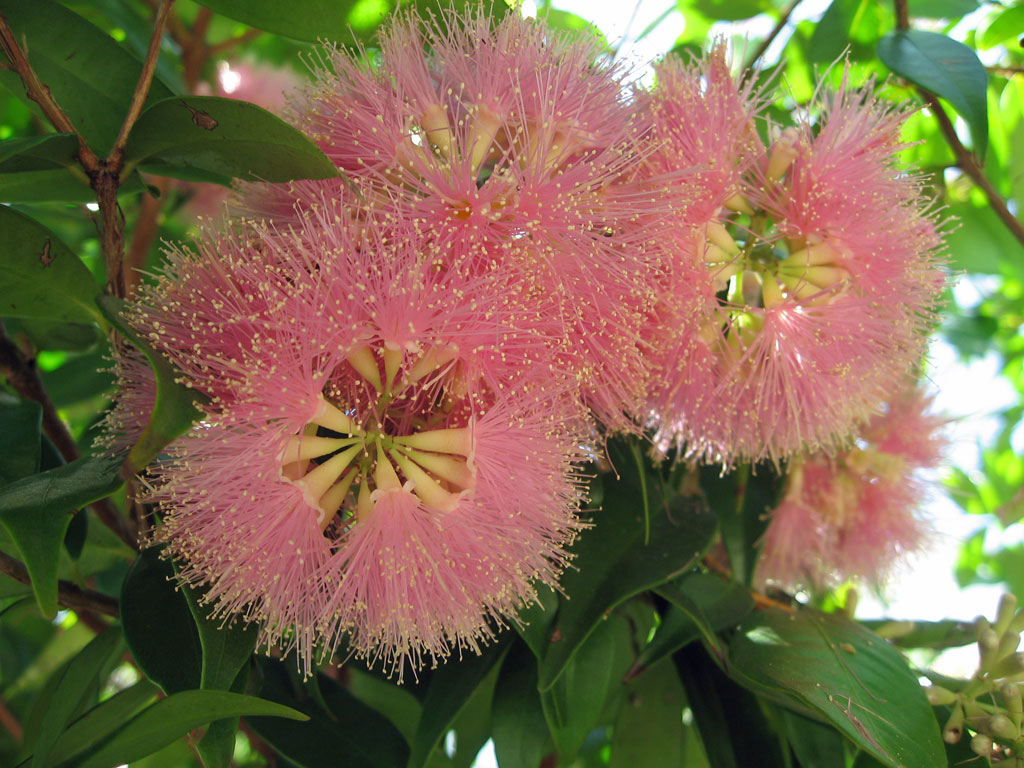
Blütenstände von Syzygium luehmannii

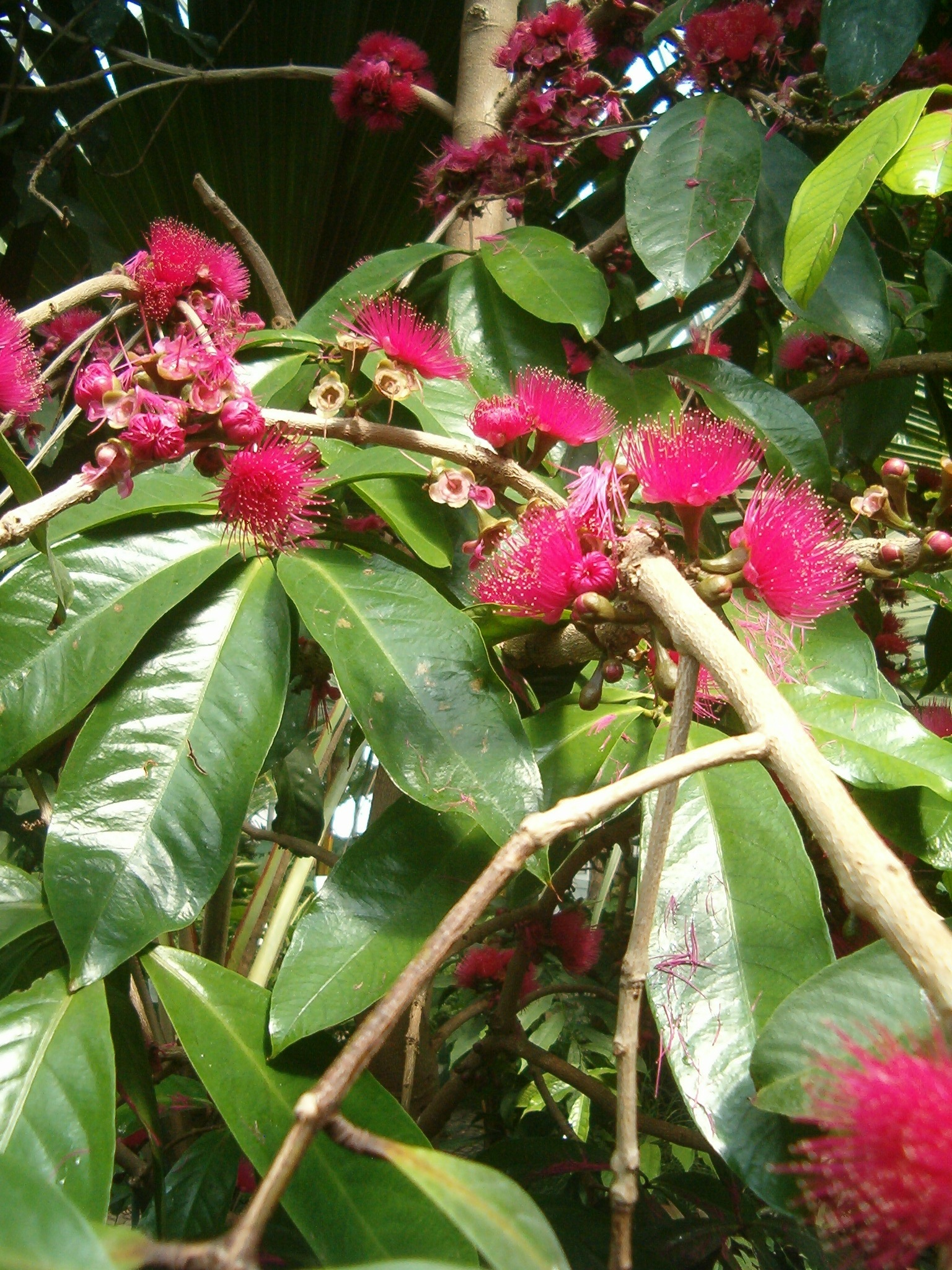
Laubblätter und Blüten vom Wasserapfel (Syzygium malaccense)

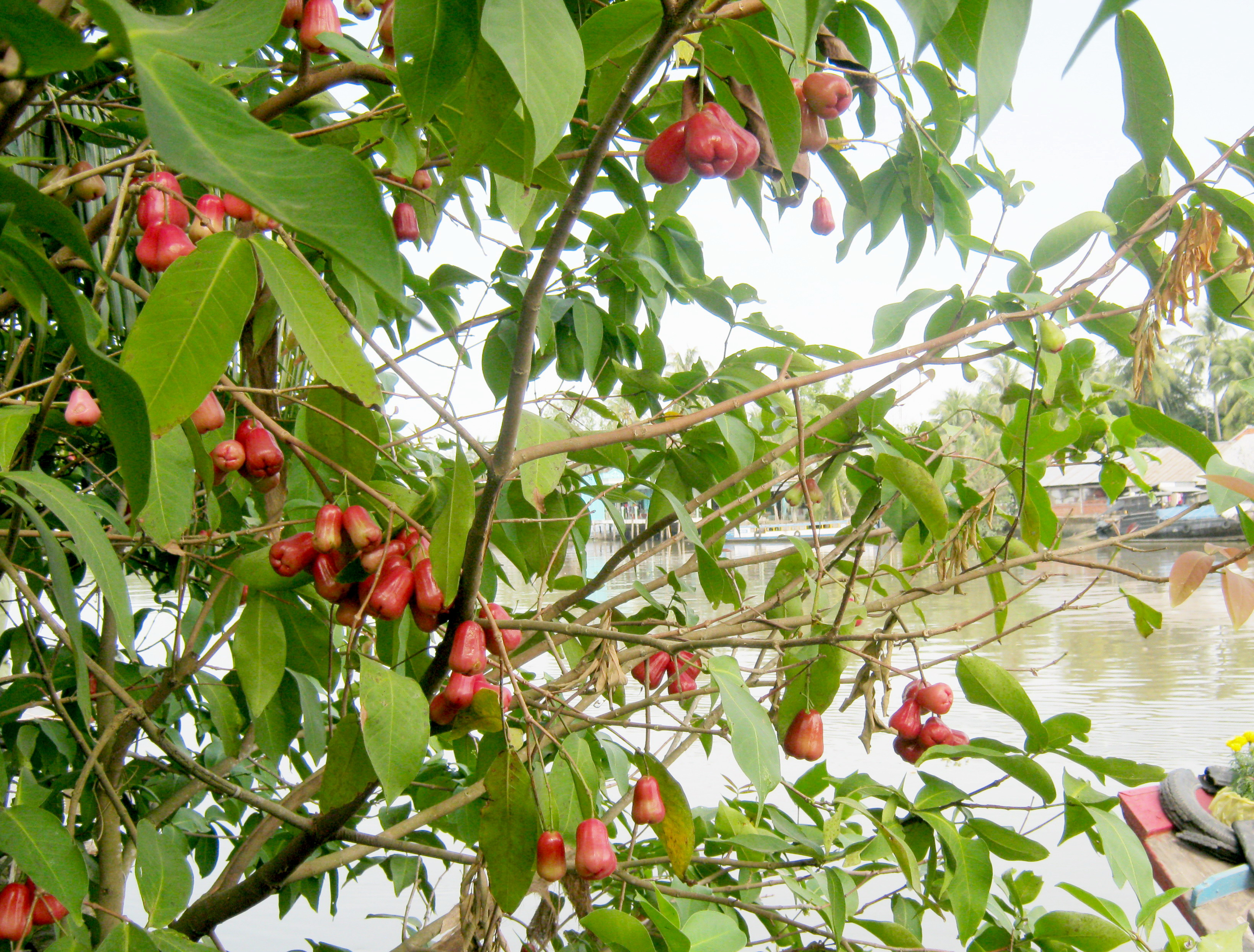
Laubblätter und Früchte vom Wasserapfel (Syzygium malaccense)

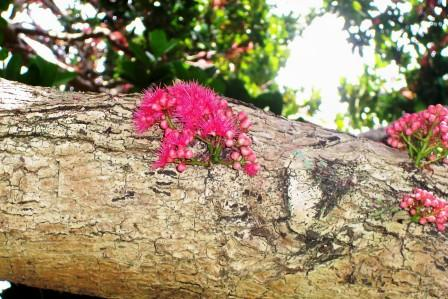
Syzygium moorei

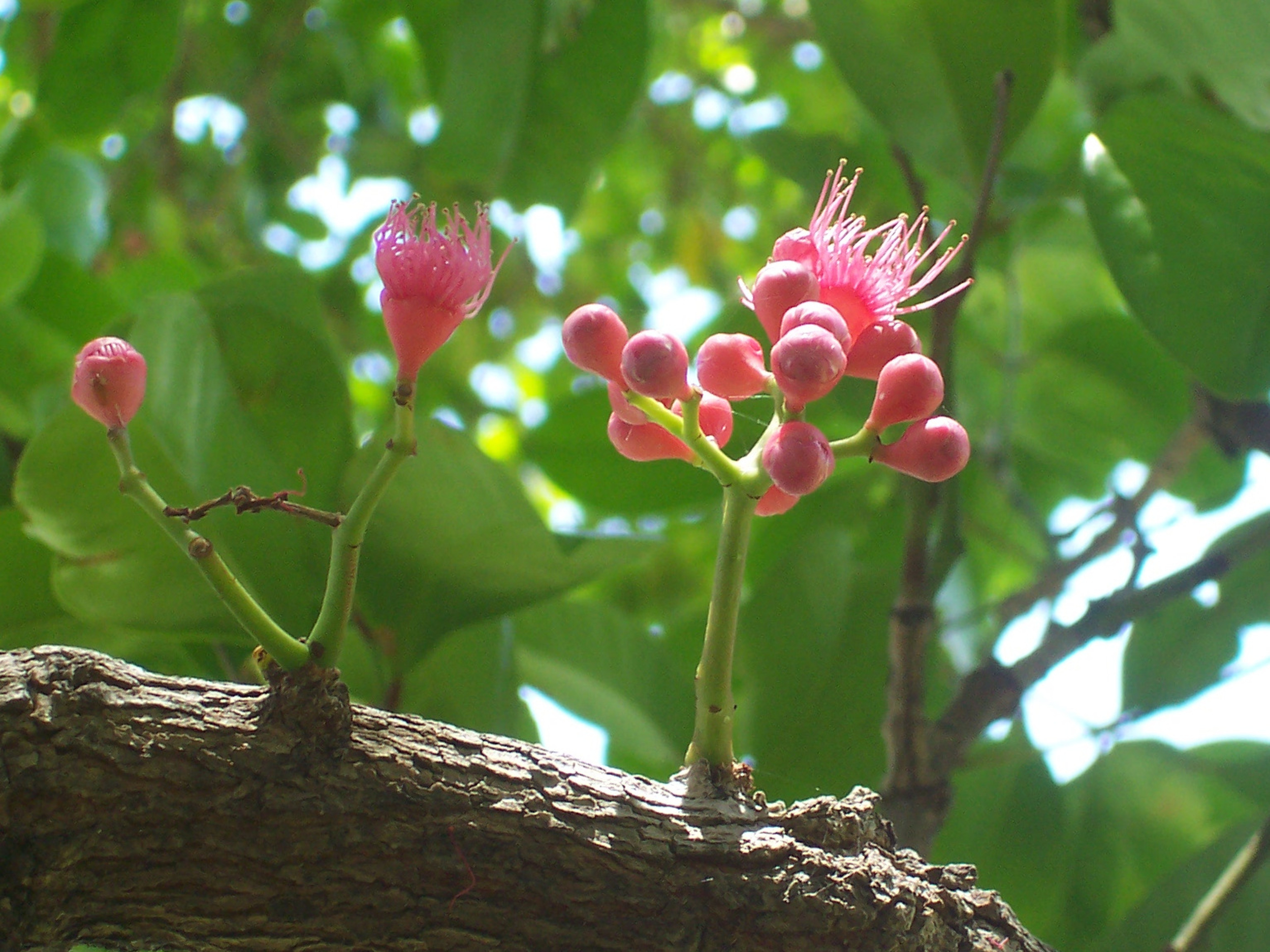
Syzygium moorei

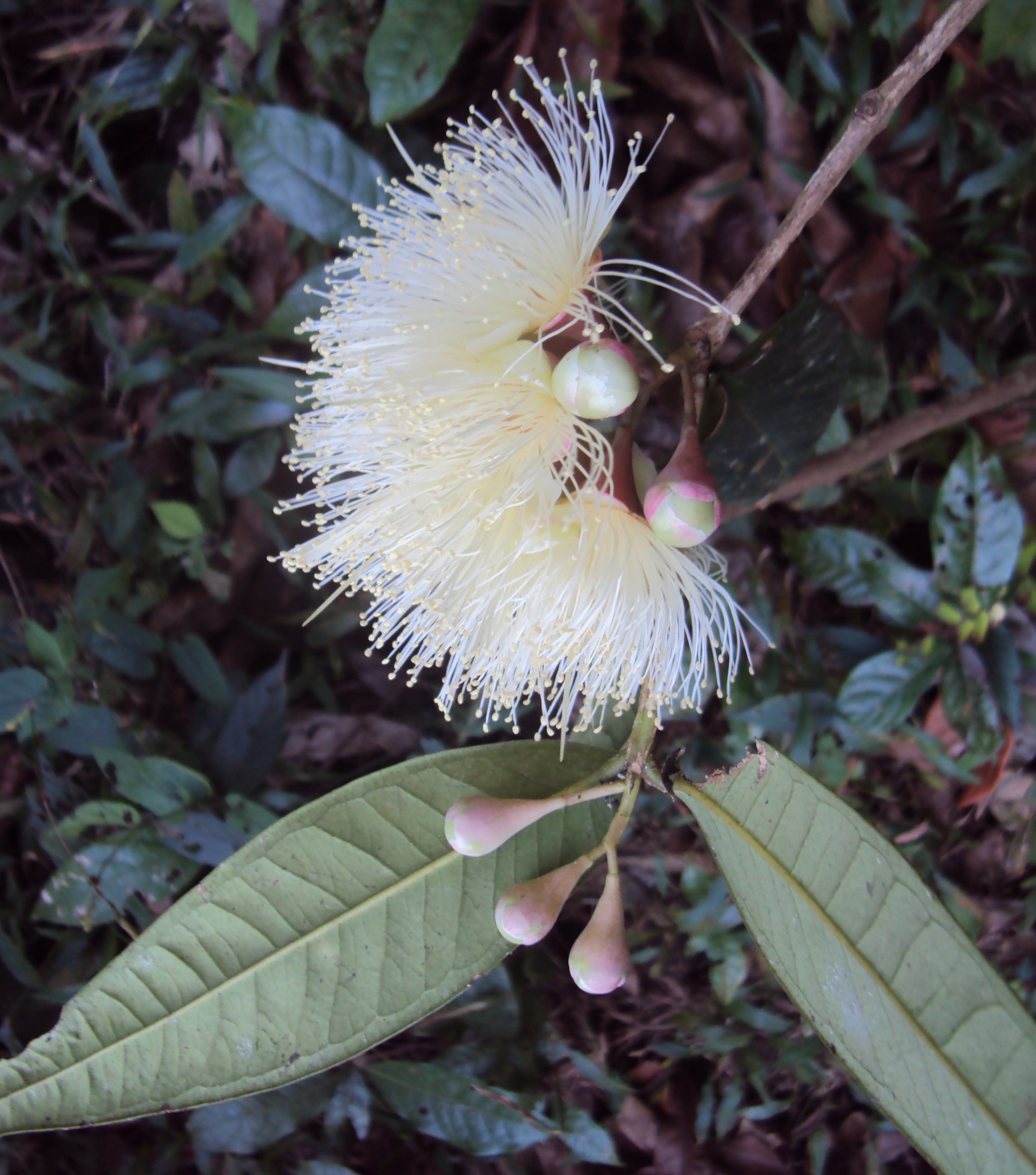
Syzygium munronii

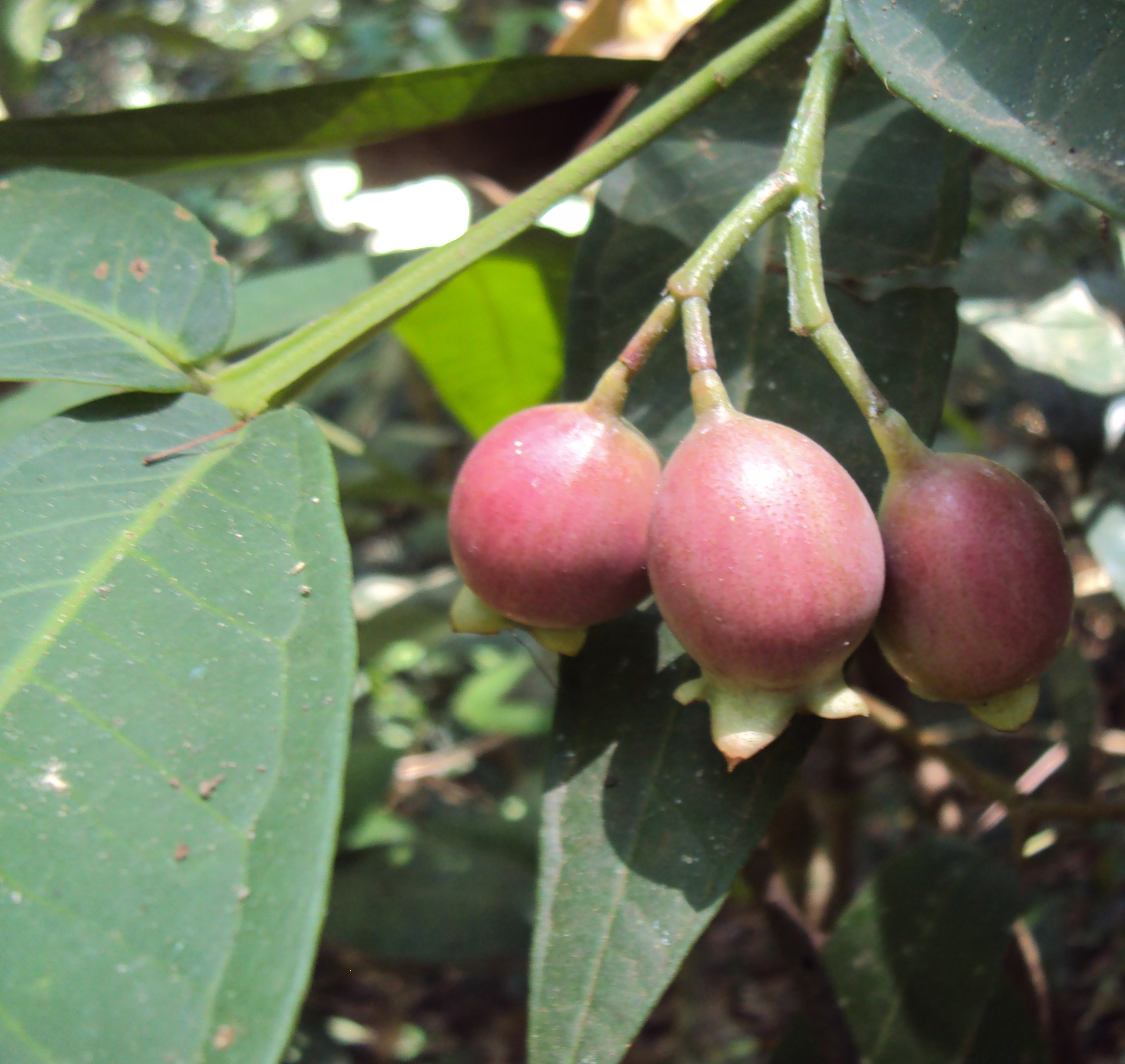
Syzygium munronii

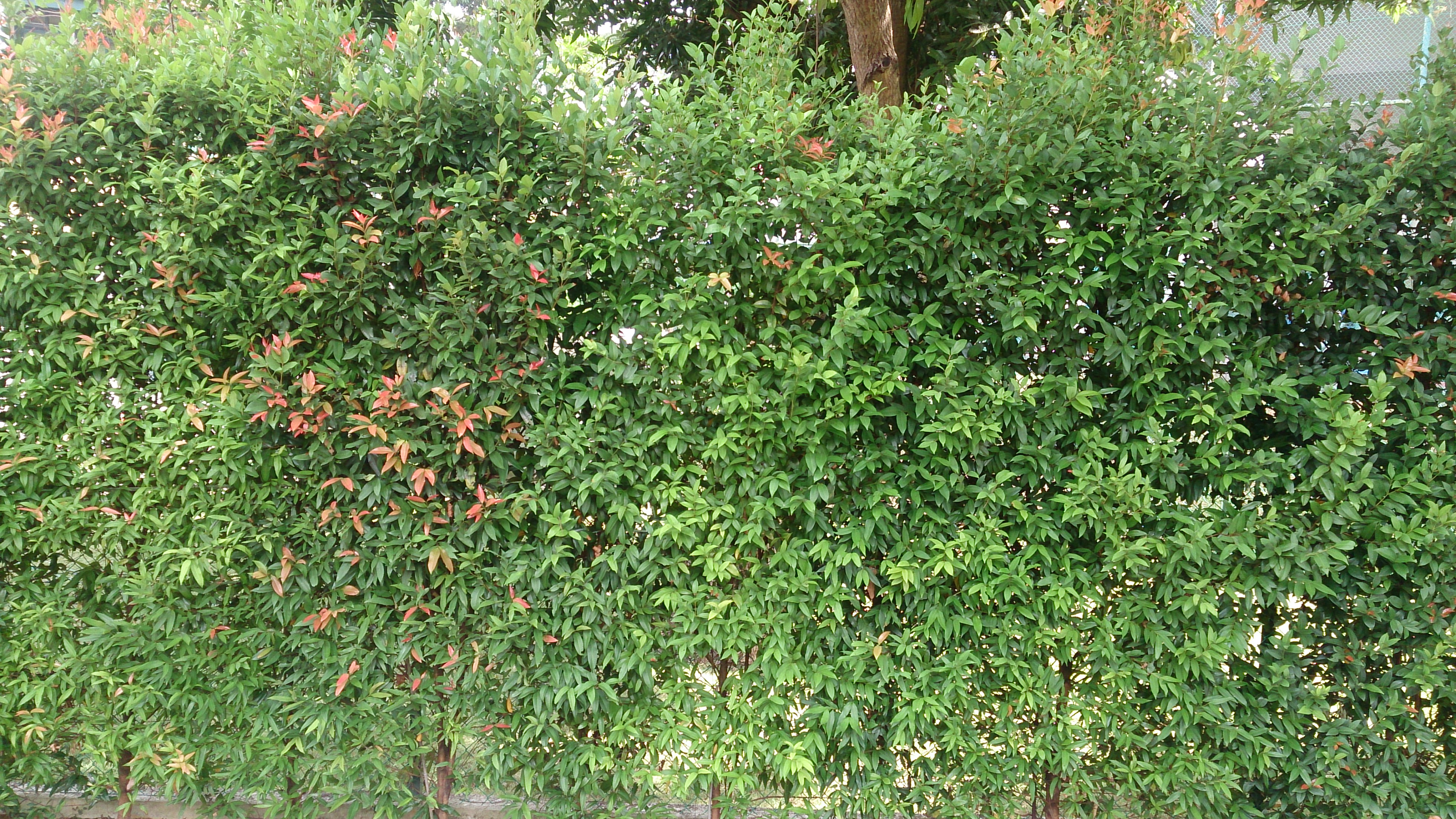
Hecke aus Syzygium myrtifolium

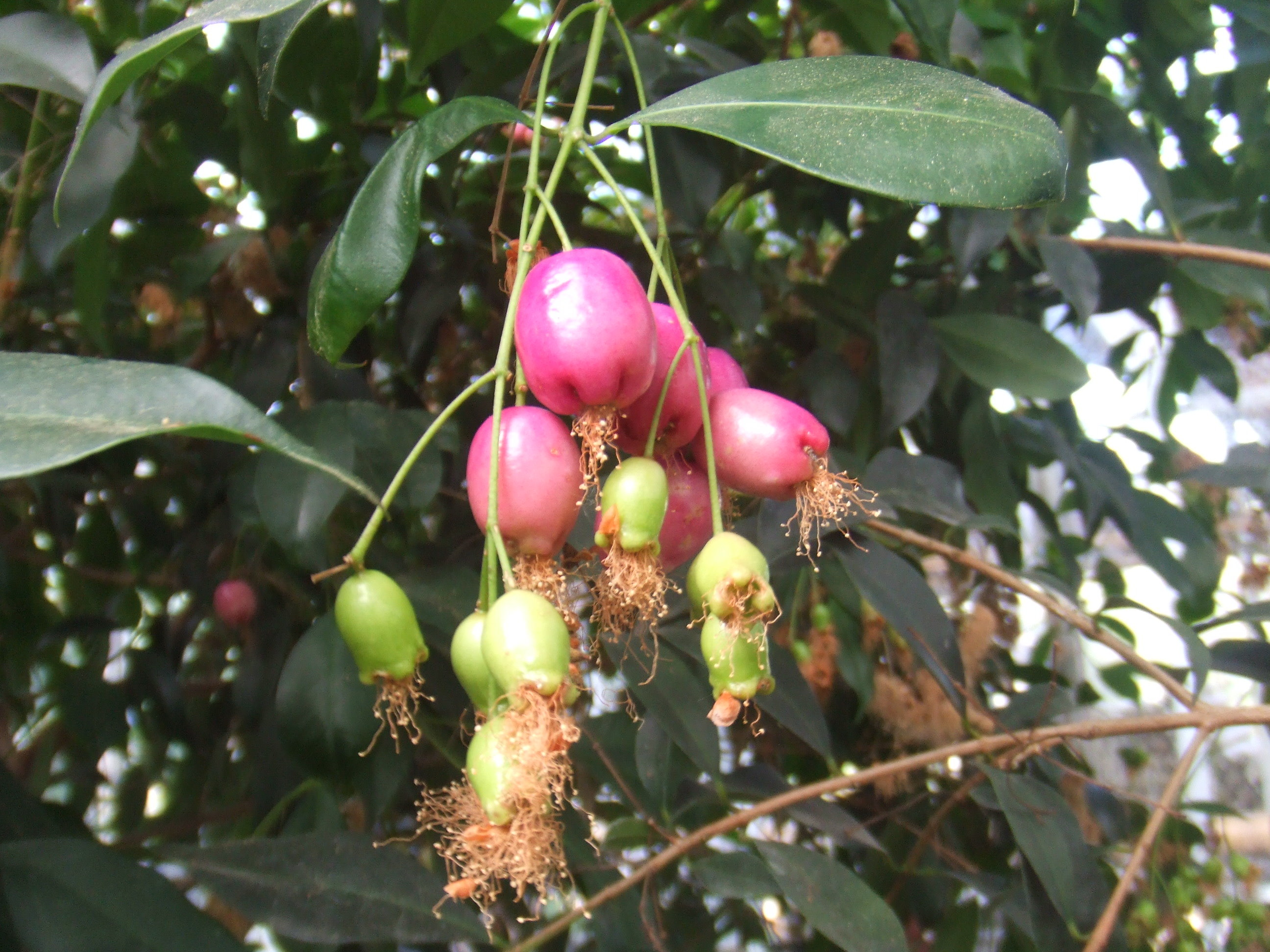
Syzygium oleosum

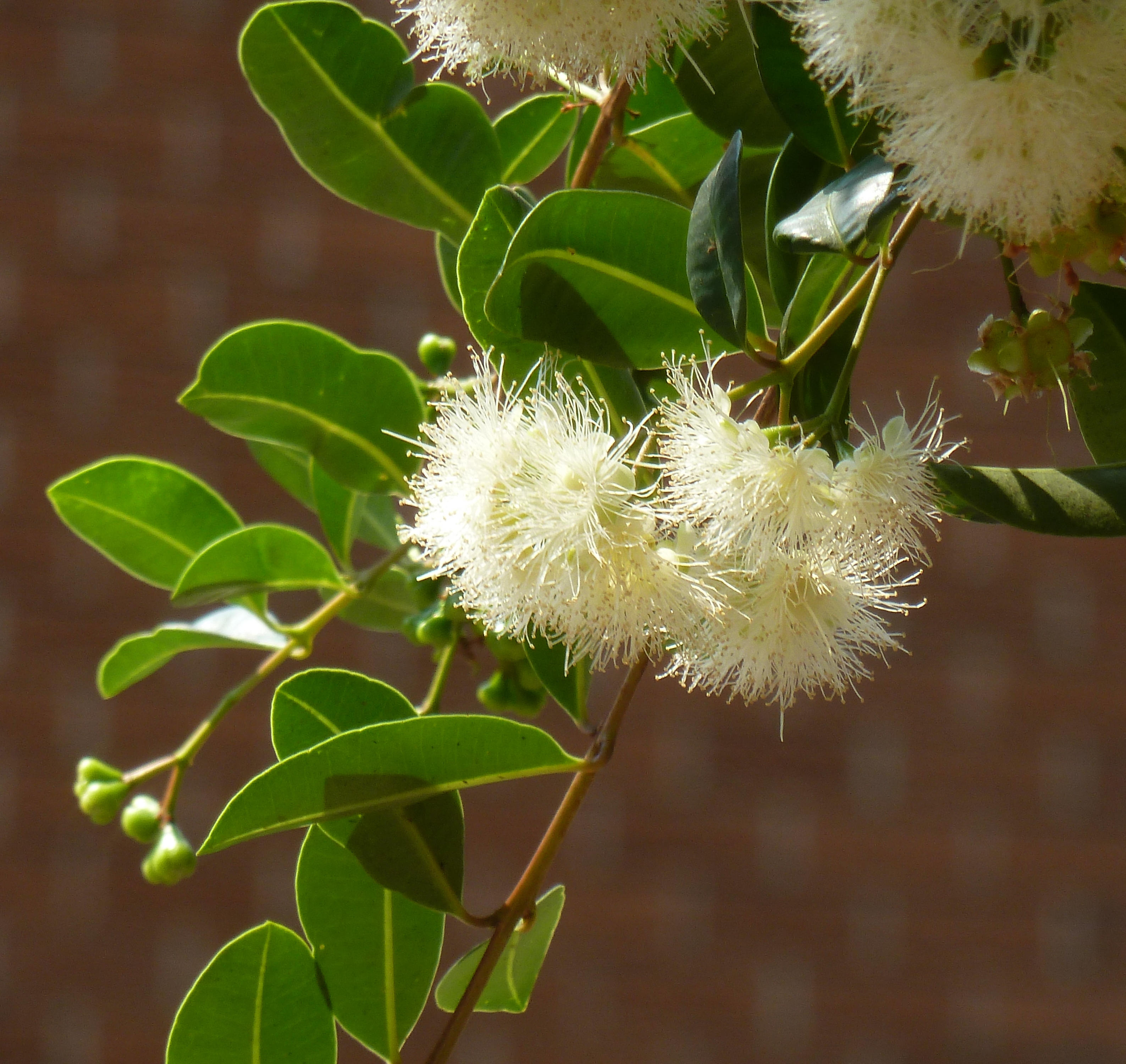
Syzygium paniculatum

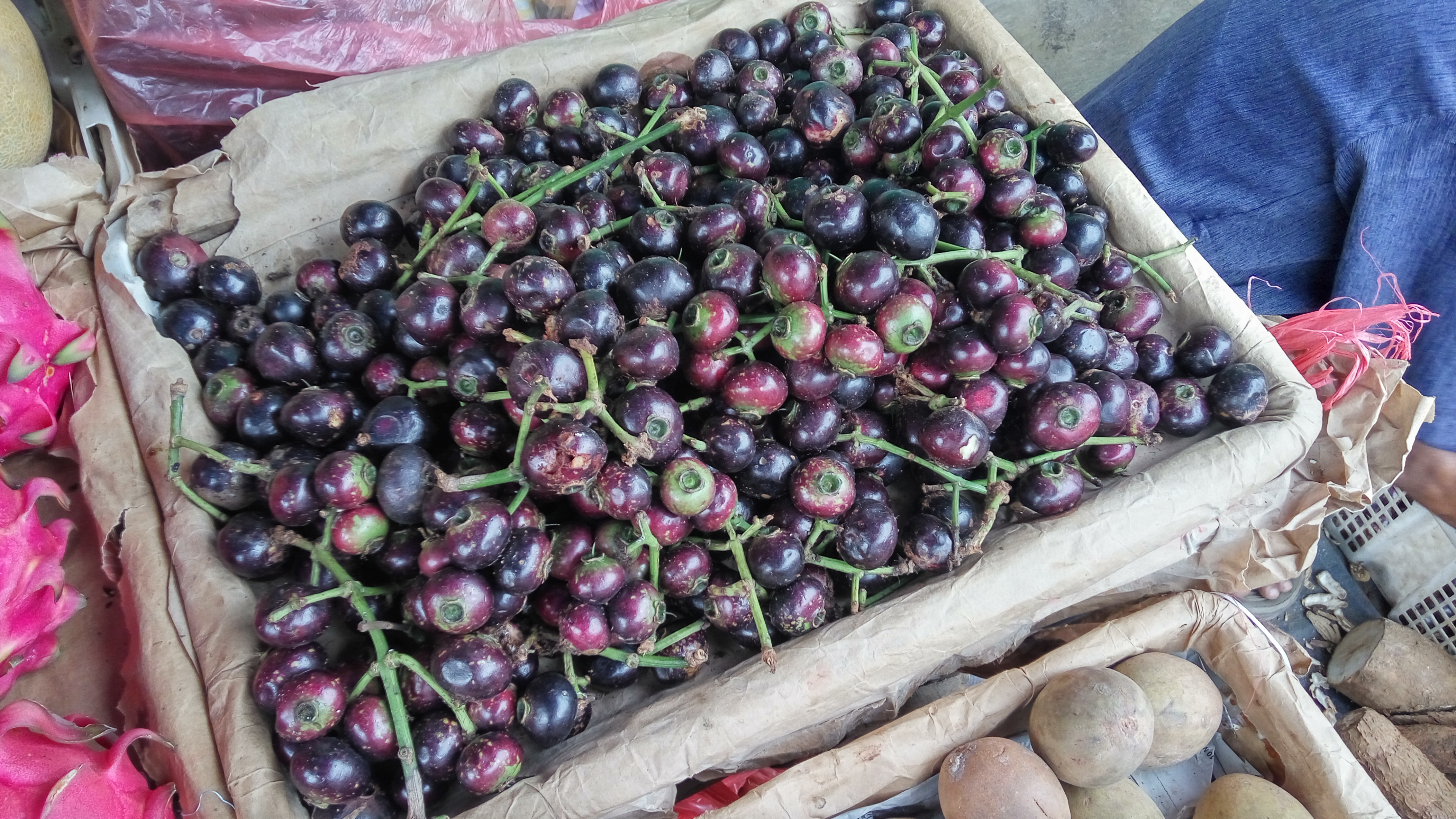
Gowok, Kupa (Syzygium polycephalum)

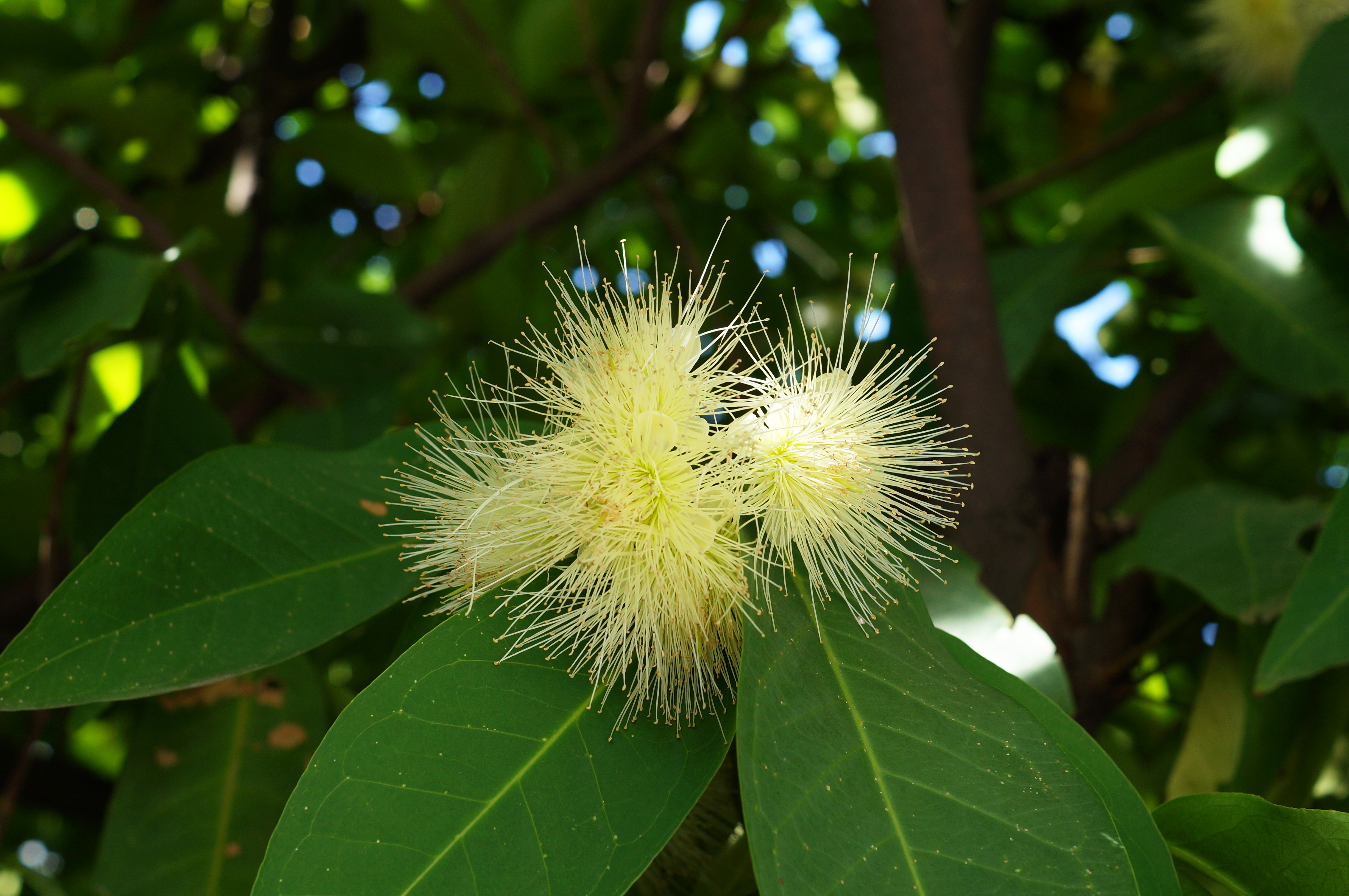
Javaapfel (Syzygium samarangense)

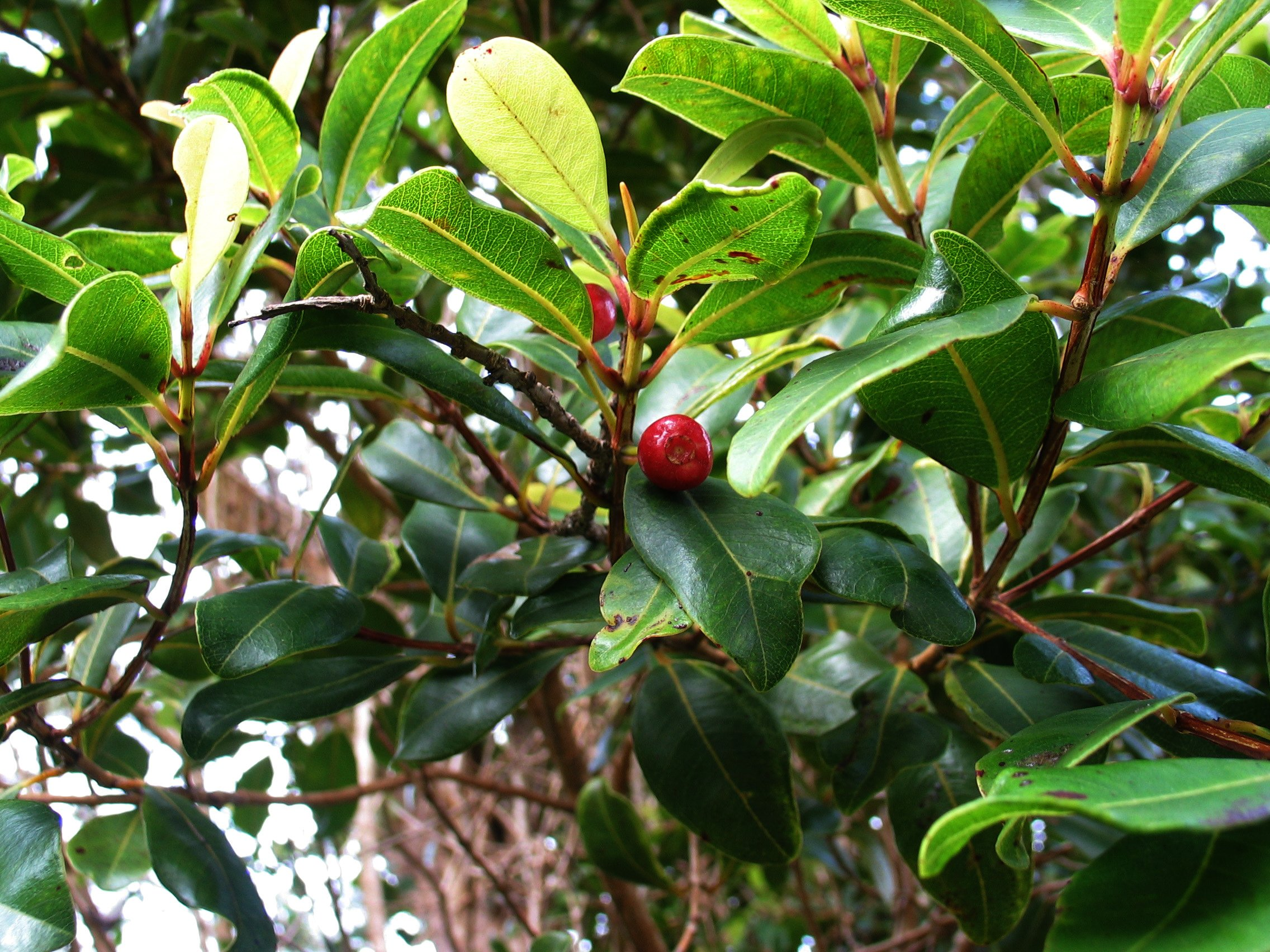
Syzygium sandwicense

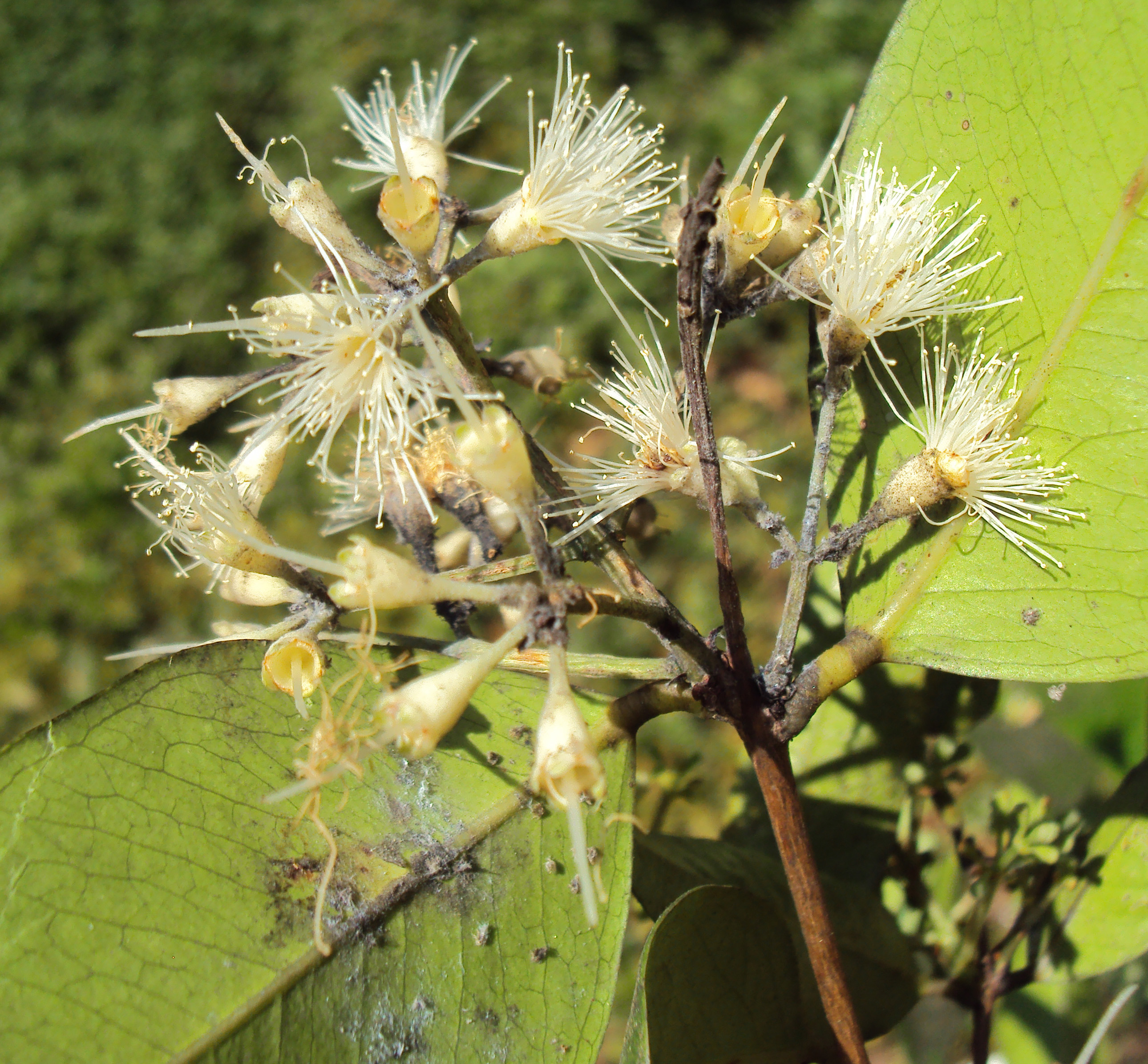
Syzygium zeylanicum

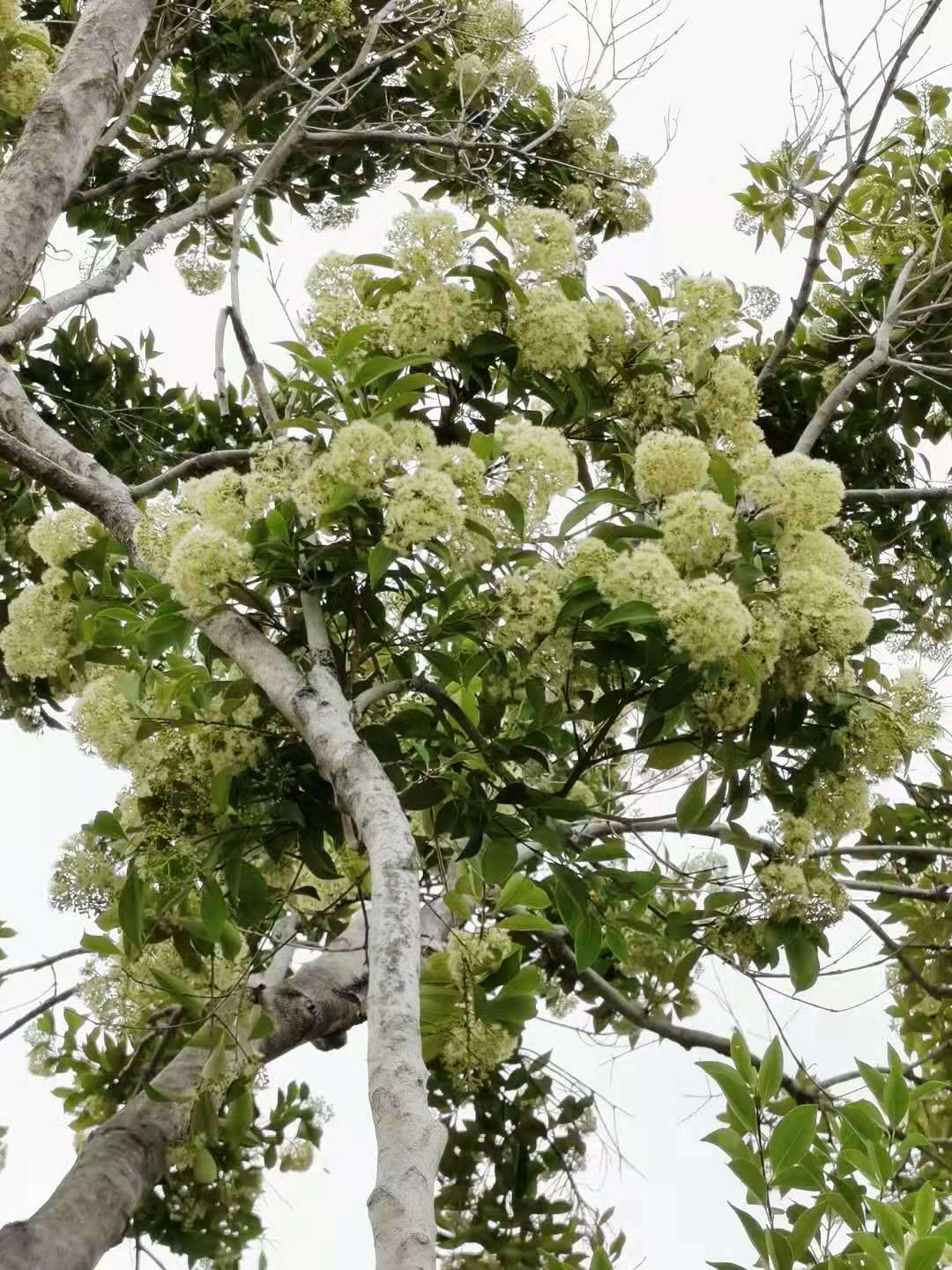
Syzygium formosanum

- Syzygium abatakum Widodo: Sie wurde 2016 aus Sumatra erstbeschrieben.[6]
- Syzygium abbreviatum Merr.[7]
- Syzygium aborense (Dunn) Rathakr. & N.C.Nair[7]
- Syzygium abortivum (Gagnep.) Merr. & L.M.Perry[7]
- Syzygium abulugense Merr.[7]
- Syzygium aciculinum Merr. & L.M.Perry[7]
- Syzygium acre (Pancher ex Guillaumin) J.W.Dawson[7]
- Syzygium acrophilum (C.B.Rob.) Merr.[7]
- Syzygium acuminatissimum (Blume) DC.[7]
- Syzygium acuminatum (Roxb.) Miq.[7]
- Syzygium acutangulum Nied.[7]
- Syzygium acutatum (Miq.) Amshoff[7]
- Syzygium adelphicum Diels[7]
- Syzygium adenophyllum Merr. & L.M.Perry[7]
- Syzygium aegiceroides (Korth. ex Miq.) Korth.[7]
- Syzygium aemulum (Blume) Amshoff[7]
- Syzygium aeoranthum (Diels) Merr. & L.M.Perry[7]
- Syzygium affine Merr.[7]
- Syzygium afromontanum (F.White) Byng[7] Diese Neukombination erfolgte 2018. Sie ist vom südlichen Sudan bis zum tropischen südlichen Afrika verbreitet.[7]
- Syzygium agastyamalayanum M.B.Viswan. & Manik.[7]
- Syzygium aggregatum J.W.Dawson[7]
- Syzygium aksornae Chantaran. & J.Parn.[7]
- Syzygium alatoramulum B.Hyland[7]
- Syzygium alatum (Lauterb.) Diels[7]
- Syzygium albayense Merr.[7]
- Syzygium albiflorum (Duthie ex Kurz) Bahadur & R.C.Gaur[7]
- Syzygium album Q.F.Zheng: Dieser Endemit gedeiht auf Hügeln in Lorbeerwäldern nur in Yunxiao in Fujian.[1]
- Syzygium alliiligneum B.Hyland[7]
- Syzygium altecastaneum (P.S.Ashton) Byng & Christenh.[7]
- Syzygium alternifolium (Wight) Walp.[7]
- Syzygium alubo Kosterm.[7]
- Syzygium alutaceum (Diels) Merr. & L.M.Perry[7]
- Syzygium alvarezii (C.B.Rob.) Merr.[7]
- Syzygium alyxiifolium (Ridl.) I.M.Turner[7]
- Syzygium amicorum (A.Gray) Müll.Stuttg.[7]
- Syzygium amieuense (Guillaumin) J.W.Dawson[7]
- Syzygium amphoraecarpus Kosterm.[7]
- Syzygium amplexicaule (DC.) N.P.Balakr.[7]
- Syzygium ampliflorum (Koord. & Valeton) Amshoff[7]
- Syzygium amplifolium L.M.Perry[7]
- Syzygium amplum T.G.Hartley & L.M.Perry[7]
- Syzygium ampullarium (Stapf) Merr. & L.M.Perry[7]
- Syzygium anacardiifolium (Craib) Chantaran. & J.Parn.[7]
- Syzygium andamanicum (King) N.P.Balakr.[7]
- Syzygium aneityense Guillaumin[7]
- Syzygium angkae (Craib) Chantaran. & J.Parn.[7]
- Syzygium angophoroides (F.Muell.) B.Hyland[7]
- Syzygium angulare (Elmer) Merr.[7]
- Syzygium angulatum (C.B.Rob.) Merr.[7]
- Syzygium angustifolium (M.R.Hend.) Byng & Christenh.[7]
- Syzygium angustovatum Widodo & Chikmaw.: Sie wurde 2016 von Sumatra erstbeschrieben.[7]
- Syzygium anisatum (Vickery) Craven & Biffin[7]
- Syzygium anisopetalum (R.Parker) N.P.Balakr.[7]
- Syzygium anisosepalum (Duthie) I.M.Turner[7]
- Syzygium anomalum Lauterb.[7]
- Syzygium anthicoides P.S.Ashton[7]
- Syzygium anthicum (Ridl.) Merr. & L.M.Perry[7]
- Syzygium antisepticum (Blume) Merr. & L.M.Perry[7]
- Syzygium antonianum (Elmer) Merr.[7]
- Syzygium aoupinianum J.W.Dawson[7]
- Syzygium apetiolatum J.W.Dawson[7]
- Syzygium apiarii P.S.Ashton[7]
- Syzygium apodophyllum (F.Muell.) B.Hyland[7]
- Syzygium apodum Miq.[7]
- Syzygium apoense (Elmer) Merr.[7]
- Syzygium aqueum (Burm. f.) Alston[7]
- Syzygium araiocladum Merr. & L.M.Perry: Sie kommt in Vietnam und in den chinesischen Provinzen Guangxi sowie Hainan vor.[1]
- Syzygium arboreum (Baker f.) J.W.Dawson[7]
- Syzygium arcanum P.S.Ashton[7]
- Syzygium arcuatinervium (Merr.) Craven & Biffin[7]
- Syzygium arenitense Craven[7]
- Syzygium argyrocalyx (Warb.) Merr. & L.M.Perry[7]
- Syzygium argyropedicum B.Hyland[7]
- Syzygium armstrongii (Benth.) B.Hyland[7]
- Gewürznelkenbaum (Syzygium aromaticum) (L.) Merr. & L.M.Perry[7]
- Syzygium assamicum (Biswas & Purkay.) Raizada[7]
- Syzygium assimile Thwaites[7]
- Syzygium astronioides (C.B.Rob.) Merr.[7]
- Syzygium attenuatum (Miq.) Merr. & L.M.Perry[7]
- Syzygium attopeuense (Gagnep.) Merr. & L.M.Perry[7]
- Syzygium aurantiacum (H.Perrier) Labat & Schatz[7]
- Syzygium auriculatum Brongn. & Gris[7]
- Syzygium australe (J.C.Wendl. ex Link) B.Hyland[7]
- Syzygium austrocaledonicum (Seem.) Guillaumin[7]
- Syzygium austrosinense (Merr. & L.M.Perry) H.T.Chang & R.H.Miao: Sie gedeiht in Lorbeerwäldern in Höhenlagen von 200 bis 800, selten bis zu 2300 Metern in den chinesischen Provinzen Fujian, Guangdong, Guangxi, Guizhou, Hainan, Hubei, Hunan, Jiangxi, Sichuan sowie Zhejiang.[1]
- Syzygium austroyunnanense H.T.Chang & R.H.Miao: Sie gedeiht in Bergtälern, schattigen und feuchtigen Standorten in lichten Wäldern in Höhenlagen von 1400 bis 1700 Metern in den chinesischen Gebieten Heng in Guangxi und in Xishuangbanna im südlichen Yunnan.[1]
- Syzygium avene Miq.[7]
- Syzygium badescens P.S.Ashton[7]
- Syzygium badium Merr. & L.M.Perry[7]
- Syzygium baeuerlenii (F.Muell.) Craven & Biffin[7]
- Syzygium bakoense P.S.Ashton[7]
- Syzygium baladense (Brongn. & Gris) J.W.Dawson[7]
- Syzygium balansae (Guillaumin) J.W.Dawson[7]
- Syzygium balerense (C.B.Rob.) Merr.[7]
- Syzygium balfourii (Baker) J.Guého & A.J.Scott[7]
- Syzygium balgooyi Brambach, Byng & Culmsee: Sie wurde 2017 von Sulawesi erstbeschrieben.[7]
- Syzygium balsameum (Wight) Wall. ex Walp.: Sie ist von Indien über Myanmar, Thailand bis Vietnam und Tibet (nur Mêdog) sowie südlichen Yunnan verbreitet.[1]
- Syzygium bamagense B.Hyland[7]
- Syzygium bankense (Hassk.) Merr. & L.M.Perry[7]
- Syzygium banksii (Britten & S.Moore) B.Hyland[7]
- Syzygium baramense (Merr.) Merr. & L.M.Perry[7]
- Syzygium barnesii (Merr.) Merr.[7]
- Syzygium barotsense (F.White) Byng & Christenh.[7]
- Syzygium barringtonioides (Ridl.) Masam.[7]
- Syzygium bartonii (F.M.Bailey) Merr. & L.M.Perry[7]
- Syzygium bataanense (Merr.) Merr.[7]
- Syzygium batadamba Kosterm.[7]
- Syzygium baudouinii (Brongn. & Gris) N.Snow, Byng & J.W.Dawson[7]
- Syzygium baviense (Gagnep.) Merr. & L.M.Perry: Sie kommt in Vietnam und im autonomen Kreis Hekou in Yunnan vor.[1]
- Syzygium beccarii (Ridl.) Merr. & L.M.Perry[7]
- Syzygium beddomei (Duthie) Chithra[7]
- Syzygium bengkulense Widodo: Sie wurde 2016 von Sumatra erstbeschrieben.[7]
- Syzygium benguellense (Welw. ex Hiern) Engl.[7]
- Syzygium benguetense (C.B.Rob.) Merr.[7]
- Syzygium benjaminum Diels[7]
- Syzygium bernardoi (Merr.) Merr.[7]
- Syzygium bernieri (Baill. ex Drake) Labat & Schatz[7]
- Syzygium bharathii Ramas.: Sie wurde 2018 aus Indien erstbeschrieben.[7]
- Syzygium bicolor Merr. & L.M.Perry[7]
- Syzygium bicostatum P.S.Ashton[7]
- Syzygium bijouxii J.Guého & A.J.Scott[7]
- Syzygium blancoi (Merr.) Merr.[7]
- Syzygium bleeseri (O.Schwarz) Byng & Christenh.[7]
- Syzygium blumei (Steud.) Merr. & L.M.Perry[7]
- Syzygium boerlagei (Merr.) Govaerts[7]
- Syzygium boisianum (Gagnep.) Merr. & L.M.Perry: Sie kommt in Vietnam, Thailand und Hainan vor.[1]
- Syzygium bonii (Gagnep.) Merr. & L.M.Perry[7]
- Syzygium boonjee B.Hyland[7]
- Syzygium borbonicum J.Guého & A.J.Scott[7]
- Syzygium bordenii (Merr.) Merr.[7]
- Syzygium borneense (Miq.) Miq.[7]
- Syzygium boulindaense J.W.Dawson[7]
- Syzygium bourdillonii (Gamble) Rathakr. & N.C.Nair[7]
- Syzygium brachiatum (Roxb.) Miq.[7]
- Syzygium brachyanthelium Diels[7]
- Syzygium brachybotryum Miq.[7]
- Syzygium brachycalyx (Baker f.) J.W.Dawson[7]
- Syzygium brachypodum Merr. & L.M.Perry[7]
- Syzygium brachyrachis Merr. & L.M.Perry[7]
- Syzygium brachythyrsum Merr. & L.M.Perry: Dieser Endemit gedeiht in Lorbeerwäldern an Berghängen in Höhenlagen von 1800 bis 2000 Metern nur im südöstlichen Yunnan.[1]
- Syzygium brachyurum Merr.[7]
- Syzygium brackenridgei (A.Gray) Müll.Stuttg.[7]
- Syzygium bracteosum Merr. & L.M.Perry[7]
- Syzygium branderhorstii Lauterb.[7]
- Syzygium brassii Merr. & L.M.Perry[7]
- Syzygium brevicymum (Diels) Merr. & L.M.Perry[7]
- Syzygium brevifolium (A.Gray) Müll.Stuttg.[7]
- Syzygium brevioperculatum J.W.Dawson[7]
- Syzygium brevipaniculatum (Merr.) Merr.[7]
- Syzygium brevipes (Brongn. & Gris) J.W.Dawson[7]
- Syzygium brittonianum (C.B.Rob.) Merr.[7]
- Syzygium brongniartii (Merr. & L.M.Perry) J.W.Dawson[7]
- Syzygium brousmichei Govaerts[7]
- Syzygium bruynii (Diels) Merr. & L.M.Perry[7]
- Syzygium bubengense C.Chen: Dieser Endemit gedeiht in Lorbeerwäldern nur in Mengla in Yunnan.[1]
- Syzygium buettnerianum (K.Schum.) Nied.[7]
- Syzygium bujangii P.S.Ashton[7]
- Syzygium bullatum (Brongn. & Gris) N.Snow & Byng[7]
- Syzygium bullockii (Hance) Merr. & L.M.Perry: Sie ist in Laos, Vietnam und in den chinesischen Provinzen Hainan, westliches Guangdong sowie westliches Guangxi verbreitet.[1]
- Syzygium bungadinnia (F.M.Bailey) B.Hyland[7]
- Syzygium burepense T.G.Hartley & L.M.Perry[7]
- Syzygium burkillianum (King) I.M.Turner[7]
- Syzygium busuense T.G.Hartley & L.M.Perry[7]
- Syzygium buxifolioideum H.T.Chang & R.H.Miao: Dieser Endemit gedeiht in dichten Wäldern in niedrigen Höhenlagen nur in Baoting in Hainan.[1]
- Syzygium buxifolium Hook. & Arn. (Syn.: Syzygium somae (Hayata) Mori, Syzygium buxifolium var. verticillatum C.Chen): Sie ist in weiten Teilen Chinas bis Taiwan sowie Vietnam[1] und auf dem südlichen Gebiet der japanischen Insel Kyushu verbreitet.[7]
- Syzygium cacuminis (Craib) Chantaran. & J.Parn.[7]
- Syzygium cadetii Byng & Christenh.[7]
- Syzygium cagayanense (Merr.) Merr.[7]
- Syzygium calcadense (Bedd.) Chandrash.[7]
- Syzygium calcicola (Merr.) Merr.[7]
- Syzygium calcimontanum P.S.Ashton[7]
- Syzygium calleryanum (C.B.Rob.) Merr.[7]
- Syzygium callianthum Merr. & L.M.Perry[7]
- Syzygium calophyllifolium (Wight) Walp.[7]
- Syzygium calubcob (C.B.Rob.) Merr.[7]
- Syzygium calyptrocalyx P.S.Ashton[7]
- Syzygium cambodianum (Gagnep.) Merr. & L.M.Perry[7]
- Syzygium cameronum I.M.Turner[7]
- Syzygium camptodromum Merr. & L.M.Perry[7]
- Syzygium camptophyllum (M.R.Hend.) I.M.Turner[7]
- Syzygium campylocarpum (Gagnep.) Merr. & L.M.Perry[7]
- Syzygium candelabriforme (C.B.Rob.) Merr.[7]
- Syzygium canicortex B.Hyland[7]
- Syzygium capillaceum (Brongn. & Gris) J.W.Dawson[7]
- Syzygium capitatum (Merr.) Merr. & L.M.Perry[7]
- Syzygium capituliferum Merr. & L.M.Perry[7]
- Syzygium capoasense (Merr.) Merr.[7]
- Syzygium cardiophyllum (Merr.) Merr.[7]
- Syzygium caroli Diels[7]
- Syzygium carolinense (Koidz.) Hosok.[7]
- Syzygium carrii T.G.Hartley & L.M.Perry[7]
- Syzygium cartilagineum Merr. & L.M.Perry[7]
- Syzygium caryophyllatum (L.) Alston[7]
- Syzygium caryophylliflorum (Ridl.) Merr. & L.M.Perry[7]
- Syzygium caryophylloides (Lauterb.) Merr. & L.M.Perry[7]
- Syzygium casiguranense (Quisumb.) Merr.[7]
- Syzygium castaneum (Merr.) Merr. & L.M.Perry[7]
- Syzygium cathayense Merr. & L.M.Perry[7]
- Syzygium caudatilimbum (Merr.) Merr. & L.M.Perry[7]
- Syzygium caudatum (Merr.) Airy Shaw[7]
- Syzygium cauliflorum T.G.Hartley & L.M.Perry[7]
- Syzygium cavitense Merr.[7]
- Syzygium cephalophorum (Ridl.) Merr. & L.M.Perry[7]
- Syzygium chaii P.S.Ashton[7]
- Syzygium chamaebuxus Diels[7]
- Syzygium championii (Benth.) Merr. & L.M.Perry[7]
- Syzygium chandrasekharanii Chandrab. & V.Chandras.[7]
- Syzygium chanlos (Gagnep.) Merr. & L.M.Perry[7]
- Syzygium chavaran (Bourd.) Gamble[7]
- Syzygium chimanimaniense Byng[7]
- Syzygium chloranthum (Duthie) Merr. & L.M.Perry[7]
- Syzygium chloroleucum (King) Masam.[7]
- Syzygium christmannii Merr. & L.M.Perry[7]
- Syzygium christophersenii Whistler[7]
- Syzygium chunianum Merr. & L.M.Perry[7]
- Syzygium ciliatosetosum (Merr.) Merr.[7]
- Syzygium cinctum Merr. & L.M.Perry[7]
- Syzygium cinereum (Kurz) Chantaran. & J.Parn.[7]
- Syzygium cinnamomeum (Vidal) Merr.[7]
- Syzygium circumscissum (Gagnep.) Craven & Biffin[7]
- Syzygium cladopterum (Diels) Merr. & L.M.Perry[7]
- Syzygium clavellatum (Merr.) Merr.[7]
- Syzygium claviflorum (Roxb.) Wall. ex A.M.Cowan & Cowan[7]
- Syzygium clementis (C.B.Rob.) Merr.[7]
- Syzygium cleyerifolium (Yatabe) Makino[7]
- Syzygium clusiifolium (A.Gray) Müll.Stuttg.[7]
- Syzygium clypeolatum (Ridl.) I.M.Turner[7]
- Syzygium coalitum (Greves) T.G.Hartley & L.M.Perry[7]
- Syzygium coccineum J.W.Dawson[7]
- Syzygium combretiflorum (Diels) Merr. & L.M.Perry[7]
- Syzygium commersonii J.Guého & A.J.Scott[7]
- Syzygium comorense Byng & N.Snow: Sie wurde 2016 von Mayotte erstbeschrieben.[7]
- Syzygium comosum Widodo: Sie wurde 2016 aus Sumatra erstbeschrieben.[7]
- Syzygium compongense (Gagnep.) Merr. & L.M.Perry[7]
- Syzygium conceptionis Guillaumin[7]
- Syzygium concinnum (A.C.Sm.) Craven & Biffin[7]
- Syzygium condensatum (Baker) Labat & Schatz[7]
- Syzygium confertiflorum (A.Gray) Müll.Stuttg.[7]
- Syzygium confertum (Korth.) Merr. & L.M.Perry[7]
- Syzygium confusum (Blume) Bakh. f.[7]
- Syzygium congestiflorum H.T.Chang & R.H.Miao[7]
- Syzygium congestum (Merr.) Merr.[7]
- Syzygium conglobatum Merr.[7]
- Syzygium conglomeratum (Duthie) I.M.Turner[7]
- Syzygium congolense Vermoesen[7]
- Syzygium conicum Korth.[7]
- Syzygium consanguineum (Merr.) Merr.[7]
- Syzygium consimile Merr.[7]
- Syzygium conspersipunctatum (Merr. & L.M.Perry) Craven & Biffin[7]
- Syzygium contiguum Brambach, Byng & Culmsee: Sie wurde 2016 von Sulawesi erstbeschrieben.[7]
- Syzygium contractum (Poir.) J.Guého & A.J.Scott[7]
- Syzygium copelandii (C.B.Rob.) Merr.[7]
- Syzygium cordatilimbum (Merr.) Merr.[7]
- Syzygium cordatum Hochst. ex Krauss[7]
- Syzygium cordemoyi J.Bosser & Cadet[7]
- Syzygium cordifoliatum (Ridl.) I.M.Turner[7]
- Syzygium cordifolium (Wight) Walp.[7]
- Syzygium coriaceum Bosser & J.Guého[7]
- Syzygium cormiflorum (F.Muell.) B.Hyland[7]
- Syzygium corneri Byng & Christenh.[7]
- Syzygium cornifolium (Blume) Merr. & L.M.Perry[7]
- Syzygium cornuflorum P.S.Ashton[7]
- Syzygium corticopapyraceum (Elmer) Merr.[7]
- Syzygium corticosum (Lour.) Merr. & L.M.Perry[7]
- Syzygium corymbosum (Blume) DC.[7]
- Syzygium corynanthum (F.Muell.) L.A.S.Johnson[7]
- Syzygium corynocarpum (A.Gray) Müll.Stuttg.[7]
- Syzygium costulatum (C.B.Rob.) Merr.[7]
- Syzygium courtallense (Gamble) Alston[7]
- Syzygium craibii Chantaran. & J.Parn.[7]
- Syzygium crassibracteatum (Merr.) Merr.[7]
- Syzygium crassiflorum Merr. & L.M.Perry[7]
- Syzygium crassilimbum (Merr.) Merr.[7]
- Syzygium crassipes (C.B.Rob.) Merr.[7]
- Syzygium crassissimum (Merr.) Merr.[7]
- Syzygium cratermontensis W.N.Takeuchi[7]
- Syzygium cravenii B.J.Conn & Damas: Sie wurde 2015 aus Papua-Neuguinea erstbeschrieben.[7]
- Syzygium creaghii (Ridl.) Merr. & L.M.Perry[7]
- Syzygium crebrinerve (C.T.White) L.A.S.Johnson[7]
- Syzygium cruriflorum Diels[7]
- Syzygium crypteronioides P.S.Ashton[7]
- Syzygium cumini (L.) Skeels[7]
- Syzygium cuneatum (Blume) Masam.[7]
- Syzygium cuneifolium (Baker) Byng, N.Snow & Phillipson[7]
- Syzygium cuneiforme Merr. & L.M.Perry[7]
- Syzygium curranii (C.B.Rob.) Merr.[7]
- Syzygium curtiflorum (Elmer) Merr.[7]
- Syzygium curtisii (King) Merr. & L.M.Perry[7]
- Syzygium curvistylum (Gillespie) Merr. & L.M.Perry[7]
- Syzygium cuttingii Merr. & L.M.Perry[7]
- Syzygium cyanophyllum (P.C.Kanjilal & D.Das) Raizada[7]
- Syzygium cylindricum (Wight) Alston[7]
- Syzygium cymosum (Lam.) DC.[7]
- Syzygium cyrtophylloides (Ridl.) I.M.Turner[7]
- Syzygium danguyanum (H.Perrier) Labat & Schatz[7]
- Syzygium dansiei B.Hyland[7]
- Syzygium daphne (Ridl.) Merr. & L.M.Perry[7]
- Syzygium dasyphyllum Merr. & L.M.Perry[7]
- Syzygium davaoense (Elmer) Merr.[7]
- Syzygium dawsonianum N.Snow, S.L.Young & Callm.: Sie wurde 2016 aus Neukaledonien erstbeschrieben.[7]
- Syzygium dealbatum (Burkill) A.C.Sm.[7]
- Syzygium decipiens (Koord. & Valeton) Merr. & L.M.Perry[7]
- Syzygium decoriflorum (Diels) Merr. & L.M.Perry[7]
- Syzygium decussatum (A.C.Sm.) Biffin & Craven[7]
- Syzygium delicatulum Merr. & L.M.Perry[7]
- Syzygium dempoense (Greves) Govaerts[7]
- Syzygium densiflorum Wall. ex Wight & Arn.[7]
- Syzygium densinervium (Merr.) Merr.[7]
- Syzygium deplanchei (Guillaumin) J.W.Dawson[7]
- Syzygium devogelii Brambach, Byng & Culmsee: Sie wurde 2017 aus Sulawesi erstbeschrieben.[7]
- Syzygium dictyoneurum Diels[7]
- Syzygium dielsianum Merr. & L.M.Perry[7]
- Syzygium diffusiflorum Merr.[7]
- Syzygium diffusum (Turrill) Merr. & L.M.Perry[7]
- Syzygium diospyrifolium (Wall. ex Duthie) S.N.Mitra[7]
- Syzygium discophorum (Koord. & Valeton) Amshoff[7]
- Syzygium dispansum (Ridl.) Craven & Biffin[7]
- Syzygium divaricatum (Merr. & L.M.Perry) Craven & Biffin[7]
- Syzygium dolichophyllum (K.Schum. & Lauterb.) Merr. & L.M.Perry[7]
- Syzygium dolichorhynchum Diels[7]
- Syzygium dolichostylum (Diels) Merr. & L.M.Perry[7]
- Syzygium dubium (L.M.Perry) A.C.Sm.[7]
- Syzygium duplomarginatum (Greves) Merr. & L.M.Perry[7]
- Syzygium dupontii (Baker) Govaerts[7]
- Syzygium durifolium Merr. & L.M.Perry[7]
- Syzygium durum (Merr.) Merr.[7]
- Syzygium duthieanum (King) Masam.[7]
- Syzygium dyerianum (King) Chantaran. & J.Parn.[7]
- Syzygium ebaloii Merr.[7]
- Syzygium eburneum (Gagnep.) Merr. & L.M.Perry[7]
- Syzygium ecostulatum (Elmer) Merr.[7]
- Syzygium effusum (A.Gray) Müll.Stuttg.[7]
- Syzygium elegans (Brongn. & Gris) J.W.Dawson[7]
- Syzygium elephantinum Tagane: Sie wurde 2015 aus Kambodscha erstbeschrieben.[7]
- Syzygium elliptifolium (Merr.) Merr.[7]
- Syzygium elliptilimbum (Merr.) Merr. & L.M.Perry[7]
- Syzygium elopurae (Ridl.) Merr. & L.M.Perry[7]
- Syzygium embelioides (Ridl.) Masam.[7]
- Syzygium emirnense (Baker) Labat & Schatz[7]
- Syzygium endertii Merr. & L.M.Perry[7]
- Syzygium endophloium B.Hyland[7]
- Syzygium erythranthum Merr. & L.M.Perry[7]
- Syzygium erythrocalyx (C.T.White) B.Hyland[7]
- Syzygium erythrodoxum (S.Moore) B.Hyland[7]
- Syzygium erythropetalum T.G.Hartley & L.M.Perry[7]
- Syzygium escritorii Merr.[7]
- Syzygium eucalyptoides (F.Muell.) B.Hyland[7]
- Syzygium eugeniiforme P.S.Ashton[7]
- Syzygium eugenioides (F.Muell.) Biffin & Craven[7]
- Syzygium euneuron Miq.[7]
- Syzygium euonymifolium (F.P.Metcalf) Merr. & L.M.Perry[7]
- Syzygium euphlebium (Hayata) Mori[7]
- Syzygium evenulosum Merr. & L.M.Perry[7]
- Syzygium everettii (C.B.Rob.) Merr.[7]
- Syzygium exiguifolium Merr. & L.M.Perry[7]
- Syzygium eximiiflorum (Diels) Merr. & L.M.Perry[7]
- Syzygium eymae Brambach, Byng & Culmsee: Sie wurde 2017 aus Sulawesi erstbeschrieben.[7]
- Syzygium faciflorum P.S.Ashton[7]
- Syzygium fastigiatum (Blume) Merr. & L.M.Perry[7]
- Syzygium fenicis (C.B.Rob.) Merr.[7]
- Syzygium fergusonii (Trimen) Gamble[7]
- Syzygium fibrosum (F.M.Bailey) T.G.Hartley & L.M.Perry[7]
- Syzygium fijiense L.M.Perry[7]
- Syzygium filicaudum Merr. & L.M.Perry[7]
- Syzygium filiflorum J.W.Dawson[7]
- Syzygium filiforme Chantaran. & J.Parn.[7]
- Syzygium filipes Merr.[7]
- Syzygium finetii (Gagnep.) Merr. & L.M.Perry[7]
- Syzygium finisterrae (Lauterb.) Merr. & L.M.Perry[7]
- Syzygium fischeri (Merr.) Merr.[7]
- Syzygium flabellum Tuiwawa & Craven: Sie wurde 2013 aus Vanuatu erstbeschrieben.[7]
- Syzygium flagrimonte P.S.Ashton[7]
- Syzygium flavescens Merr. & L.M.Perry[7]
- Syzygium flavidum T.G.Hartley & L.M.Perry[7]
- Syzygium floribundum F.Muell.[7]
- Syzygium flosculiferum (M.R.Hend.) Sreek.[7]
- Syzygium fluviatile (Hemsl.) Merr. & L.M.Perry[7]
- Syzygium fluvicola (T.G.Hartley & Craven) Craven & Biffin[7]
- Syzygium formosanum (Hayata) Mori[7]
- Syzygium formosum (Wall.) Masam.[7]
- Syzygium forrestii Merr. & L.M.Perry[7]
- Syzygium forte (F.Muell.) B.Hyland[7]
- Syzygium fossiramulosum P.S.Ashton[7]
- Syzygium foxworthianum (Ridl.) Merr. & L.M.Perry[7]
- Syzygium foxworthyi (Elmer) Merr.[7]
- Syzygium francii (Guillaumin) N.Snow, Byng & Munzinger[7]
- Syzygium francisii (F.M.Bailey) L.A.S.Johnson[7]
- Syzygium fraserense Byng & Christenh.[7]
- Syzygium fraternum Miq.[7]
- Syzygium fratris Craven[7]
- Syzygium frutescens Brongn. & Gris[7]
- Syzygium fruticosum DC.[7]
- Syzygium fullagarii (F.Muell.) Craven[7]
- Syzygium fulvotomentosum P.S.Ashton[7]
- Syzygium furfuraceum Merr. & L.M.Perry[7]
- Syzygium fuscescens (Craib) Chantaran. & J.Parn.[7]
- Syzygium fusticuliferum (Ridl.) Merr. & L.M.Perry[7]
- Syzygium gageanum (King) I.M.Turner[7]
- Syzygium galanthum Brambach, Byng & Culmsee: Sie wurde 2017 aus Sulawesi erstbeschrieben.[7]
- Syzygium ganophyllum Diels[7]
- Syzygium garciae (Merr.) Merr.[7]
- Syzygium garcinifolioides (M.R.Hend.) Byng & Christenh.[7]
- Syzygium garciniifolium (King) Merr. & L.M.Perry[7]
- Syzygium garcinioides (Ridl.) Merr. & L.M.Perry[7]
- Syzygium gardneri Thwaites[7]
- Syzygium gaultherioides (Ridl.) Merr. & L.M.Perry[7]
- Syzygium georgeae P.S.Ashton[7]
- Syzygium germainii Amshoff[7]
- Syzygium gerrardii (Harv. ex Hook. f.) Burtt Davy[7]
- Syzygium gigantifolium (Merr.) Merr.[7]
- Syzygium gillespiei Merr. & L.M.Perry[7]
- Syzygium gilletii De Wild.[7]
- Syzygium giorgii De Wild.[7]
- Syzygium gitingense (Elmer) Merr.[7]
- Syzygium gjellerupii Lauterb.[7]
- Syzygium glabratum (DC.) Veldkamp[7]
- Syzygium gladiatum (Ridl.) Merr. & L.M.Perry[7]
- Syzygium glanduligerum (Ridl.) Merr. & L.M.Perry[7]
- Syzygium glaucissimum (Haines) Rathakr. & N.C.Nair[7]
- Syzygium glaucum (King) Chantaran. & J.Parn.[7]
- Syzygium glenum Craven[7]
- Syzygium globiflorum (Craib) Chantaran. & J.Parn.[7]
- Syzygium globosum (Elmer) Merr.[7]
- Syzygium glomeratum (Lam.) DC.[7]
- Syzygium glomerulatum (Gagnep.) Merr. & L.M.Perry[7]
- Syzygium glomeruliferum Amshoff[7]
- Syzygium gonatanthum (Diels) Merr. & L.M.Perry[7]
- Syzygium goniocalyx (Lauterb.) Merr. & L.M.Perry[7]
- Syzygium goniopterum (Diels) Merr. & L.M.Perry[7]
- Syzygium gonshanense P.Y.Bai[7]
- Syzygium goodenovii (King) Masam.[7]
- Syzygium gracilipaniculum P.S.Ashton[7]
- Syzygium gracilipes (A.Gray) Merr. & L.M.Perry[7]
- Syzygium graeffei Whistler[7]
- Syzygium graeme-andersoniae (Ridl.) I.M.Turner[7]
- Syzygium grande (Wight) Walp.[7]
- Syzygium graveolens (F.M.Bailey) Craven & Biffin[7]
- Syzygium grayi (Seem.) Merr. & L.M.Perry[7]
- Syzygium grevesianum Merr. & L.M.Perry[7]
- Syzygium griffithii (Duthie) Merr. & L.M.Perry[7]
- Syzygium grijsii (Hance) Merr. & L.M.Perry[7]
- Syzygium griseum (C.B.Rob.) Airy Shaw[7]
- Syzygium guangxiense H.T.Chang & R.H.Miao[7]
- Syzygium guehoi Bosser & Florens[7]
- Syzygium guillauminii J.W.Dawson[7]
- Syzygium guineense (Willd.) DC.[7]
- Syzygium gununganum Byng & Christenh.[7]
- Syzygium gustavioides (F.M.Bailey) B.Hyland[7]
- Syzygium gyrostemoneum Diels[7]
- Syzygium hainanense H.T.Chang & R.H.Miao[7]
- Syzygium halophilum (Merr.) Masam.[7]
- Syzygium hancei Merr. & L.M.Perry[7]
- Syzygium handelii Merr. & L.M.Perry[7]
- Syzygium haniffii (M.R.Hend.) I.M.Turner[7]
- Syzygium harmandii (Gagnep.) Merr. & L.M.Perry[7]
- Syzygium havilandii (Merr.) Merr. & L.M.Perry[7]
- Syzygium hebephyllum Melville[7]
- Syzygium hedraiophyllum (F.Muell.) Craven & Biffin[7]
- Syzygium helferi (Duthie) Chantaran. & J.Parn.[7]
- Syzygium heloanthum Diels[7]
- Syzygium hemilamprum (F.Muell.) Craven & Biffin[7]
- Syzygium hemisphericum (Wight) Alston[7]
- Syzygium hemsleyanum (King) Chantaran. & J.Parn.[7]
- Syzygium hendersonii Merr.[7]
- Syzygium heterobotrys Merr. & L.M.Perry[7]
- Syzygium hirtum (Korth.) Merr. & L.M.Perry[7]
- Syzygium hodgkinsoniae (F.Muell.) L.A.S.Johnson[7]
- Syzygium holttumii (Ridl.) Byng & Christenh.[7]
- Syzygium homichlophilum Diels[7]
- Syzygium honbaense Tagane, V.S.Dang & Yahara: Sie wurde 2018 aus Vietnam erstbeschrieben.[7]
- Syzygium hookeri M.V.Ramana, Chorghe & Venu: Sie wurde 2014 von den Andamanen erstbeschrieben.[7]
- Syzygium horsfieldii (Miq.) Widodo[7]
- Syzygium hoseanum (King) Merr. & L.M.Perry[7]
- Syzygium houttuynii Merr. & L.M.Perry[7]
- Syzygium houttuyniifolia P.S.Ashton[7]
- Syzygium howii Merr. & L.M.Perry[7]
- Syzygium hughcumingii Merr.[7]
- Syzygium hulletianum (King) Chantaran. & J.Parn.[7]
- Syzygium humbertii Byng: Sie wurde 2015 von Madagaskar erstbeschrieben.[7]
- Syzygium humblotii Labat & Schatz[7]
- Syzygium hutchinsonii (C.B.Robinson) Merr.[7]
- Syzygium hylochare (Diels) Merr. & L.M.Perry[7]
- Syzygium hylophilum (K.Schum. & Lauterb.) Merr. & L.M.Perry[7]
- Syzygium hypsipetes Airy Shaw[7]
- Syzygium idrisii P.S.Ashton[7]
- Syzygium ignambiense (Baker f.) N.Snow & Byng[7]
- Syzygium iliasii P.S.Ashton[7]
- Syzygium ilocanum (Merr.) Merr.[7]
- Syzygium imitans Merr. & L.M.Perry[7]
- Syzygium imperiale P.S.Ashton[7]
- Syzygium impressum N.H.Xia, Y.F.Deng & K.L.Yip[7]
- Syzygium inasense (King) I.M.Turner[7]
- Syzygium incarnatum (Elmer) Merr. & L.M.Perry[7]
- Syzygium incrassatum (Elmer) Merr.[7]
- Syzygium infrarubiginosum H.T.Chang & R.H.Miao[7]
- Syzygium ingens (F.Muell. ex C.Moore) Craven & Biffin[7]
- Syzygium inophylloides (A.Gray) Müll.Stuttg.[7]
- Syzygium inophyllum DC.[7]
- Syzygium inopinatum Amshoff[7]
- Syzygium insigne (Blume) Merr. & L.M.Perry[7]
- Syzygium insulare T.G.Hartley & L.M.Perry[7]
- Syzygium ×intermedium Engl. & Brehmer[7]
- Syzygium intumescens (C.B.Rob.) Merr.[7]
- Syzygium isabelense (Quisumb.) Merr.[7]
- Syzygium iteophyllum Diels[7]
- Syzygium iwahigense (Elmer) Merr.[7]
- Syzygium ixoroides Chantaran. & J.Parn.[7]
- Syzygium jaffrei J.W.Dawson[7]
- Syzygium jaheri Merr. & L.M.Perry[7]
- Syzygium jainii Harid. & R.R.Rao[7]
- Syzygium jambos (L.) Alston, Syn.: Syzygium jambos var. linearilimbum H.T.Chang & R.H.Miao, Syzygium jambos var. sylvaticum (Gagnep.) Merr. & L.M.Perry, Syzygium leptostachyum (Blume) Merr. & L.M.Perry, Syzygium merrillii Masam. nom. superfl., Syzygium monanthum (Merr.) Merr. & L.M.Perry: Er ist vom Himalaya bis ins westliche Malesien verbreitet.[7] Er wird in vielen tropischen Gebieten kultiviert.
- Syzygium jasminifolium (Ridl.) Chantaran. & J.Parn.[7]
- Syzygium jienfunicum H.T.Chang & R.H.Miao[7]
- Syzygium jiewhoei Hambali, Sunarti & Y.W.Low: Sie wurde 2017 vom westlichen Neuguinea erstbeschrieben.[7]
- Syzygium johnsonii (F.Muell.) B.Hyland[7]
- Syzygium jugorum (Craib) Byng & Christenh.[7]
- Syzygium kabaense (Greves) Govaerts[7]
- Syzygium kajewskii Guillaumin[7]
- Syzygium kalahiense Korth.[7]
- Syzygium kanarense (Talbot) Raizada[7]
- Syzygium kanneliyensis Kosterm.[7]
- Syzygium karimatense Merr. & L.M.Perry[7]
- Syzygium kemamanense (M.R.Hend.) I.M.Turner[7]
- Syzygium keroanthum (Diels) Merr. & L.M.Perry[7]
- Syzygium kerrii Chantaran. & J.Parn.[7]
- Syzygium kerstingii Engl.[7]
- Syzygium ketambense Widodo: Sie wurde 2016 aus Sumatra erstbeschrieben.[7]
- Syzygium keysseri (Schltr. ex Diels) Merr. & L.M.Perry[7]
- Syzygium khaoyaiense (Chantaranothai & J.Parn.) Craven & Biffin[7]
- Syzygium khasianum (Duthie) N.P.Balakr.[7]
- Syzygium khoonmengianum P.S.Ashton[7]
- Syzygium kiahii (M.R.Hend.) I.M.Turner[7]
- Syzygium kiauense (Merr.) Merr. & L.M.Perry[7]
- Syzygium kietanum Rech.[7]
- Syzygium kinabaluense (Stapf) Merr. & L.M.Perry[7]
- Syzygium kipidamasii W.N.Takeuchi[7]
- Syzygium klampok (Miq.) Amshoff[7]
- Syzygium klossii (Ridl.) Masam.[7]
- Syzygium koghianum Petitm. & Bonati[7]
- Syzygium kokomo Craven: Sie wurde 2019 aus Papua-Neuguinea erstbeschrieben.[7]
- Syzygium komatiense Byng & Pahlad.: Sie wurde 2016 aus Mpumalanga erstbeschrieben.[7]
- Syzygium koniamboense J.W.Dawson[7]
- Syzygium koordersianum (King) I.M.Turner[7]
- Syzygium korthalsianum (Miq.) Miq.[7]
- Syzygium koumacense J.W.Dawson[7]
- Syzygium kriegeri (Guillaumin) J.W.Dawson[7]
- Syzygium kudatense P.S.Ashton[7]
- Syzygium kuebiniense J.W.Dawson[7]
- Syzygium kuiense B.J.Conn & Damas: Sie wurde 2015 aus Papua-Neuguinea erstbeschrieben.[7]
- Syzygium kunstleri (King) Bahadur & R.C.Gaur[7]
- Syzygium kuranda (F.M.Bailey) B.Hyland[7]
- Syzygium kurzii (Duthie) N.P.Balakr.[7]
- Syzygium kusukusuense (Hayata) Mori[7]
- Syzygium kwangtungense (Merr.) Merr.[7]
- Syzygium lababiense B.J.Conn & Damas: Sie wurde 2015 aus Papua-Neuguinea erstbeschrieben.[7]
- Syzygium labatii Byng & N.Snow: Sie wurde 2016 aus Mayotte erstbeschrieben.[7]
- Syzygium lacustre (C.B.Rob.) Merr.[7]
- Syzygium laetum (Buch.-Ham.) Gandhi[7]
- Syzygium laeve (Montrouz.) Govaerts[7]
- Syzygium lagerstmemioides Merr. & L.M.Perry[7]
- Syzygium lakshnakarae Chantaran. & J.Parn.[7]
- Syzygium lambirense P.S.Ashton[7]
- Syzygium lamii Merr. & L.M.Perry[7]
- Syzygium lamprophyllum Diels[7]
- Syzygium lanceolarium (Roxb.) N.P.Balakr.[7]
- Syzygium lanceolatum (Lam.) Wight & Arn.[7]
- Syzygium lancilimbum (Merr.) Merr.[7]
- Syzygium laqueatum Merr. & L.M.Perry[7]
- Syzygium lasianthifolium H.T.Chang & R.H.Miao[7]
- Syzygium lateriflorum Brongn. & Gris[7]
- Syzygium latifolium (Poir.) DC.[7]
- Syzygium laurifolium (DC.) N.P.Balakr.[7]
- Syzygium laxeracemosum (Guillaumin) J.W.Dawson[7]
- Syzygium laxiflorum (Blume) DC.[7]
- Syzygium lecardii Guillaumin[7]
- Syzygium legatii Burtt Davy & Greenway[7]
- Syzygium lehuntii (F.M.Bailey) Merr. & L.M.Perry[7]
- Syzygium lenbrassii Craven & Biffin[7]
- Syzygium leonhardii (Diels) Merr. & L.M.Perry[7]
- Syzygium leptoneurum Diels[7]
- Syzygium leptophlebium Diels[7]
- Syzygium leptopodium Merr. & L.M.Perry[7]
- Syzygium leptostachyum (Blume) Merr. & L.M.Perry[7]
- Syzygium leptostemon (Korth.) Merr. & L.M.Perry[7]
- Syzygium leucanthum L.M.Perry[7]
- Syzygium leucocladum Merr. & L.M.Perry[7]
- Syzygium leucoxylon Korth.[7]
- Syzygium levinei (Merr.) Merr.[7]
- Syzygium lewisii Alston[7]
- Syzygium leytense (Elmer) Merr.[7]
- Syzygium lifuanum Däniker[7]
- Syzygium lilacinum (Merr.) Merr. & L.M.Perry[7]
- Syzygium lineatum (DC.) Merr. & L.M.Perry[7]
- Syzygium linocieroideum (King) I.M.Turner[7]
- Syzygium littorale (Blume) Amshoff[7]
- Syzygium littorosum Byng[7]
- Syzygium llanosii (Merr.) Merr.[7]
- Syzygium loiseleurioides (Baker) Govaerts[7]
- Syzygium longifolium (Brongn. & Gris) J.W.Dawson[7]
- Syzygium longipedicellatum (Merr.) Merr.[7]
- Syzygium longipes Merr. & L.M.Perry[7]
- Syzygium longipetiolatum Widodo: Sie wurde 2016 aus Sumatra erstbeschrieben.[7]
- Syzygium longissimum (Merr.) Merr.[7]
- Syzygium longistylum (Merr.) Merr.[7]
- Syzygium lorentzianum Lauterb.[7]
- Syzygium lorofolium Merr.[7]
- Syzygium ludovicii N.Snow[7]
- Syzygium luehmannii (F.Muell.) L.A.S.Johnson[7]
- Syzygium lugubre (H.Perrier) Labat & Schatz[7]
- Syzygium lunduense (Merr.) Merr. & L.M.Perry[7]
- Syzygium luteum (C.B.Rob.) Merr.[7]
- Syzygium luzonense (Merr.) Merr.[7]
- Syzygium macgregorii (C.B.Rob.) Merr.[6]
- Syzygium macilwraithianum B.Hyland[6]
- Syzygium mackinnonianum (B.Hyland) Craven & Biffin[6]
- Syzygium macranthum Brongn. & Gris[6]
- Syzygium macrocalyx Merr. & L.M.Perry[6]
- Syzygium macromyrtus (Koord. & Valeton) Merr. & L.M.Perry[6]
- Syzygium madangense T.G.Hartley & L.M.Perry[6]
- Syzygium magnoliifolium (Blume) DC.[6]
- Syzygium maingayi Chantaran. & J.Parn.[6]
- Syzygium mainitense (Elmer) Merr.[6]
- Syzygium maire (A.Cunn.) Sykes & Garn.-Jones[6]
- Syzygium makul Gaertn.[6]
- Syzygium malabaricum (Bedd.) Gamble[6]
- Syzygium malaccense (L.) Merr. & L.M.Perry, Syn.: Syzygium laeve (Montrouz.) Govaerts: Das ursprüngliche Verbreitungsgebiet ist nicht bekannt.[1] Er wird als Obstgehölz in vielen tropischen Gebieten kultiviert.[6]
- Syzygium malagsam (Elmer) Merr.[6]
- Syzygium mamillatum Bosser & J.Guého[6]
- Syzygium mananquil (Blanco) Merr.[6]
- Syzygium manii (King) N.P.Balakr.[6]
- Syzygium maraca Craven & Biffin[6]
- Syzygium marginatum Korth.[6]
- Syzygium martelinoi (Merr.) Merr.[6]
- Syzygium masukuense (Baker) R.E.Fr.[6]
- Syzygium mauritianum J.Guého & A.J.Scott[6]
- Syzygium mauritsii Govaerts[6]
- Syzygium medium (Korth.) Merr. & L.M.Perry[6]
- Syzygium megacarpum (Craib) Rathakr. & N.C.Nair[6]
- Syzygium megalanthum (C.B.Rob.) Merr.[6]
- Syzygium megalospermum (K.Schum. & Lauterb.) Merr. & L.M.Perry[6]
- Syzygium megistophyllum Merr. & L.M.Perry[6]
- Syzygium mekongense (Gagnep.) Merr. & L.M.Perry[6]
- Syzygium melanophilum H.T.Chang & R.H.Miao[6]
- Syzygium melanostictum (Miq.) Craven & Biffin[6]
- Syzygium melastomifolium (Blume) Veldkamp[6]
- Syzygium melliodorum (C.B.Rob.) Merr.[6]
- Syzygium meorianum J.W.Dawson[6]
- Syzygium merokense (Greves) Merr. & L.M.Perry[6]
- Syzygium merrittianum (C.B.Rob.) Merr.[6]
- Syzygium micans Brongn. & Gris[6]
- Syzygium micklethwaitii Verdc.[6]
- Syzygium micrandrum (Ridl.) Merr. & L.M.Perry[6]
- Syzygium micranthum Thwaites[6]
- Syzygium microcymum (Koord. & Valeton) Amshoff[6]
- Syzygium microphyllum Gamble[6]
- Syzygium micropodum (Baker) Labat & Schatz[6]
- Syzygium millsii (M.R.Hend.) I.M.Turner[6]
- Syzygium mimicum (Merr.) Merr.[6]
- Syzygium mindorense (C.B.Rob.) Masam.[6]
- Syzygium minimum (Blume) Airy Shaw[6]
- Syzygium minus A.C.Sm.[6]
- Syzygium minutiflorum Miq.[6]
- Syzygium minutuliflorum (F.Muell.) B.Hyland[6]
- Syzygium mirabile (Merr.) Merr.[6]
- Syzygium mirandae (Merr.) Merr.[6]
- Syzygium mishmiense Chatterjee[6]
- Syzygium monetarium (Ridl.) Merr. & L.M.Perry[6]
- Syzygium monimioides Craven[6]
- Syzygium monospermum Craven[6]
- Syzygium monticola Merr. & L.M.Perry[6]
- Syzygium montis-adam Kosterm.[6]
- Syzygium moorei (F.Muell.) L.A.S.Johnson[6]
- Syzygium mortonianum Byng: Sie wurde 2015 aus Madagaskar erstbeschrieben.[6]
- Syzygium mouanum Guillaumin[6]
- Syzygium moultonii (Merr.) Merr. & L.M.Perry[6]
- Syzygium muelleri (Miq.) Miq.[6]
- Syzygium mulgraveanum (B.Hyland) Craven & Biffin[6]
- Syzygium multibracteolatum (Merr.) Merr. & L.M.Perry[6]
- Syzygium multiglandulosum Merr. & L.M.Perry[6]
- Syzygium multinerve (C.B.Rob.) Merr.[6]
- Syzygium multipetalum Pancher ex Brongn. & Gris[6]
- Syzygium multipuncticulatum Merr.[6]
- Syzygium mundagam (Bourd.) Chithra[6]
- Syzygium munnarense Shareef, P.E.Roy & Krishnaraj: Sie wurde 2014 aus dem indischen Bundesstaat Kerala erstbeschrieben.[6]
- Syzygium munronii (Wight) N.P.Balakr.[6]
- Syzygium myhendrae (Bedd. ex Brandis) Gamble[6]
- Syzygium myriadenum Merr. & L.M.Perry[6]
- Syzygium myrianthum (King) I.M.Turner[6]
- Syzygium myrsinifolium (Hance) Merr. & L.M.Perry[6]
- Syzygium myrtifolium Walp. (Syn.: Syzygium campanulatum Korth., Syzygium campanellum Miq., Syzygium sinubanense (Elmer) Diels)[6]
- Syzygium myrtilloides Merr. & L.M.Perry[6]
- Syzygium myrtillus (Stapf) Merr. & L.M.Perry[6]
- Syzygium myrtoides (A.Gray) R.Schmid[6]
- Syzygium naiadum (Diels) Merr. & L.M.Perry[6]
- Syzygium namosialangense Widodo & E.Lucas: Sie wurde 2016 aus dem nördlichen Sumatra erstbeschrieben.[6]
- Syzygium nandarivatense (Gillespie) L.M.Perry[6]
- Syzygium nanpingense Y.Y.Qian[6]
- Syzygium nanum J.W.Dawson[6]
- Syzygium napiforme (Koord. & Valeton) Merr. & L.M.Perry[6]
- Syzygium neepau Guillaumin[6]
- Syzygium neesianum Arn.[6]
- Syzygium nemestrinum (M.R.Hend.) I.M.Turner[6]
- Syzygium nemorale Merr. & L.M.Perry[6]
- Syzygium neocaledonicum (Seem.) J.W.Dawson[6]
- Syzygium neoeugenioides N.Snow, Byng & J.W.Dawson: Sie wurde 2017 aus Neukaledonien erstbeschrieben.[6]
- Syzygium neolaurifolium N.Snow & Byng: Sie wurde 2017 aus Neukaledonien erstbeschrieben.[6]
- Syzygium neriifolium Becc. ex Merr. & L.M.Perry[6]
- Syzygium nervosum A.Cunn. ex DC.[6]
- Syzygium neurocalyx (A.Gray) Christoph.[6]
- Syzygium neurophyllum N.Snow[6]
- Syzygium ngadimanianum (M.R.Hend.) I.M.Turner[6]
- Syzygium ngoyense (Schltr.) Guillaumin[6]
- Syzygium niassense Byng & J.E.Burrows: Sie wurde 2018 aus Mosambik erstbeschrieben.[6]
- Syzygium nicobaricum (King) Rathakr. & N.C.Nair[6]
- Syzygium nidie Guillaumin[6]
- Syzygium nigrans (Gagnep.) Craven & Biffin[6]
- Syzygium nigricans (King) Merr. & L.M.Perry[6]
- Syzygium nigropunctatum Merr. & L.M.Perry[6]
- Syzygium nitens J.W.Dawson[6]
- Syzygium nitidulum (Ridl.) I.M.Turner[6]
- Syzygium nitidum Benth.[6]
- Syzygium nitrasirirakii Chantaran. & J.Parn.[6]
- Syzygium nomoa Guillaumin[6]
- Syzygium normanbiensc T.G.Hartley & L.M.Perry[6]
- Syzygium novoguineense Merr. & L.M.Perry[6]
- Syzygium nummularium Airy Shaw[6]
- Syzygium nutans Merr. & L.M.Perry[6]
- Syzygium oblanceolatum (C.B.Rob.) Merr.[6]
- Syzygium oblancilimbum H.T.Chang & R.H.Miao[6]
- Syzygium oblatum (Roxb.) Wall. ex A.M.Cowan & Cowan[6]
- Syzygium obliquinervium (Elmer) Merr.[6]
- Syzygium oblongifolium (Gillespie) Merr. & L.M.Perry[6]
- Syzygium occidentale (Bourd.) D.N.Gandhi[6]
- Syzygium occlusum Miq.[6]
- Syzygium odoardoi Merr. & L.M.Perry[6]
- Syzygium odoratum (Lour.) DC.[6]
- Syzygium oleosum (F.Muell.) B.Hyland[6]
- Syzygium oligadelphum (Christoph.) Merr. & L.M.Perry[6]
- Syzygium oliganthum Thwaites[6]
- Syzygium oligomyrum Diels[6]
- Syzygium onesimum Merr. & L.M.Perry[6]
- Syzygium onivense (H.Perrier) Labat & Schatz[6]
- Syzygium oreophilum I.M.Turner[6]
- Syzygium orites (Ridl.) I.M.Turner[6]
- Syzygium orthoneurum Diels[6]
- Syzygium ovale Korth.[6]
- Syzygium ovalifolium (Blume) Merr. & L.M.Perry[6]
- Syzygium owariense (P.Beauv.) Benth.[6]
- Syzygium oxyphyllum Diels[6]
- Syzygium pachyanthum (Diels) Merr. & L.M.Perry[6]
- Syzygium pachycladum (K.Schum. & Lauterb.) Merr. & L.M.Perry[6]
- Syzygium pachyphyllum (Kurz) Merr. & L.M.Perry[6]
- Syzygium pachyrrachis Amshoff[6]
- Syzygium pachysarcum (Gagnep.) Merr. & L.M.Perry[6]
- Syzygium pachysepalum Merr. & L.M.Perry[6]
- Syzygium padangense Widodo & E.Lucas: Sie wurde 2018 aus Sumatra erstbeschrieben.[6]
- Syzygium pahangense (Ridl.) I.M.Turner[6]
- Syzygium palauense (Kaneh.) Hosok.[6]
- Syzygium palawanense (C.B.Rob.) Merr. & L.M.Perry[6]
- Syzygium palembanicum Miq.[6]
- Syzygium palghatense Gamble[6]
- Syzygium pallens Merr. & L.M.Perry[6]
- Syzygium pallidilimbum Merr. & L.M.Perry[6]
- Syzygium pallidulum (Ridl.) I.M.Turner[6]
- Syzygium pallidum Merr.[6]
- Syzygium paludosum P.S.Ashton[6]
- Syzygium panayense (Merr.) Merr.[6]
- Syzygium pancheri Brongn. & Gris[6]
- Syzygium panduriforme (Elmer) Merr.[6]
- Syzygium paniculatum Gaertn.[6]
- Syzygium paniense (Baker f.) J.W.Dawson[6]
- Syzygium panzeri Merr. & L.M.Perry[6]
- Syzygium papillosum (Duthie) Merr. & L.M.Perry[6]
- Syzygium papyraceum B.Hyland[6]
- Syzygium paradoxum (Merr.) Masam.[6]
- Syzygium paraiense Merr. & L.M.Perry[6]
- Syzygium parameswaranii M.Mohanan & A.N.Henry[6]
- Syzygium parkeri (Baker) Labat & Schatz[6]
- Syzygium parnellii Byng & Christenh.: Sie wurde 2018 aus Thailand erstbeschrieben.[6]
- Syzygium parvicarpum J.W.Dawson[6]
- Syzygium parvifolium (Engl.) Mildbr.[6]
- Syzygium parvulum Mildbr. ex Amshoff[6]
- Syzygium pascasioii (Merr.) Merr.[6]
- Syzygium patens Korth.[6]
- Syzygium patentinerve Christoph.[6]
- Syzygium patentinervium (P.S.Ashton) Byng & Christenh.[6]
- Syzygium pauciflorum Merr. & L.M.Perry[6]
- Syzygium paucinervium (Chantar. & J.Parn.) Byng & Christenh.[6]
- Syzygium paucipunctatum (Koord. & Valeton) Merr. & L.M.Perry[6]
- Syzygium paucivenium (C.B.Rob.) Merr.[6]
- Syzygium pauper (Ridl.) I.M.Turner[6]
- Syzygium peekelii Diels[6]
- Syzygium pellucidum (Duthie) N.P.Balakr.[6]
- Syzygium penasii (Merr.) Merr.[6]
- Syzygium pendens (Duthie) I.M.Turner[6]
- Syzygium pendulinum J.W.Dawson[6]
- Syzygium penibukanense Merr. & L.M.Perry[6]
- Syzygium pennelii (Guillaumin) J.W.Dawson[6]
- Syzygium perakense (King) I.M.Turner[6]
- Syzygium peregrinum (Blume) Merr. & L.M.Perry[6]
- Syzygium pergamaceum (Greves) Merr. & L.M.Perry[6]
- Syzygium pergamentaceum (King) Chantaran. & J.Parn.[6]
- Syzygium periyarensis Augustine & Sasidh.[6]
- Syzygium perparvifolium (Merr.) Merr. & L.M.Perry[6]
- Syzygium perryae I.M.Turner[6]
- Syzygium perspicuinervium (Merr.) Masam.[6]
- Syzygium petakense Merr. & L.M.Perry[6]
- Syzygium petelotii Merr. & L.M.Perry[6]
- Syzygium petraeum Diels[6]
- Syzygium petrinense Bosser & J.Guého[6]
- Syzygium petrophilum Merr. & L.M.Perry[6]
- Syzygium phacelanthum (Diels) Merr. & L.M.Perry[6]
- Syzygium phaeophyllum Merr. & L.M.Perry[6]
- Syzygium phaeostictum Merr. & L.M.Perry[6]
- Syzygium phamhoangii Tagane, V.S.Dang & Yahara: Sie wurde 2018 aus Vietnam erstbeschrieben.[6]
- Syzygium phanerophlebium (C.B.Rob.) Merr.[6]
- Syzygium phengklaii (Chantar. & J.Parn.) Craven & Biffin[6]
- Syzygium philippinense (C.B.Rob.) Merr.[6]
- Syzygium phillyreifolium (Baker) Labat & Schatz[6]
- Syzygium phoukhaokhouayense Soulad., Tagane & Yahara: Sie wurde 2018 aus Laos erstbeschrieben.[6]
- Syzygium phryganodes Merr. & L.M.Perry[6]
- Syzygium pierrei (Gagnep.) Merr. & L.M.Perry[6]
- Syzygium pilgerianum (K.Schum. & Lauterb.) Merr. & L.M.Perry[6]
- Syzygium piluliferum Craven & Biffin[6]
- Syzygium platycarpum (Diels) Merr. & L.M.Perry[6]
- Syzygium platypodum Diels[6]
- Syzygium plumbeum (King) I.M.Turner[6]
- Syzygium plumeum (Ridl.) Merr. & L.M.Perry[6]
- Syzygium pluviatile T.G.Hartley & L.M.Perry[6]
- Syzygium polisense Merr.[6]
- Syzygium politum (King) I.M.Turner[6]
- Syzygium polyanthum (Wight) Walp.[6]
- Syzygium polycephaloides (C.B.Rob.) Merr.[6]
- Syzygium polycephalum (Miq.) Merr. & L.M.Perry[6]: Auf Java als Gowok, Kupa oder Kepa kultiviert
- Syzygium polycladum Merr. & L.M.Perry[6]
- Syzygium polypetaloideum Merr. & L.M.Perry[6]
- Syzygium polypetalum (Wall.) Merr. & L.M.Perry[6]
- Syzygium polyphlebium (Diels) Merr. & L.M.Perry[6]
- Syzygium pondoense Engl.[6]
- Syzygium ponmudianum A.K.Sreekala, Ramas., D.S.Pillai & Surendr.: Sie wurde 2019 aus dem indischen Bundesstaat Kerala erstbeschrieben.[6]
- Syzygium pontianakense Merr. & L.M.Perry[6]
- Syzygium populifolium (Baker) J.Guého & A.J.Scott[6]
- Syzygium porphyranthum (Ridl.) I.M.Turner[6]
- Syzygium porphyrocarpum (Greves) Merr. & L.M.Perry[6]
- Syzygium potamicum Kosterm.[6]
- Syzygium poyanum J.W.Dawson[6]
- Syzygium praecox (Roxb.) Rathakr. & N.C.Nair[6]
- Syzygium praestantilimbum P.S.Ashton[6]
- Syzygium praestigiosum (M.R.Hend.) I.M.Turner[6]
- Syzygium praetermissum (Gage) N.P.Balakr.[6]
- Syzygium praineanum (King) Chantaran. & J.Parn.[6]
- Syzygium prasiniflorum (Ridl.) Merr. & L.M.Perry[6]
- Syzygium pringlei (B.Hyland) Craven & Biffin[6]
- Syzygium propinquum (Guillaumin) J.W.Dawson[6]
- Syzygium pseudocalcicola Craven & Biffin[6]
- Syzygium pseudoclaviflorum (M.R.Hend.) I.M.Turner[6]
- Syzygium pseudocrenulatum (M.R.Hend.) I.M.Turner[6]
- Syzygium pseudofastigiatum B.Hyland[6]
- Syzygium pseudoformosum (King) Merr. & L.M.Perry[6]
- Syzygium pseudojambolana Miq.[6]
- Syzygium pseudolaetum (C.E.C.Fisch.) Merr. & L.M.Perry[6]
- Syzygium pseudomalaccense (Vieill. ex Brongn. & Gris) Govaerts[6]
- Syzygium pseudomegistophyllum W.N.Takeuchi[6]
- Syzygium pseudomolle (M.R.Hend.) I.M.Turner[6]
- Syzygium pseudopinnatum Däniker[6]
- Syzygium pterocalyx Brongn. & Gris[6]
- Syzygium pterocarpum (Vieill. ex Pancher & Sebert) Govaerts[6]
- Syzygium pterophorum Merr. & L.M.Perry[6]
- Syzygium pteropodum (K.Schum. & Lauterb.) Merr. & L.M.Perry[6]
- Syzygium pterotum B.J.Conn & Damas: Sie wurde 2015 aus Papua-Neuguinea erstbeschrieben.[6]
- Syzygium puberulum Merr. & L.M.Perry[6]
- Syzygium pulaiense I.M.Turner[6]
- Syzygium pulchellum (Roxb.) Govaerts[6]
- Syzygium pulgarense (C.B.Rob.) Merr.[6]
- Syzygium pullei Diels[6]
- Syzygium punctilimbum (Merr.) Merr. & L.M.Perry[6]
- Syzygium purpureum (L.M.Perry) A.C.Sm.[6]
- Syzygium purpuricarpum N.Snow[6]
- Syzygium purpuriflorum (Elmer) Merr.[6]
- Syzygium pustulatum (Duthie) Merr.[6]
- Syzygium putii Chantaran. & J.Parn.[6]
- Syzygium pycnanthum Merr. & L.M.Perry[6]
- Syzygium pyneei Byng, V.Florens & Baider: Sie wurde 2015 aus Mauritius erstbeschrieben.[6]
- Syzygium pyrifolium (Blume) DC.[6]
- Syzygium pyriforme Merr. & L.M.Perry[6]
- Syzygium pyrocarpum (Greves) Merr. & L.M.Perry[6]
- Syzygium pyrrophloeum Diels[6]
- Syzygium quadrangulare Guillaumin[6]
- Syzygium quadrangulatum (A.Gray) Merr. & L.M.Perry[6]
- Syzygium quadratum (King) I.M.Turner[6]
- Syzygium quadrialatum Teijsm. & Binn.[6]
- Syzygium quadribracteatum (M.R.Hend.) I.M.Turner[6]
- Syzygium quadricostatum P.S.Ashton[6]
- Syzygium quadrisepalum (P.S.Ashton) Byng & Christenh.[6]
- Syzygium racemosum (Blume) DC.[6]
- Syzygium rakotovaoanum N.Snow[6]
- Syzygium rama-varmae (Bourd.) Chithra[6]
- Syzygium rambutyense N.Snow[6]
- Syzygium ramiflorum Airy Shaw[6]
- Syzygium ramilepis J.W.Dawson[6]
- Syzygium ramosii (C.B.Rob.) Merr.[6]
- Syzygium ramosissimum (Blume) N.P.Balakr.[6]
- Syzygium rampans (Baker) J.Guého & A.J.Scott[6]
- Syzygium randianum Merr. & L.M.Perry[6]
- Syzygium rechingeri Merr. & L.M.Perry[6]
- Syzygium recurvovenosum (Lauterb.) Diels[6]
- Syzygium refertum (Craib) Chantaran. & J.Parn.[6]
- Syzygium rehderianum Merr. & L.M.Perry[6]
- Syzygium rejangense Merr. & L.M.Perry[6]
- Syzygium remotifolium (Ridl.) Merr. & L.M.Perry[6]
- Syzygium resa (B.Hyland) Craven & Biffin[6]
- Syzygium reticulatum (Wight) Walp.[6]
- Syzygium retinervium (Merr. & L.M.Perry) Craven & Biffin[6]
- Syzygium revolutum (Wight) Walp.[6]
- Syzygium rheophyticum P.S.Ashton[6]
- Syzygium rhizophorum (Boerl. & Koord.-Schum.) Govaerts[6]
- Syzygium rhomboideum (Ridl.) I.M.Turner[6]
- Syzygium rhopalanthum Schltr.[6]
- Syzygium richardsonianum Merr. & L.M.Perry[6]
- Syzygium richii (A.Gray) Merr. & L.M.Perry[6]
- Syzygium ridleyi (King) Chantaran. & J.Parn.[6]
- Syzygium ridsdalei Craven & N.Snow[6]
- Syzygium rigens (Craib) Chantaran. & J.Parn.[6]
- Syzygium rigidifolium Merr.[6]
- Syzygium riparium (Diels) Merr. & L.M.Perry[6]
- Syzygium ripicola (Craib) Merr. & L.M.Perry[6]
- Syzygium rivulare Vieill. ex Guillaumin[6]
- Syzygium rizalense (Merr.) Merr.[6]
- Syzygium robbinsii T.G.Hartley & L.M.Perry[6]
- Syzygium robertii (Merr.) Merr.[6]
- Syzygium robinsonii (Elmer) Merr.[6]
- Syzygium robustum Miq.[6]
- Syzygium rockii Merr. & L.M.Perry[6]
- Syzygium roemeri (Lauterb.) Merr. & L.M.Perry[6]
- Syzygium rolfei Merr.[6]
- Syzygium rosaceum Diels[6]
- Syzygium rosenbluthii (C.B.Rob.) Merr.[6]
- Syzygium roseomarginatum (C.B.Rob.) Merr. & L.M.Perry[6]
- Syzygium roseum Merr. & L.M.Perry[6]
- Syzygium rostadonis (Ridl.) I.M.Turner[6]
- Syzygium rostratum (Blume) DC.[6]
- Syzygium rosulentum (Ridl.) Merr. & L.M.Perry[6]
- Syzygium rotundifolium Arn.[6]
- Syzygium rowlandii Sprague[6]
- Syzygium rubens (Roxb.) Walp.[6]
- Syzygium rubescens (A.Gray) Müll.Stuttg.[6]
- Syzygium rubicundum Wight & Arn.[6]
- Syzygium rubrimolle B.Hyland[6]
- Syzygium rubropunctatum (Ridl.) Merr. & L.M.Perry[6]
- Syzygium rubropurpureum (C.B.Rob.) Airy Shaw[6]
- Syzygium rubrovenium (C.B.Rob.) Merr.[6]
- Syzygium rugosum Korth.[6]
- Syzygium rumphii (Merr.) Govaerts[6]
- Syzygium rysopodum Merr. & L.M.Perry[6]
- Syzygium sabangense (Lauterb.) Merr. & L.M.Perry[6]
- Syzygium sahyadricum Sujanapal, Robi & Sasidh.: Sie wurde 2014 aus Indien erstbeschrieben.[6]
- Syzygium sakalavarum (H.Perrier) Labat & Schatz[6]
- Syzygium salicifolium (Wight) J.Graham[6]
- Syzygium saliciforme Merr. & L.M.Perry[6]
- Syzygium salicinum (Ridl.) Merr. & L.M.Perry[6]
- Syzygium salictoides (Ridl.) I.M.Turner[6]
- Syzygium salignum (Miq.) Rathakr. & N.C.Nair[6]
- Syzygium salomonense (Hemsl.) Merr. & L.M.Perry[6]
- Syzygium salpinganthum (Greves) Merr. & L.M.Perry[6]
- Syzygium salwinense Merr. & L.M.Perry[6]
- Syzygium samarangense (Blume) Merr. & L.M.Perry: Er ist von Thailand über Malaysia bis Indonesien und Papua-Neuguinea verbreitet. Als Obstgehölz wird er in vielen tropischen Gebieten kultiviert.[1]
- Syzygium sambiranense (H.Perrier) Labat & Schatz[6]
- Syzygium sambogense T.G.Hartley & L.M.Perry[6]
- Syzygium samoense (Burkill) Whistler[6]
- Syzygium sandwicense (A.Gray) Müll.Berol.[6]
- Syzygium sanjappanum M.V.Ramana: Sie wurde 2014 aus den Andamanen erstbeschrieben.[6]
- Syzygium santosii (Merr.) Merr.[6]
- Syzygium sarmentosum J.W.Dawson[6]
- Syzygium sasidharanii Sujanapal: Sie wurde 2013 aus dem indischen Bundesstaat Kerala erstbeschrieben.[6]
- Syzygium saundersii Craven: Sie wurde 2019 aus Papua-Neuguinea erstbeschrieben.[6]
- Syzygium savaiiense (A.Gray) Müll.Berol.[6]
- Syzygium saxatile H.T.Chang & R.H.Miao[6]
- Syzygium sayeri (F.Muell.) B.Hyland[6]
- Syzygium scabrum Tagane, Soulad. & Yahara: Sie wurde 2018 aus Laos und Thailand erstbeschrieben.[6]
- Syzygium scalarinerve (King) I.M.Turner[6]
- Syzygium schistaceum J.W.Dawson[6]
- Syzygium schlechteri Diels[6]
- Syzygium schlechterianum Hochr.[6]
- Syzygium schmidii Rathakr. & N.C.Nair[6]
- Syzygium schumannianum (Nied.) Diels[6]
- Syzygium schwenckii Teijsm. & Binn.[6]
- Syzygium sclerophyllum Thwaites[6]
- Syzygium scolopophyllum (Ridl.) Masam.[6]
- Syzygium scortechinii (King) Chantaran. & J.Parn.[6]
- Syzygium scytophyllum Diels[6]
- Syzygium seemannianum Merr. & L.M.Perry[6]
- Syzygium seemannii (A.Gray) Biffin & Craven[6]
- Syzygium selukaifolium P.S.Ashton[6]
- Syzygium sessililimbum (Merr.) Merr.[6]
- Syzygium setosum (King) I.M.Turner[6]
- Syzygium sexangulatum (Miq.) Amshoff[6]
- Syzygium sharonae B.Hyland[6]
- Syzygium shimbaense (Verdc.) Byng & Christenh.[6]
- Syzygium siamense (Craib) Chantaran. & J.Parn.[6]
- Syzygium sichuanense H.T.Chang & R.H.Miao[6]
- Syzygium siderocola (Merr.) Merr.[6]
- Syzygium silamense P.S.Ashton[6]
- Syzygium simile (Merr.) Merr.[6]
- Syzygium simillimum Merr. & L.M.Perry[6]
- Syzygium singaporense (King) Airy Shaw[6]
- Syzygium siphonanthum (King ex Greves) Amshoff[6]
- Syzygium sirindhorniae Chantar., Suksathan & Wongnak: Sie wurde 2016 aus Thailand erstbeschrieben.[6]
- Syzygium skiophilum (Duthie) Airy Shaw[6]
- Syzygium sleumeri Craven: Sie wurde 2019 aus dem westlichen Neuguinea erstbeschrieben.[6]
- Syzygium slootenii Merr. & L.M.Perry[6]
- Syzygium smalianum (Brandis) D.G.Long[6]
- Syzygium smetsianum Byng & Christenh.: Sie wurde 2018 aus Malaysia erstbeschrieben.[6]
- Syzygium smithii (Poir.) Nied.[6]
- Syzygium snowianum W.N.Takeuchi: Sie wurde 2015 aus Papua-Neuguinea erstbeschrieben.[6]
- Syzygium soepadmoi P.S.Ashton[6]
- Syzygium sogerense (Greves) Merr. & L.M.Perry[6]
- Syzygium sorongense (T.G.Hartley & Craven) Craven & Biffin[6]
- Syzygium spathulatum Thwaites[6]
- Syzygium speciosissimum (C.B.Rob.) Merr.[6]
- Syzygium spectabile Merr. & L.M.Perry[6]
- Syzygium sphaeranthum (Gagnep.) Merr. & L.M.Perry[6]
- Syzygium spissifolium (Ridl.) I.M.Turner[6]
- Syzygium splendens (Blume) Merr. & L.M.Perry[6]
- Syzygium squamatum Merr. & L.M.Perry[6]
- Syzygium squamiferum (C.B.Rob.) Merr.[6]
- Syzygium sriganesanii K.Ravik. & V.Lakshm.[6]
- Syzygium stapfianum (King) I.M.Turner[6]
- Syzygium staudtii (Engl.) Mildbr.[6]
- Syzygium steenisii Merr. & L.M.Perry[6]
- Syzygium stelechanthoides (Kaneh.) M.W.Tornab. & W.L.Wagner[6]
- Syzygium stelechanthum (Diels) Glassman[6]
- Syzygium stenocladum Merr. & L.M.Perry[6]
- Syzygium stenurum Merr. & L.M.Perry[6]
- Syzygium sterrophyllum Merr. & L.M.Perry[6]
- Syzygium stictanthum Merr. & L.M.Perry[6]
- Syzygium stipitatum P.S.Ashton[6]
- Syzygium stipulare (Blume) Craven & T.G.Hartley[6]
- Syzygium stocksii (Duthie) Gamble[6]
- Syzygium striatulum (C.B.Rob.) Merr.[6]
- Syzygium subalatum (Ridl.) Merr. & L.M.Perry[6]
- Syzygium subamplexicaule Merr. & L.M.Perry[6]
- Syzygium subcapitulatum Miq.[6]
- Syzygium subcaudatum (Merr.) Merr.[6]
- Syzygium subcordatum (Verdc.) Byng & N.Snow[6]
- Syzygium subcorymbosum Merr. & L.M.Perry[6]
- Syzygium subcrenatum Merr. & L.M.Perry[6]
- Syzygium subdecussatum (Duthie) I.M.Turner[6]
- Syzygium suberosum Craven: Sie wurde 2019 aus Neuguinea erstbeschrieben.[6]
- Syzygium subfalcatum (C.B.Rob.) Merr.[6]
- Syzygium subfoetidum (C.B.Rob.) Merr.[6]
- Syzygium subglobosum Merr. & L.M.Perry[6]
- Syzygium subhorizontale (King) Chantaran. & J.Parn.[6]
- Syzygium subisense P.S.Ashton[6]
- Syzygium sublaetum (Craib) Byng & Christenh.[6]
- Syzygium subnodosum Miq.[6]
- Syzygium suborbiculare (Benth.) T.G.Hartley & L.M.Perry[6]
- Syzygium subrotundifolium (C.B.Rob.) Merr.[6]
- Syzygium subscandens Widodo[6]
- Syzygium subsessile (C.B.Rob.) Merr.[6]
- Syzygium subsessiliflorum (Merr.) Merr.[6]
- Syzygium subsessilifolium (Merr.) Merr. & L.M.Perry[6]
- Syzygium subsimile Diels[6]
- Syzygium subtile Miq.[6]
- Syzygium sulcistylum (C.B.Rob.) Merr.[6]
- Syzygium sulitii Merr.[6]
- Syzygium sulphuratum (Ridl.) Govaerts[6]
- Syzygium surigaense (Merr.) Merr.[6]
- Syzygium suringarianum (Koord. & Valeton) Amshoff[6]
- Syzygium swettenhamianum (King) I.M.Turner[6]
- Syzygium sylvicola T.G.Hartley & L.M.Perry[6]
- Syzygium symingtonianum (M.R.Hend.) I.M.Turner[6]
- Syzygium synaptoneurum (K.Schum. & Lauterb.) Merr. & L.M.Perry[6]
- Syzygium syzygioides (Miq.) Merr. & L.M.Perry[6]
- Syzygium szemaoense Merr. & L.M.Perry[6]
- Syzygium taeniatum Diels[6]
- Syzygium tahanense (Ridl.) I.M.Turner[6]
- Syzygium taipingense (M.R.Hend.) I.M.Turner[6]
- Syzygium taiwanicum H.T.Chang & R.H.Miao[6]
- Syzygium tapiaka (H.Perrier) Labat & Schatz[6]
- Syzygium tavaiense (P.S.Ashton) Byng & Christenh.[6]
- Syzygium tawahense (Korth.) Merr. & L.M.Perry[6]
- Syzygium tayabense (Quisumb. & Merr.) Merr.[6]
- Syzygium taytayense (Merr.) Merr.[6]
- Syzygium tchambaense J.W.Dawson[6]
- Syzygium tectum (King) I.M.Turner[6]
- Syzygium tekuense (M.R.Hend.) I.M.Turner[6]
- Syzygium tenellum Blume ex Miq.[6]
- Syzygium tenue (Duthie) N.P.Balakr.[6]
- Syzygium tenuicaudatum Merr. & L.M.Perry[6]
- Syzygium tenuicorticum P.S.Ashton[6]
- Syzygium tenuiflorum Brongn. & Gris[6]
- Syzygium tenuifolium (Ridl.) Airy Shaw[6]
- Syzygium tenuilimbum P.S.Ashton[6]
- Syzygium tenuipes (Merr.) Merr.[6]
- Syzygium tenuirame (Miq.) Merr.[6]
- Syzygium tenuirhachis H.T.Chang & R.H.Miao[6]
- Syzygium tephrodes (Hance) Merr. & L.M.Perry[6]
- Syzygium teretiflorum (Koord. & Valeton) Amshoff[6]
- Syzygium tesselatum Korth.[6]
- Syzygium tetragonum (Wight) Wall. ex Walp.[6]
- Syzygium tetrapleurum L.M.Perry[6]
- Syzygium tetrapterum (Miq.) Chantaran. & J.Parn.[6]
- Syzygium thalassicum Merr. & L.M.Perry[6]
- Syzygium thompsonii (Merr.) N.Snow[6]
- Syzygium thomsenii (Diels) Merr. & L.M.Perry[6]
- Syzygium thorelii (Gagnep.) Merr. & L.M.Perry[6]
- Syzygium thornei T.G.Hartley & L.M.Perry[6]
- Syzygium thouvenotii (Danguy) Byng[6]
- Syzygium thumra (Roxb.) Merr. & L.M.Perry[6]
- Syzygium tierneyanum (F.Muell.) T.G.Hartley & L.M.Perry[6]
- Syzygium timorianum Decne.[6]
- Syzygium tinctorium (Gagnep.) Merr. & L.M.Perry[6]
- Syzygium tiumanense (Ridl.) I.M.Turner[6]
- Syzygium toddalioides (Wight) Walp.[6]
- Syzygium tolypanthum Diels[6]
- Syzygium toninense (Baker f.) J.W.Dawson[6]
- Syzygium tonkinense (Gagnep.) Merr. & L.M.Perry[6]
- Syzygium tontoutaense J.W.Dawson[6]
- Syzygium toppingii (Elmer) Merr.[6]
- Syzygium torricellianum Diels[6]
- Syzygium touranense Merr. & L.M.Perry[6]
- Syzygium trachyanthum (Diels) Merr. & L.M.Perry[6]
- Syzygium trachyphloium (C.T.White) B.Hyland[6]
- Syzygium tramnion (Gagnep.) Merr. & L.M.Perry[6]
- Syzygium travancoricum Gamble[6]
- Syzygium treubii Merr. & L.M.Perry[6]
- Syzygium trianthum (Merr.) Merr.[6]
- Syzygium trichotomum (Greves) Merr. & L.M.Perry[6]
- Syzygium tricolor (Diels) Merr. & L.M.Perry[6]
- Syzygium tringiense Byng & N.Snow: Sie wurde 2016 von den Komoren erstbeschrieben.[6]
- Syzygium tripetalum Guillaumin[6]
- Syzygium triphlebium Diels[6]
- Syzygium triphyllum Merr.[6]
- Syzygium tripinnatum (Blanco) Merr.[6]
- Syzygium triplinervium Teijsm. & Binn.[6]
- Syzygium triste (Kurz) N.P.Balakr.[6]
- Syzygium trivene (Ridl.) Merr. & L.M.Perry[6]
- Syzygium tsoongii (Merr.) Merr. & L.M.Perry[6]
- Syzygium tubiflorum P.S.Ashton[6]
- Syzygium tula (Merr.) Merr.[6]
- Syzygium turbinatum Alston[6]
- Syzygium tympananthum (Diels) Merr. & L.M.Perry[6]
- Syzygium ubogoensis W.N.Takeuchi[6]
- Syzygium ultramaficum P.S.Ashton[6]
- Syzygium umbellatum Korth.[6]
- Syzygium umbilicatum (Koord. & Valeton) Amshoff[6]
- Syzygium umbrosum Thwaites[6]
- Syzygium uniflorum Merr. & L.M.Perry[6]
- Syzygium unipunctatum (B.Hyland) Craven & Biffin[6]
- Syzygium urdanetense (Elmer) Merr.[6]
- Syzygium urophyllum Merr.[6]
- Syzygium utilis (Talbot) Rathakr. & N.C.Nair[6]
- Syzygium vaccinifolium Merr.[6]
- Syzygium valdecoriaceum P.S.Ashton[6]
- Syzygium valdepunctatum Merr.[6]
- Syzygium valdevenosum (Duthie) Merr. & L.M.Perry[6]
- Syzygium valentissimum P.S.Ashton[6]
- Syzygium validinerve T.G.Hartley & L.M.Perry[6]
- Syzygium validum Korth.[6]
- Syzygium vanderwateri (Ridl.) Merr. & L.M.Perry[6]
- Syzygium vanuatuense Tuiwawa & Craven: Sie wurde 2015 von Vanuatu erstbeschrieben.[6]
- Syzygium variabile T.G.Hartley & L.M.Perry[6]
- Syzygium variifolium Miq.[6]
- Syzygium variolosum (King) Chantaran. & J.Parn.[6]
- Syzygium vaughanii J.Guého & A.J.Scott[6]
- Syzygium vaupelii Whistler[6]
- Syzygium veillonii J.W.Dawson[6]
- Syzygium velae B.Hyland[6]
- Syzygium velutinum A.P.Davis[6]
- Syzygium venosum DC.[6]
- Syzygium venustum (Roxb.) N.P.Balakr.[6]
- Syzygium verniciflorum (Diels) Merr. & L.M.Perry[6]
- Syzygium vernicosum Merr. & L.M.Perry[6]
- Syzygium vernonioides (Elmer) Merr.[6]
- Syzygium verrucosum Däniker[6]
- Syzygium versteegii (Lauterb.) Merr. & L.M.Perry[6]
- Syzygium vestitum Merr. & L.M.Perry[6]
- Syzygium viburnoides Diels[6]
- Syzygium vidalianum (Elmer) Merr.[6]
- Syzygium vieillardii N.Snow, Callm. & Byng: Sie wurde 2017 aus Neukaledonien erstbeschrieben.[6]
- Syzygium villamilii (Merr.) Merr. & L.M.Perry[6]
- Syzygium villiferum (Ridl.) Masam.[6]
- Syzygium virescens Merr. & L.M.Perry[6]
- Syzygium viridescens (Ridl.) I.M.Turner[6]
- Syzygium virotii J.W.Dawson[6]
- Syzygium vismioides (DC.) Govaerts[6]
- Syzygium vrieseanum (Miq.) Amshoff[6]
- Syzygium vulcanicum Elmer ex Merr.[6]
- Syzygium wagapense Brongn. & Gris[6]
- Syzygium waikaiunense T.G.Hartley & L.M.Perry[6]
- Syzygium walkeri Merr. & L.M.Perry ex C.T.White[6]
- Syzygium warburgii Merr. & L.M.Perry[6]
- Syzygium waterhousei Merr. & L.M.Perry[6]
- Syzygium watsonianum (M.R.Hend.) I.M.Turner[6]
- Syzygium watutense Craven & N.Snow[6]
- Syzygium wenshanense H.T.Chang & R.H.Miao[6]
- Syzygium wenzelii (Merr.) Merr.[6]
- Syzygium wesa B.Hyland[6]
- Syzygium whitfordii (Merr.) Merr.[6]
- Syzygium williamsii (C.B.Rob.) Merr.[6]
- Syzygium wilsonii (F.Muell.) B.Hyland[6]
- Syzygium winckelii Amshoff[6]
- Syzygium winitii (Craib) Merr. & L.M.Perry[6]
- Syzygium wolfii (Gillespie) Merr. & L.M.Perry[6]
- Syzygium wollastonii (Ridl.) Merr. & L.M.Perry[6]
- Syzygium womersleyi T.G.Hartley & L.M.Perry[6]
- Syzygium wrayi (King) I.M.Turner[6]
- Syzygium wrightii (Baker) A.J.Scott[6]
- Syzygium xanthophyllum (C.B.Rob.) Merr.[6]
- Syzygium xanthostemifolium (Guillaumin) J.W.Dawson[6]
- Syzygium xerampelinum B.Hyland[6]
- Syzygium xiphophyllum (Merr.) Merr.[6]
- Syzygium xizangense H.T.Chang & R.H.Miao[6]
- Syzygium xylopiaceum (Diels) Merr. & L.M.Perry[6]
- Syzygium yersinii Tagane, V.S.Dang & Yahara: Sie wurde 2018 aus Vietnam erstbeschrieben.[6]
- Syzygium yunnanense Merr. & L.M.Perry[6]
- Syzygium zamboangense (C.B.Rob.) Merr.[6]
- Syzygium zeylanicum (L.) DC.[6]
- Syzygium zhenghei Craven & Biffin[6]
- Syzygium zimmermannii (Warb. ex Craib) Merr. & L.M.Perry[6]
- Syzygium zollingerianum (Miq.) Amshoff[6]

## Weiterführende Literatur
- Lyn A. Craven, E. Biffin, P. S. Ashton: Acmena, Acmenosperma, Cleistocalyx, Piliocalyx and Waterhousea formally transferred to Syzygium (Myrtaceae). In: Blumea, Volume 51, Issue 1, 2006, S. 131–142. doi:10.3767/000651906X622382
- E. Biffin, Lyn A. Craven, M. D. Crisp, P. A. Gadek: Molecular systematics of Syzygium and allied genera (Myrtaceae): evidence from the chloroplast genome. In: Taxon, Volume 55, Issue 1, 2006, S. 79–94.
- W. K. Soh, J. Parnell: Comparative leaf anatomy and phylogeny of Syzygium Gaertn. In: Pl. Syst. Evol., Volume 297, 2011, S. 1–32.
- W. K. Soh, J. Parnell: A revision of Syzygium Gaertn. (Myrtaceae) in Indochina (Cambodia, Laos and Vietnam). In: Adansonia, Series 3, Volume 37, 2015, S. 179–275.

- Karte mit allen verlinkten Seiten:
- OSM |
- WikiMap